# 中央アジアの美術

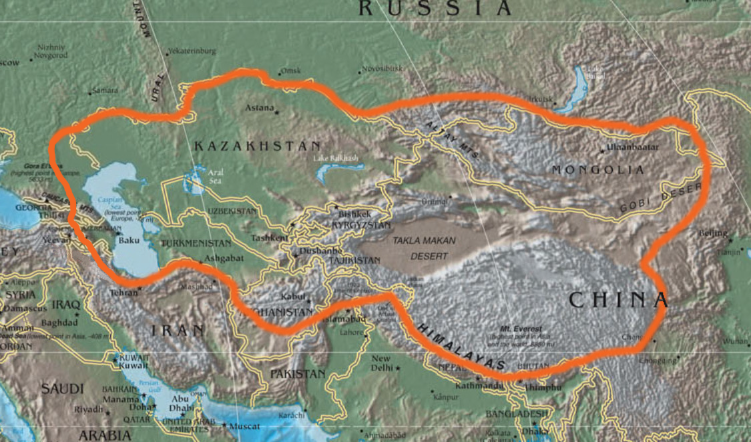
中央アジアの区域（この図の範囲にはモンゴリアとチベットも含まれている）

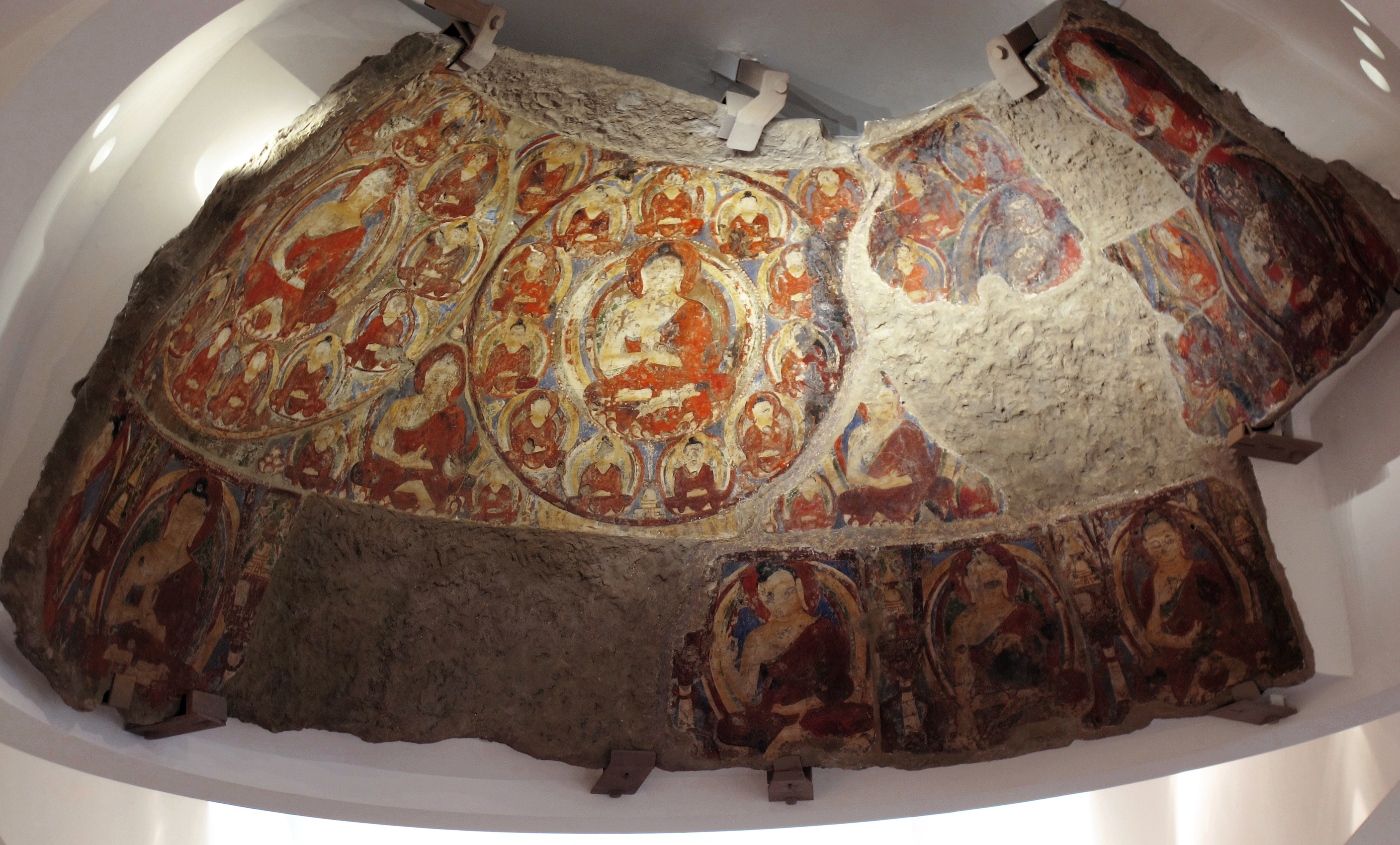
カクラク43窟壁画（バーミヤーン）円文千仏図 7 - 8世紀

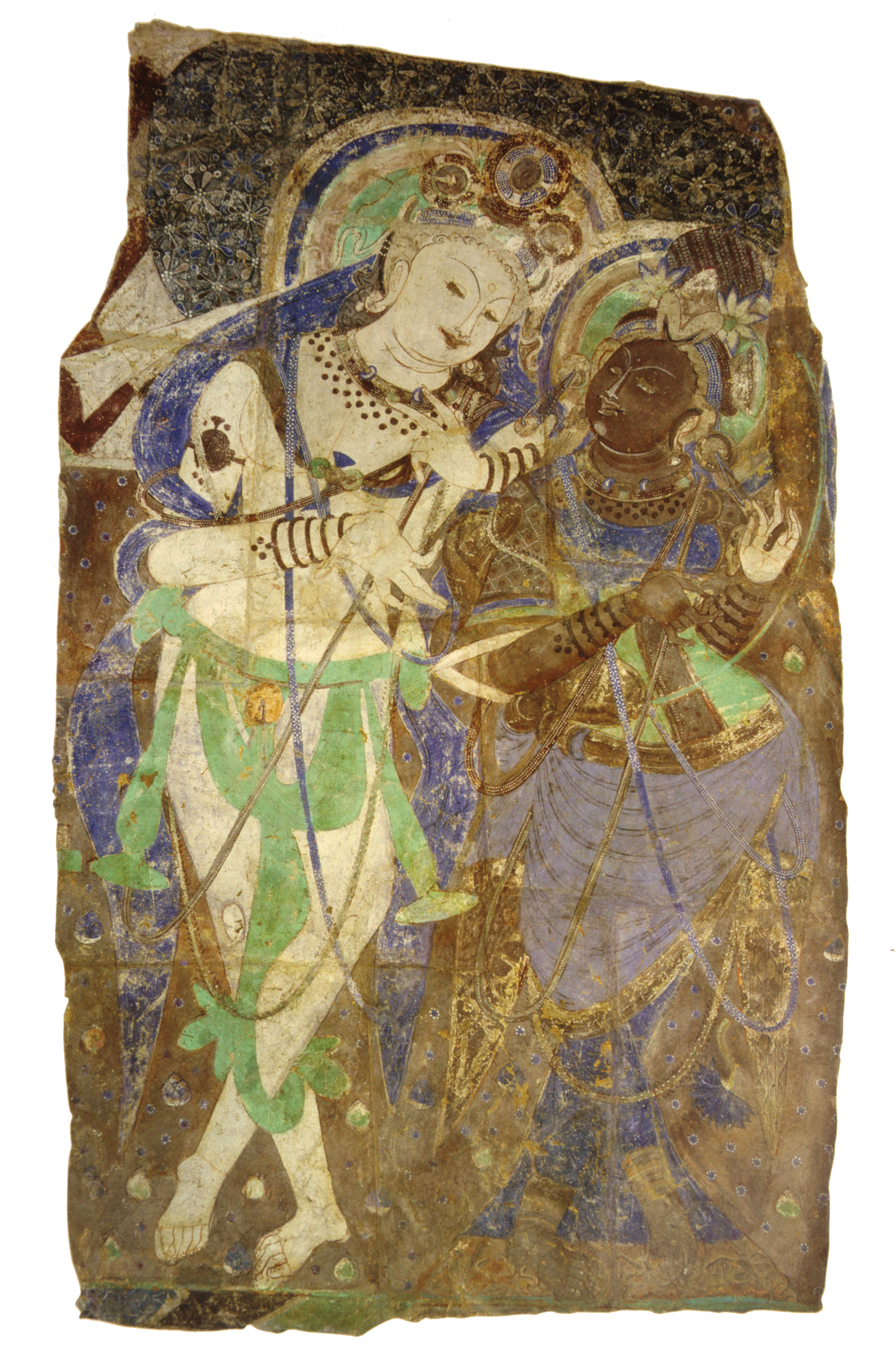
キジル石窟171窟壁画 神とガンダルヴァ（乾闥婆）

中央アジアの美術（ちゅうおうアジアのびじゅつ）では東・西トルキスタンを中心とした中央アジア地域の美術について概説する。

## 地域の概要

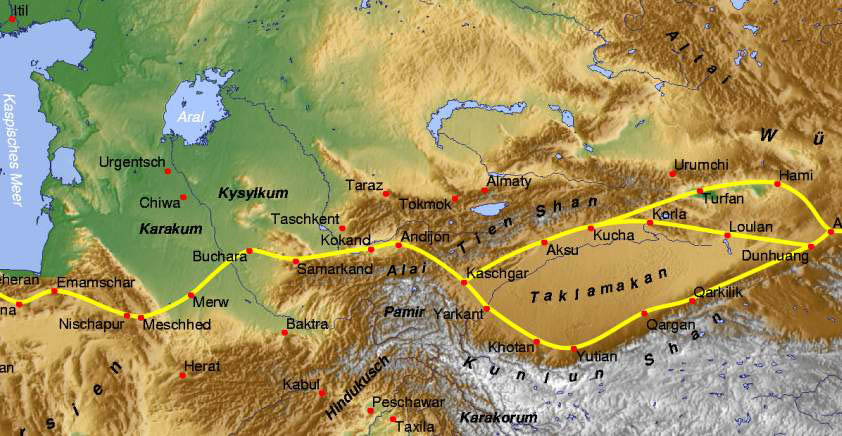
中央アジアと東西交易路

中央アジアの定義には広狭さまざまあるが、美術史上の地域区分としては、パミール高原の東西に位置する東トルキスタンと西トルキスタンの両地域を指すのが一般的である。現代の国名では、東トルキスタンは中華人民共和国新疆ウイグル自治区に相当し、西トルキスタンは旧ソ連の中央アジア5か国（カザフスタン、ウズベキスタン、タジキスタン、トルクメニスタン、キルギス）に加えて、アフガニスタンの北部もここに含むのが一般的である。この地域は、東方はタリム盆地およびジュンガル盆地を含み、西方はカスピ海東岸に至り、北はアルタイ山脈と南ロシア草原地帯を含み、南は崑崙山脈とヒンドゥークシュ山脈までを含む。取り上げる文化によっては、スキタイの活動した黒海北岸や、ガンダーラの位置するパキスタン北部までを含むこともある。なお、チベットとモンゴル高原については、自然地理的には中央アジアの一部と考えられるが、歴史的には中央アジアと一体の地域とはみなしがたい。この地域は文字通りユーラシアの中央部に位置し、世界でももっとも海から遠く離れた土地であり、降水量のきわめて少ない乾燥地帯である。トルキスタンは「テュルク（トルコ）人の土地」の意である。この地域に暮らしたのはテュルク系民族のみではなく、歴史上さまざまな民族や国家が興亡を繰り返したが、本項では便宜上「トルキスタン」の地域呼称を用いる。
東西トルキスタンの地理を大局的に見ると、おおむね天山山脈とシル川を結ぶ線より南は砂漠地帯であり、それより北は草原地帯である。この草原と砂漠との差異は、それぞれの地帯の文化の差異にもつながっている。すなわち、草原に暮らした騎馬遊牧民の文化と、砂漠のオアシスに暮らした農耕定住民の文化である。北の草原地帯に騎馬遊牧民が登場したのは紀元前1000年前後とされている。彼らは家畜を引きつれて、夏は高地、冬は低地へと移動しながら生活した。そのため、彼らの飼う家畜は羊、山羊などのような群れをつくる性質のあるものに限られた。一方、砂漠が大部分を占める南方の地域では、周囲の高山の雪解け水を水源とする内陸河川の流域やオアシスなどに人々が定住し、農耕や手工業、商業を営み、都市を形成した。騎馬遊牧民の国家は機動性と軍事力に優れていた。一方、オアシスの民の国家は規模も小さく、広い地域を連合した帝国を形成することもなかったため、しばしば周囲の大国の侵略を受けた。19世紀までの西欧の歴史家は、中央アジアの歴史を騎馬遊牧民の国家とオアシス国家（農耕定住民）との対立抗争、支配・被支配の歴史として語ってきた。しかし、この地域の歴史をこうした遊牧民対定住民の対立の構図でのみ理解するのは適切でないということが指摘されている。長い歴史のなかで遊牧民と定住民との対立抗争があったことは事実だが、平時には両者はむしろ互いの必要とする物資を交換しつつ共存共栄してきたのであった。騎馬遊牧民の社会経済構造は、自民族のみで完結するものではなく、生存のためには農耕民族との共存が不可欠であった。遊牧民は自らの有する家畜から毛、皮、肉、乳などを得ることができたが、彼らにとって不足していたものは穀物などの農産物や、絹織物などの手工業製品で、これらは定住農耕民との交易で手に入れるほかなかった。一方、定住農耕民は遊牧民から獣の毛、皮、肉や乳製品などを手に入れた。遠隔地との交易のためには、輸送手段としての馬、牛、ラクダなどが必要であったが、定住民はこうした動物も遊牧民から調達したのである。

## 中央アジア美術の特色

### 地域制と国際性
この地域の美術作品は、石窟寺院に残されていた壁画や塑像、都市遺跡、寺院址、古墓などからの出土品が主体である。これらの文化遺産はその多くがこの地域の歴史の変遷のなかで忘れ去られ、あるいは砂漠に埋もれていたものであり、19世紀末から20世紀初頭にかけて西欧を主とする外国の調査隊によって見出されたものであった。現存する絵画遺品は石窟壁画が主であるが、板、紙、絹などに描かれた絵画もダンダン・ウィリク、アスターナなどから出土している。壁画は岩壁または煉瓦壁に植物繊維、羊毛、動物の糞などを混ぜた粘土を塗り、さらに漆喰の下地を作った上で描いたものである。彫刻は土地柄、土製（塑像、テラコッタ）のものが多く、木造、銅造の遺品は少ない。ガンダーラでは石造彫刻が盛んに作られている。
中央アジアの美術の特色はその国際性にある。東の中国、西のペルシャに挟まれた中央アジアにはシルクロードと呼ばれる東西の交通路が通じ、人々や物資が行きかうとともに、古来多くの民族や文化がこの地で興亡を繰り返した。こうしたことから、中央アジアは「文明の十字路」とも称されている。この地域で制作された美術作品にも、土着の要素とともに、ヘレニズム、メソポタミアなどの西方由来の文化、中国、インドなど周辺地域の文化の技法やモチーフが混淆している。
また、宗教美術が多くを占めるのも中央アジア美術の特色である。イスラム化以前の中央アジアでは、仏教、ゾロアスター教、マニ教、景教（ネストリウス派キリスト教）などの宗教が信仰されたが、現存する遺跡、壁画、彫刻などは仏教関係のものが主である。タラス川の戦い（751年）で唐がイスラム勢力のアッバース朝に敗れて以後、西トルキスタンでは唐の勢力が後退し、イスラム化が進行した。テュルク系のカラ・ハン朝は10世紀半ばにイスラムに改宗し、10世紀末には東西トルキスタンを支配する勢力となったが、このことにより、東トルキスタンでも次第にイスラム化が進行した。
本項では原則として、中央アジアのイスラム化以前の美術を扱う。イスラム帝国の影響下の美術については「イスラム美術」の項を参照のこと。

### 制作年代
タリム盆地のベゼクリク千仏洞やキジル石窟、アフガニスタンのバーミヤーンなどには多くの仏教壁画が残っていた。ただし、バーミヤーンの壁画は、2001年、イスラム原理主義勢力タリバンによって大部分が破壊されてしまった。ベゼクリクやキジルの壁画は現存するが、その大部分はドイツなどの調査隊によって石窟から剥ぎ取られ、ベルリン、東京などの博物館に収蔵されている。
これらの壁画の制作年代については、石窟自体に年代を確定しうる銘記がほとんど存在しないこと、同時代の文献史料が存在しないことなどから、正確な時期を推定することは困難である。近年、中国、日本、ドイツなどの研究者により、放射性炭素年代測定の手法による調査が行われているが、その測定値は従来の美術史学による年代観よりも数百年さかのぼる場合があり、中央アジア美術の編年は再考を迫られている。名古屋大学の研究チームは、2011年、ベルリン・アジア美術館所蔵のキジル石窟壁画断片の下塗りに含まれていた「藁スサ」を試料として放射性炭素年代測定を行った。その結果、従来の美術史による壁画の年代観（6 - 7世紀）を数百年さかのぼる年代が測定された。この結果については、古い下塗りの上に後世になって壁画が描かれた可能性、試料が何らかのコンタミネーション（異物の混入等）を受けている可能性などが指摘されているが、試料が微量であることもあり、たしかな結論は出ていない。

### 文化遺産の受難
アフガニスタンのバーミヤーンには東西2つの大仏のほか、多くの仏教石窟が造営された。しかし、前述のように、イスラム原理主義勢力タリバンにより2001年3月、バーミヤーン遺跡は破壊され、東西の大仏のみならず、石窟の壁画もその大部分が失われた。残された壁画のなかには、国外へ不法に持ち出されたものもある。その後、2003年には「バーミヤン渓谷の文化的景観と古代遺跡群」がユネスコの世界遺産（危機遺産）に登録された。同年より、ユネスコが中心となり、ドイツ、イタリア、日本の専門家らによって、破壊された大仏の破片の収集、遺跡の保存・修復作業が進められている。ただし、国民の多くが貧困にあえぐ地元アフガニスタンでは、「遺跡の修復よりも、今生きている人間の生活向上を優先すべきだ」との声もある。
アフガニスタンでは、1979年以降のソ連の侵攻とそれに続く内戦により治安が悪化し、多くの文化財が不法に国外に持ち出された。日本の画家で、ユネスコ親善大使を務めた平山郁夫は2001年に流出文化財保護日本委員会を設立し、アフガニスタンから流出して日本へ持ち込まれた文化財の保護活動を開始した。同委員会は、アフガニスタンに平和と安定が訪れるまでこれらの文化財を日本で管理することとした。2015年、アフガニスタン側から日本へこれらの文化財の返還要請があり、102件の文化財が返還されることとなった。
アフガニスタンの首都カーブルの国立博物館は、内戦の時期に収蔵品の略奪を受けた。1994年には館の建物が砲撃を受け、2001年にはタリバンの支持者が館に侵入してハンマーで文化財を叩きこわした。こうしたことから、国立博物館所蔵の貴重な収蔵品は滅失したものと思われていた。ところが、アイ・ハヌム、ティリヤ・テペ、ベグラムなどの出土品は大統領宮殿地下の秘密の場所に保管されており、無事であることが2003年に確認された（上記の各遺跡については後述）。これらの文化財は世界各地の博物館を巡回する展覧会で公開されている。
2016年1月から6月まで九州国立博物館と東京国立博物館で開催された特別展「黄金のアフガニスタン－守りぬかれたシルクロードの秘宝－」では、アイ・ハヌム、ティリヤ・テペ、ベグラムなどの出土品のほか、流出文化財保護日本委員会保管のアフガニスタン流出文化財も展示された。

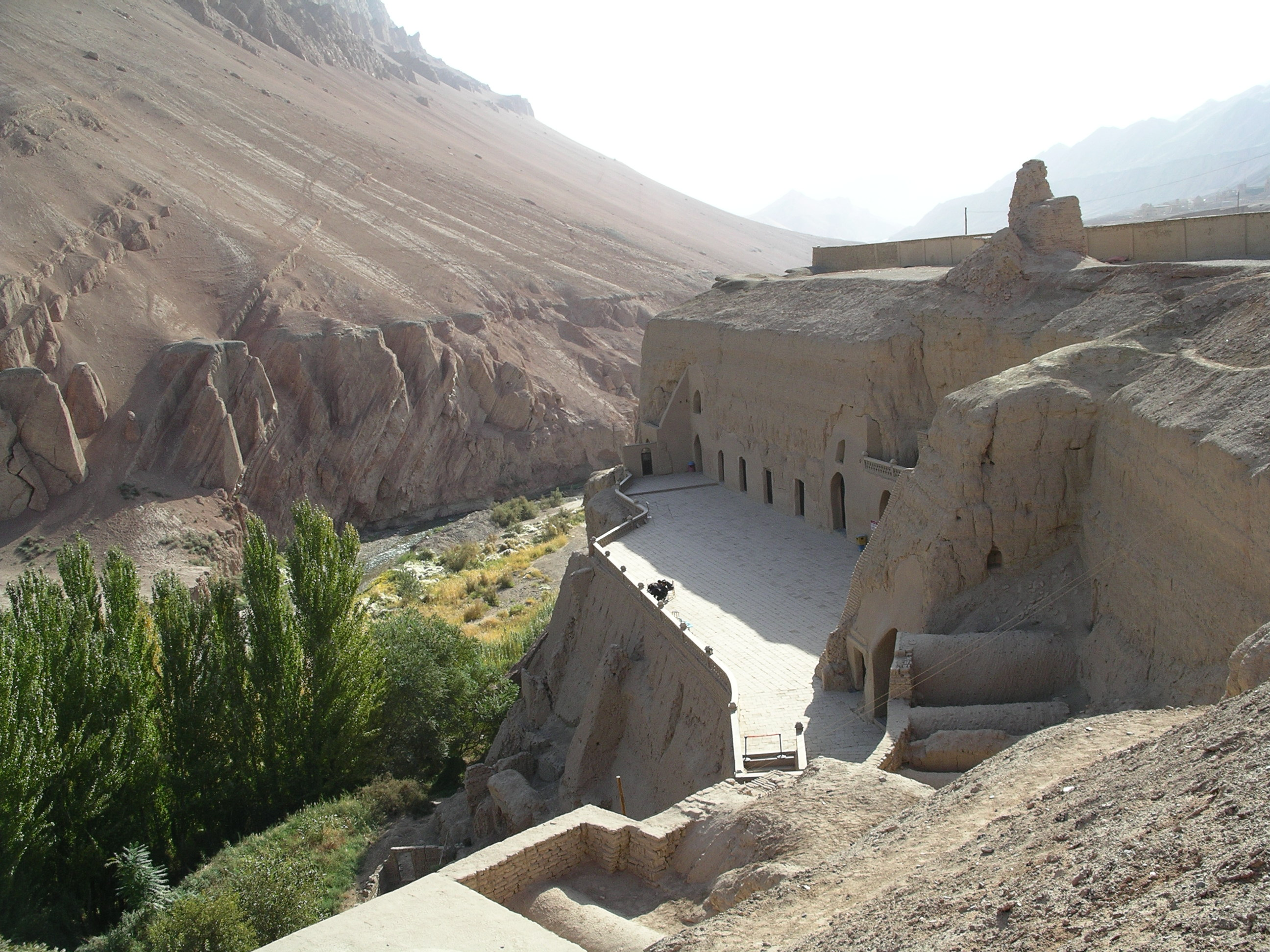
ベゼクリク千仏洞（中国新疆ウイグル自治区）
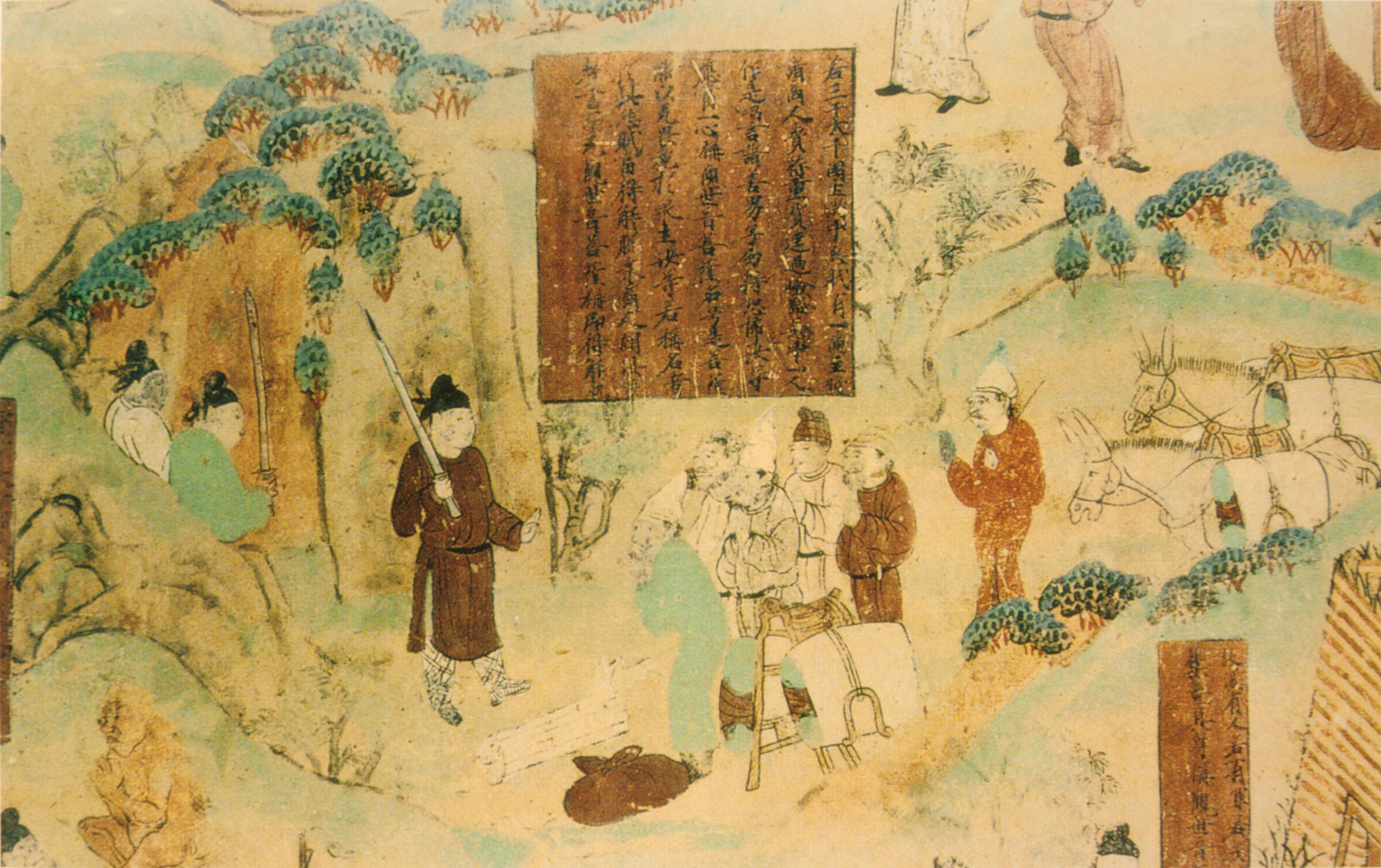
盗賊に襲われるソグド人商人（敦煌莫高窟45窟南壁）唐時代
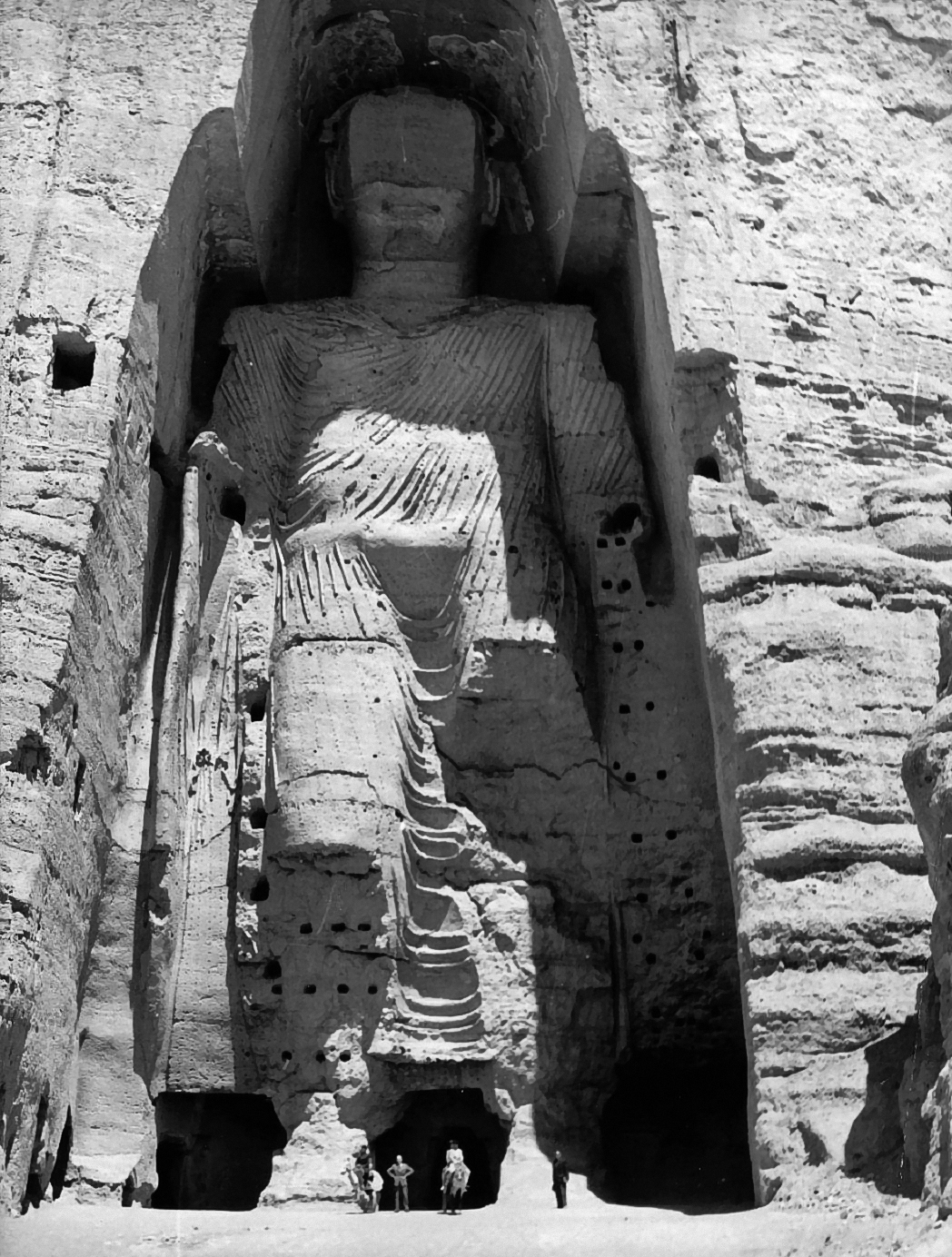
バーミヤーンの大仏（破壊前）
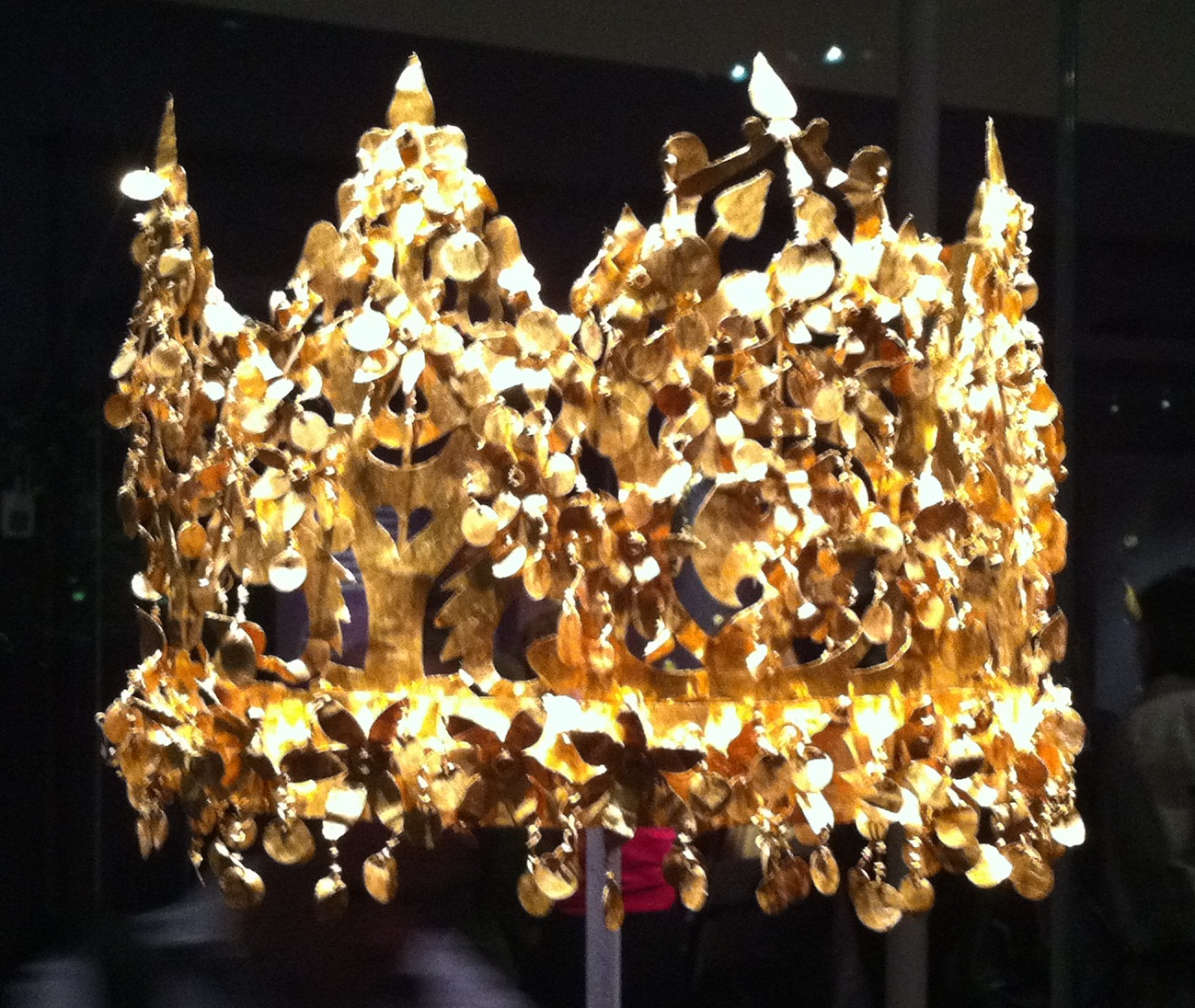
黄金の冠 ティリヤ・テペ6号墓（アフガニスタン） 1世紀

## 西トルキスタン

西トルキスタンの遺跡の位置

### 概要
西トルキスタンの地理は、大局的に見れば、草原地帯と砂漠・オアシス地帯とに分かれる。北部は遊牧民の暮らす草原地帯であり、南部にはカラクム（「黒い砂」の意）、キジルクム（「赤い砂」の意）と呼ばれる砂漠が広がる。これらの砂漠の間をアム川（アム・ダリヤ、古名オクサス川）、シル川（シル・ダリヤ、古名ヤクサルテス川）などの内陸河川（海への出口がない川）が流れる。両川はパミール高原に源を発し、古代にはカスピ海に注いでいた（現代では流路が変わりアラル海に注いでいる。ただし、環境破壊のためアラル海の砂漠化が進行している）。古代の地域名としては、バクトリア、ソグディアナ、ホラズムなどがある。バクトリア（トハリスタン）は、アム川の上流域で、同川の南、ヒンドゥークシュ山脈の北に位置する。古都サマルカンドが位置するソグディアナは、アム川とシル川に挟まれた地を指す。この地はアラビア語ではマー・ワラー・アンナフル（「川向うの地）の意）と呼ばれ、ヨーロッパでは「オクサス川の向こうの地」という意味のトランスオクシアナという名称で呼ばれた。ソグディアナを出自とするソグド人はイラン系の農耕民で、東西交易に重要な役割を果たした民族として知られる。ホラズムは、アム川下流域、同川がアラル海に注ぐデルタ地帯の地方名である。これらの地は、紀元前4世紀後半のアレクサンドロス大王の東方遠征後、ヘレニズム文化圏に入った。そのため、東西文化の交流を証する遺跡や遺物が残されている。西トルキスタンでは、その歴史を通じ、エフタル、突厥などの遊牧民族や、ギリシャ系、イラン系、テュルク系、モンゴル系など、さまざまな出自の民族とその国家が興亡を繰り返した。紀元前250年頃に成立したグレコ・バクトリア王国は、ヒンドゥークシュ山脈を越えて西北インドにまで勢力を伸ばし、後1世紀に成立したクシャーナ朝（クシャーン朝）はさらにガンジス川（ガンガー川）中流域までをその版図とした。このようにして、この地ではギリシャ・ローマ、西アジア、インドなどの文化と、北ユーラシアの遊牧民文化とが交錯した。9世紀のサーマーン朝（イラン系）の成立以後は、この地のイスラム化が進んだ。サーマーン朝が滅びた後は、テュルク系遊牧国家のカラ・ハン朝がこの地を支配する。以後、近代まで、この地にイラン系の国家が成立することはなかった。セルジューク朝、カラ・キタイ、チャガタイ・ハン国、ティムール帝国の支配を経て、同帝国が滅亡した16世紀以降はテュルク系遊牧民のウズベク人の国家が並立するようになった。このように、支配者はたびたび交替するものの、9世紀以降はイスラム勢力の支配が定着して、近代に至っている。

### 先史時代から青銅器時代

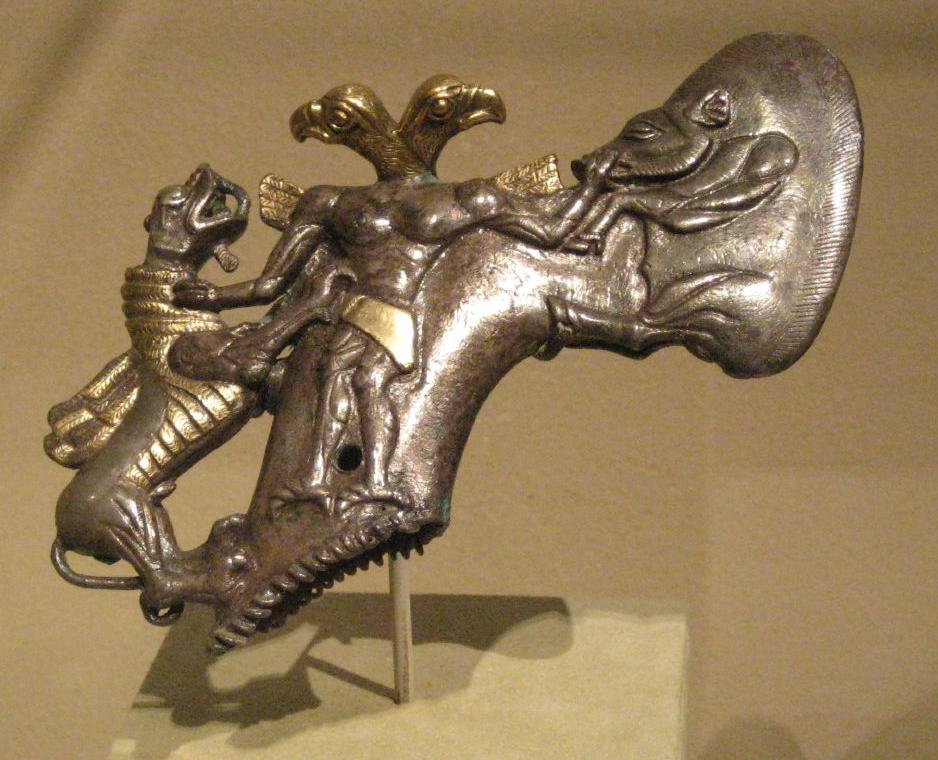
怪獣文斧 アフガニスタン北部出土 青銅器時代

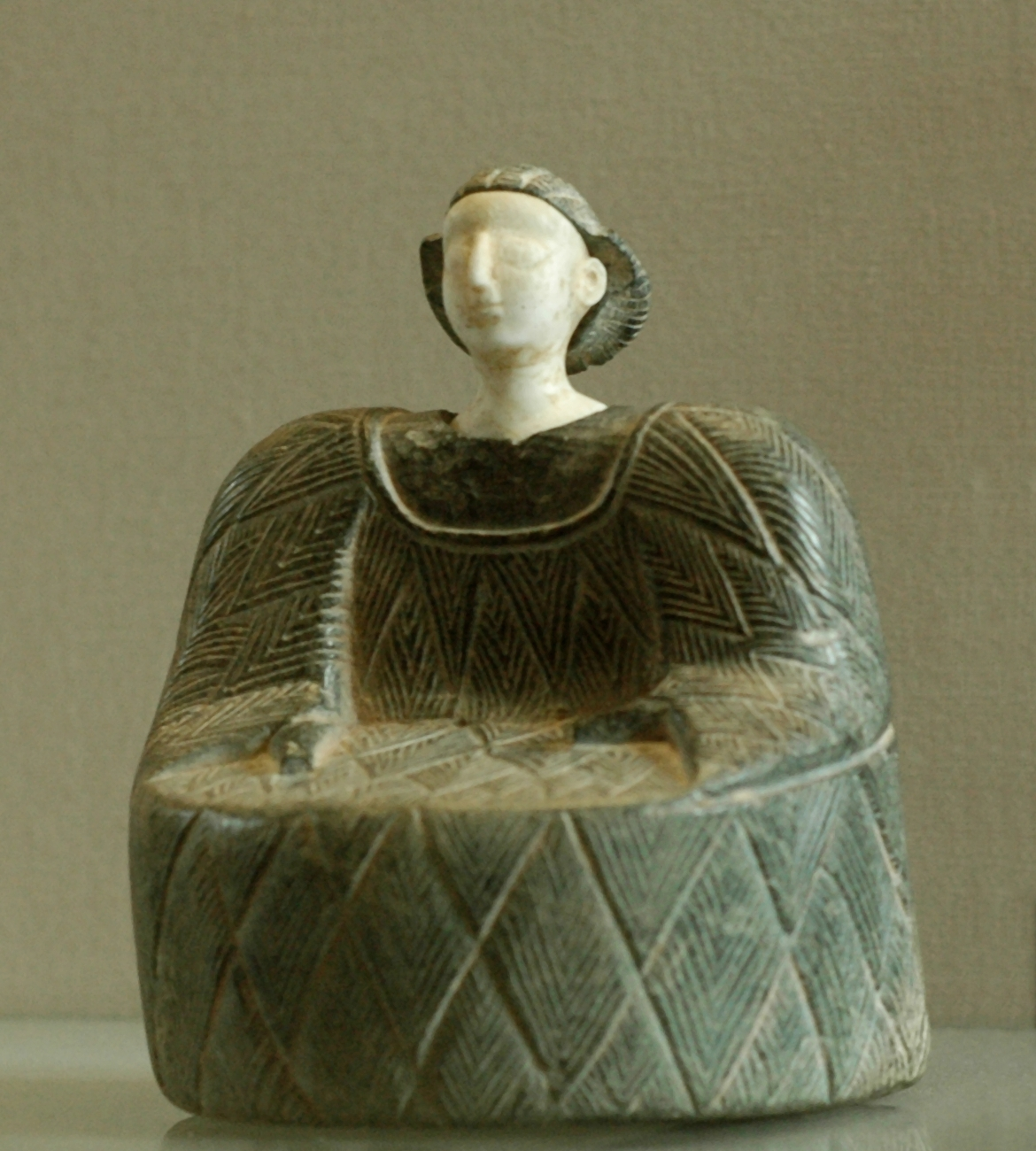
石製女性像 前2000 - 1800年頃

ウズベキスタン・タジキスタンの国境付近には、紀元前7千年紀の洞窟壁画が見出されているが、この地域における先史時代の遺品で、美術作品と称しうるものは多くはない。紀元前6000年代頃、西アジア経由で農耕・牧畜が伝わるとともに、彩文土器を伴う文化が出現する。この時代の遺物である彩文土器、テラコッタ製の土偶、印章などにはメソポタミアやイランの影響がみられる。紀元前3000年代の後半から紀元前2000年代の前半にかけて中央アジアは青銅器時代に入った。
メトロポリタン美術館所蔵の『怪獣文斧』（画像参照）は、バクトリアの青銅器文化を代表する作品として知られている。これは儀式用の銀製の斧で、長さ15センチメートル。アフガニスタン北部の出土で、紀元前2000年から紀元前1800年頃の作と推定されている。本作は、その細密な造形から蝋型鋳造と思われ、表面には金箔を貼っている。この斧のほぼ中央に表されているのは、鷲の頭と人間の胴体をもった立像で、この鷲人間は左右の手で1頭ずつの動物を押さえつけている。鷲人間は斧の表裏両面に表されているため、頭が2つあるように見える（もともと双頭の像として表現したものだとする解釈もある）。2頭の動物のうち片方は猪で、その背中の部分が斧の刃になっている。もう1頭の動物は、ネコ科動物の胴体に猛禽類のような脚をもち、角と翼がある。こうした動物文は、前4000年紀のイランのスタンプ印章にも同様の意匠が見られる。

### スキタイなど草原遊牧民の美術

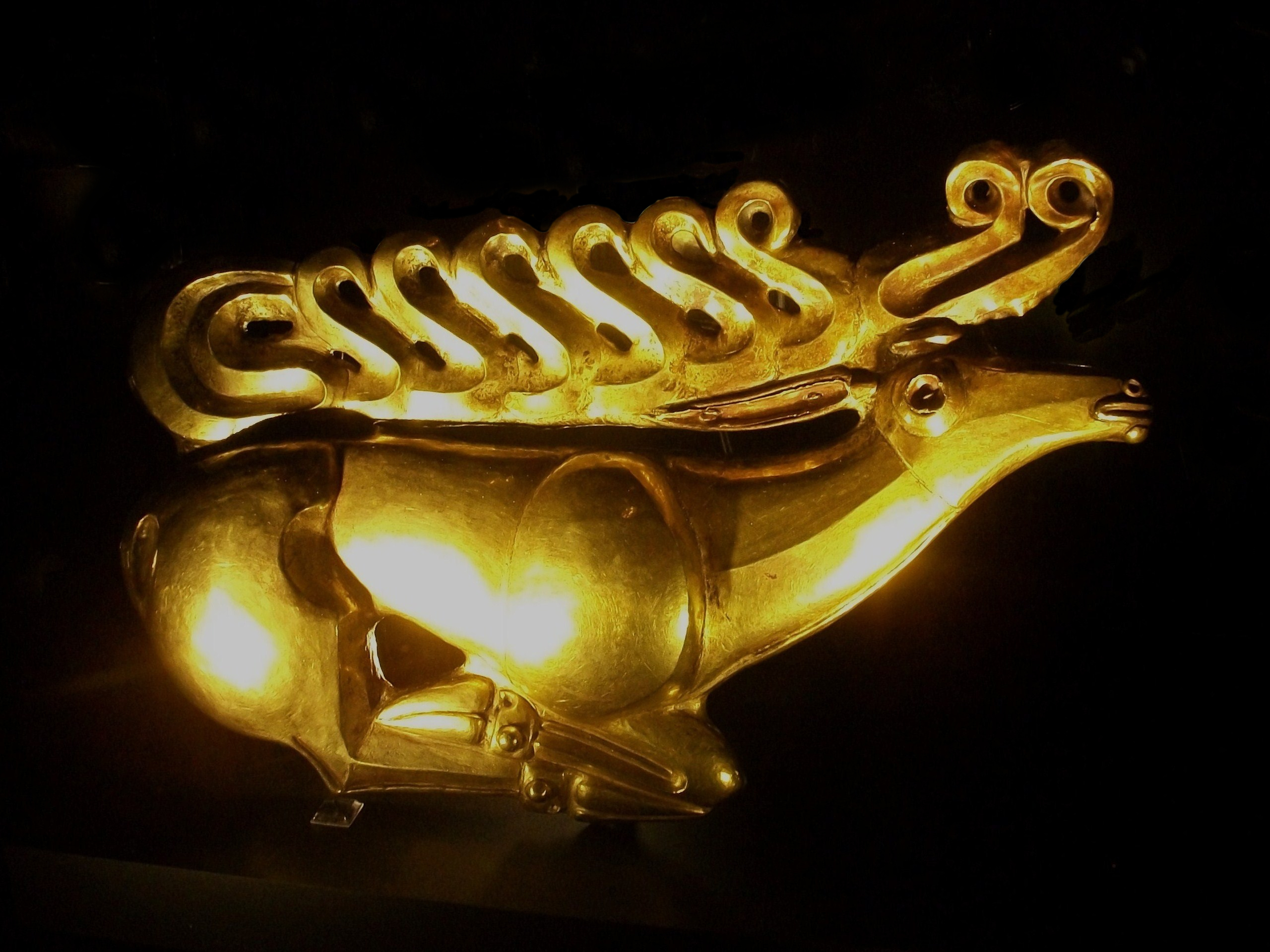
牡鹿文楯 スキタイ

羊などの家畜を飼い、騎馬で移動する騎馬遊牧民族が北方草原地帯に登場するのは、おおむね紀元前1000年前後とされる。こうした民族のうち、美術の面で特筆されるのは、イラン系の遊牧民とみられるスキタイである。スキタイは紀元前8世紀から紀元前3世紀頃まで黒海北岸から中央アジアにかけての草原地帯で活動した。移動を常とする彼らの文化が残した遺産は、持ち運び可能な金属製の馬具や武器が主体で、それらの文様は主に鹿、羚羊、鷲、ライオン、グリフィンなどの動物をモチーフにしたものである。なかでも、ライオンと鷲が合体した架空の生物であるグリフィンは、力の象徴として、また霊魂を異界へ運ぶ動物として崇拝されたため、文様に多く用いられている。金属製品に表される動物文は、草食獣は四肢を折り曲げ、肉食獣は体を丸めた形に表すものの多いことが特色である。こうしたスキタイの動物意匠について、かつてはその起源をアッシリアなどの西アジアに求める説が主流であったが、近年はこれを南シベリア、モンゴル高原などのユーラシア東部の独自様式と見る説が有力になっている。

### アケメネス朝からグレコ・バクトリア王国

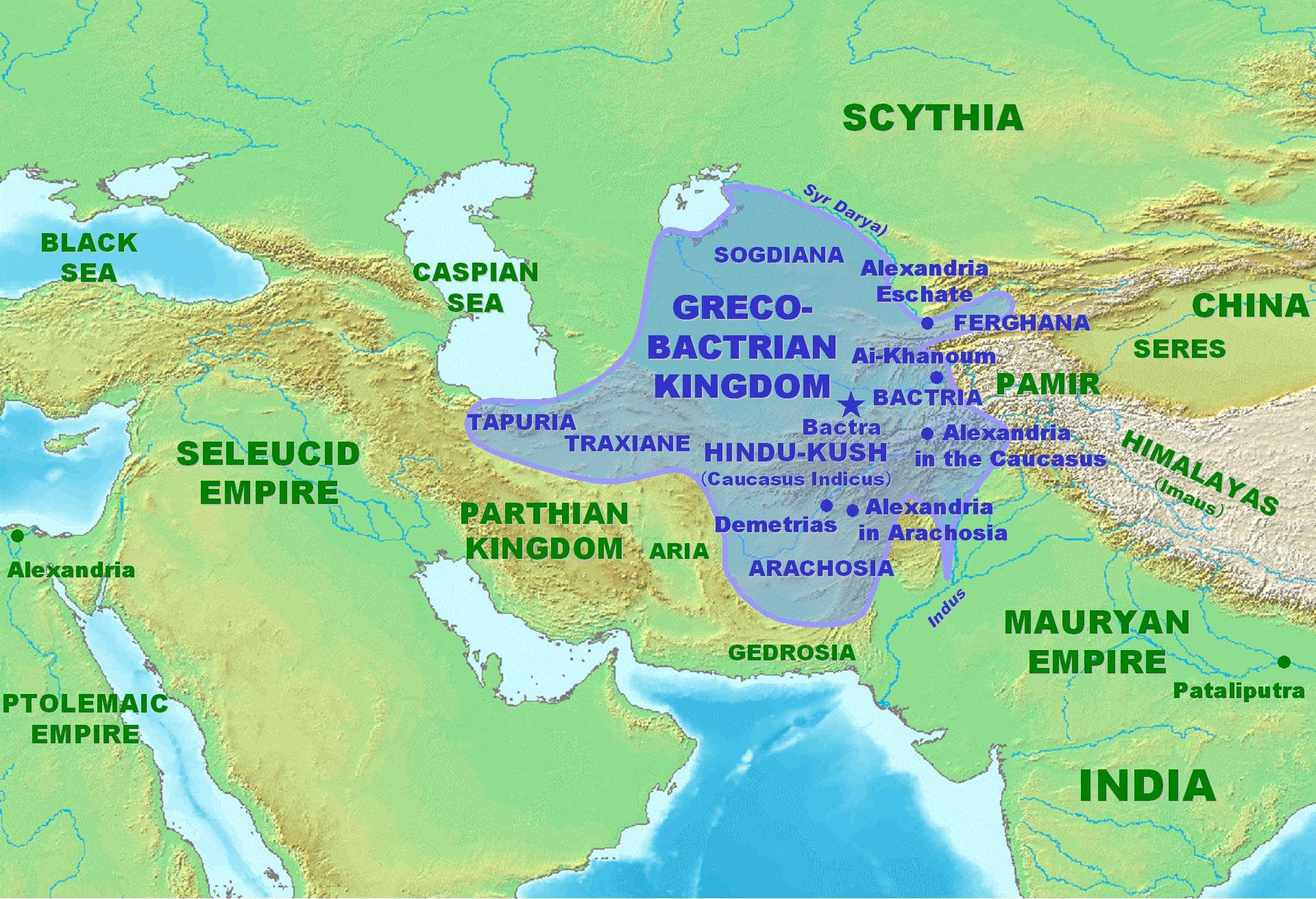
グレコ・バクトリア王国

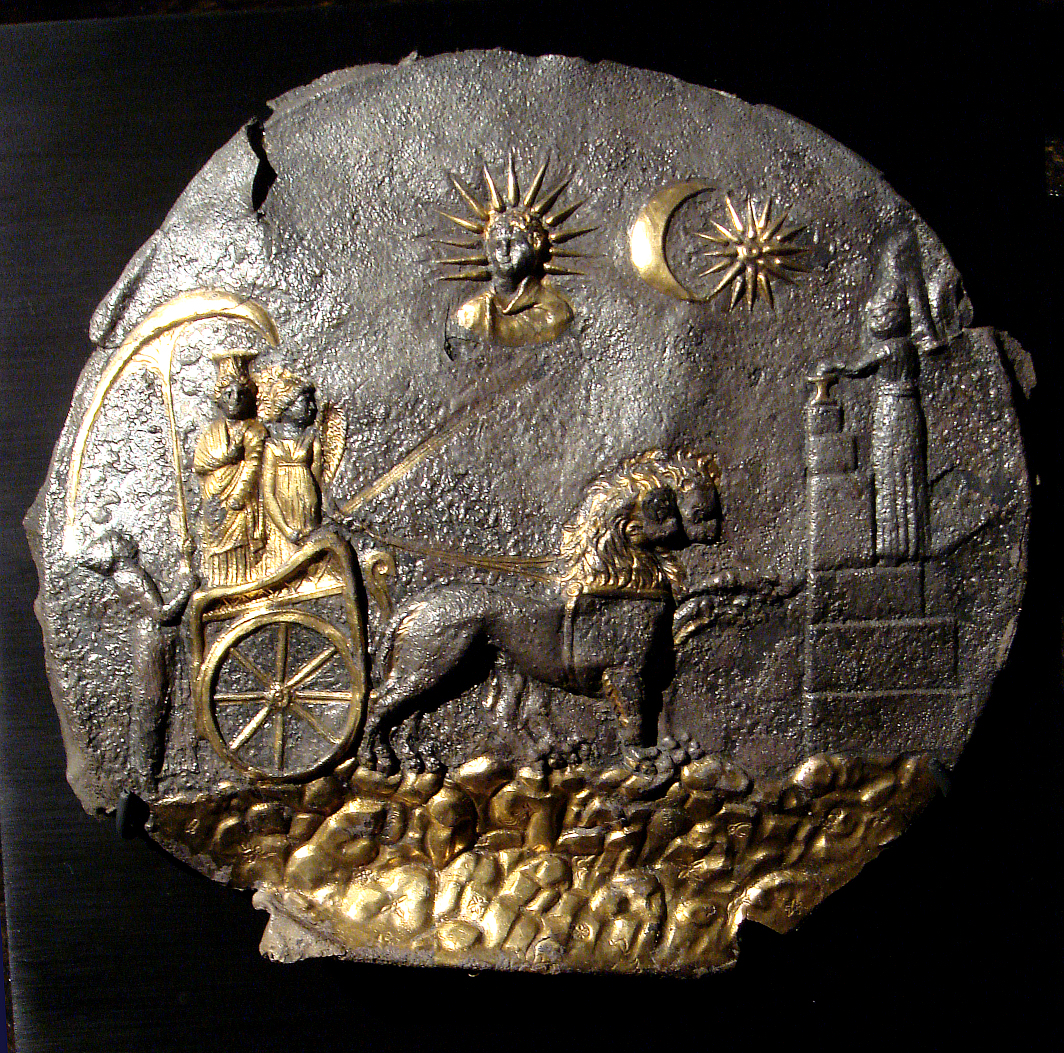
キュベレー女神像円板 アイ・ハヌム出土

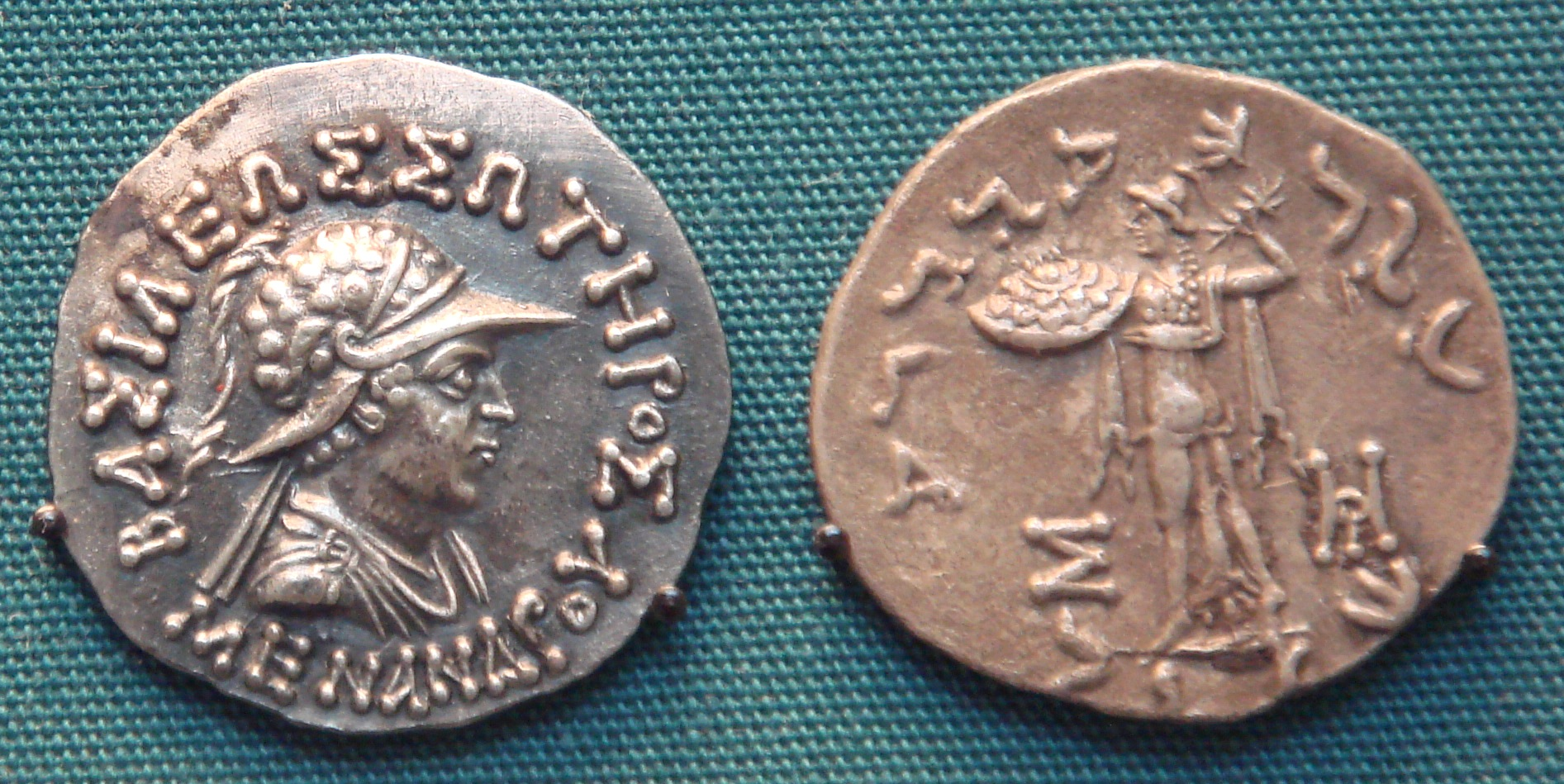
メナンドロスのコイン

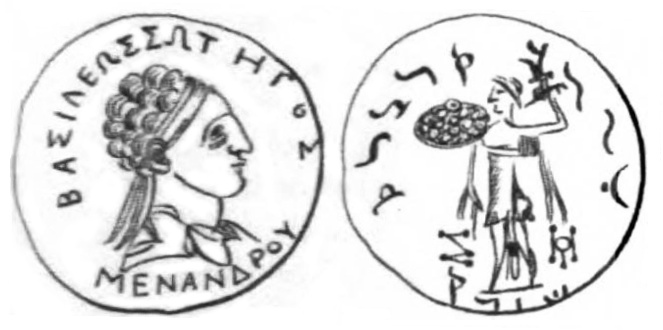
メナンドロスのコイン（チャールズ・マッソンによるスケッチ）

アム川流域、同川とヒンドゥークシュ山脈の間に広がる、気候温和で肥沃な土地は、古くはバクトリアと呼ばれ、イスラム化以後はトハリスタンと呼ばれた。7世紀にここを訪れた玄奘はトカラ国（覩貨邏国）と記している。紀元前6世紀の半ば頃から、バクトリアの地はアケメネス朝ペルシャの領域下にあった。ベヒストゥン碑文には、アケメネス朝の属州としてバークトリシュの名が見える。紀元前330年前後、アレクサンドロス大王の軍がペルシャ軍を破って以降、多くのギリシャ人が移住し、この地はヘレニズム文化圏の一部となった。アレクサンドロスの没後はセレウコス朝シリアの支配下となり、紀元前250年頃、ギリシャのディオドトス1世がセレウコス朝から独立してグレコ・バクトリア王国を建てた。同国は、4代目の王デメトリオスの時代にその版図を北西インド方面にまで広げる。その後、バクトリア本国ではエウクラティデス1世が反乱を起こして別の王朝を建て、王国はグレコ・バクトリア王国とインド・グリーク朝に分裂した。多くのギリシャ人がインドへ移住した後、グレコ・バクトリア王国は紀元前2世紀半ば頃に遊牧民族の侵攻によって滅ぼされた。もともと少数派であったバクトリアのギリシャ人は、遊牧勢力に対抗する力を持たず、徐々に土着民族に同化して消滅していったものとみられる。グレコ・バクトリア王国を滅ぼした民族については大月氏であるとも、周辺の他の遊牧民族であるとも言われ、判然としない。また、この頃からクシャーナ朝が成立する紀元後1世紀頃までのバクトリアの歴史は不明な点が多い。
古代、交易が盛んに行われていたアフガニスタンからは多数のコインが出土している。こうしたコインは、出土遺物の乏しいバクトリア王国の歴史や文化を知る大きな手がかりである。中でも、メナンドロス1世（ミリンダ王）のコイン（画像参照）は、ギリシャ文字と土着のカローシュティー文字の両方が使用されている点で興味深い。このコインは表にヘルメットを被った王の横顔、裏には盾を持って立つアテナの立像を表す。表にはギリシャ文字で「バジレウス・ソテロス・メナンドロイ」（王の、救済者の、メナンドロスの）とあり、裏には同じ意味のことがカローシュティー文字で記されている。カローシュティー文字はガンダーラ語を記述するために、現在のパキスタン北部とアフガニスタン北部で使用された古代文字である。

### アイ・ハヌム
中国やギリシャの歴史書に見えるバクトリアの王都バクトラは現在のアフガニスタンのバルフに比定されている。しかし、バルフにある城塞遺跡であるバラ・ヒッサールではバクトリア王国時代にさかのぼる遺物は確認されていない。バクトリア王国時代にさかのぼるギリシャ式の都市遺跡として初めて発見されたのは、アフガニスタン北東部に位置するアイ・ハヌムである。「アイ・ハヌム」とはウズベク語で「月の婦人」を意味する。アム川とコクチャ川の合流点に位置するこの都市遺跡は、1964年以降、ポール・ベルナールを中心とするフランス隊によって発掘が行われた。アイ・ハヌムは西はアム川、南はコクチャ川をそれぞれ境とし、市街地には長さ約1.6キロメートルのメインストリートが南北に貫通する。この道の東にはアクロポリスの丘や半円形劇場があり、西には王宮、神殿、祠堂、体育場（ギムナジウム）などがあった。建物は日干し煉瓦を主体とし、柱には石灰岩の切石を用いている。柱の様式はコリント式が主である。建築に日干し煉瓦を多用する点はアジア的であるが、都市のプランはギリシャ的なものである。前述の祠堂にはこの町の創設者であるキネアスを祀り、そこからは同人の墓碑であるギリシャ語の碑文が出土している。アイ・ハヌムは紀元前4世紀末頃に建設され、紀元前1世紀に侵略者によって破壊された後は再建されずに放棄されている。交通の要衝でもないこの地に大規模なギリシャ式都市が建設された理由はよくわかっていない。当地からの出土品には、石灰岩や大理石製の彫像、コイン、象牙製品などがある。
アイ・ハヌム出土遺物のうち、『キュベレー女神像円板』（画像参照）が著名である。この円板（アフガニスタン国立博物館蔵所蔵）は、銀製鍍金で径25センチメートル。2頭の獅子が引く二輪の戦車の上にキトン（長衣）とヒマティオン（短衣）を着したキュベレー女神が立ち、その脇には有翼の女神（ニケか）が立つ。戦車の背後（向かって左）から女神に日傘を差しかける人物は神官とみられる。戦車の前方（向かって右）にも別の神官がいる。天空には太陽を後光としたヘリオスが表され、その横には三日月と星が見える。キュベレーは小アジア（アナトリア）起源の神、ニケとヘリオスはギリシャの神であり、馬車はペルシャ風であるなど、この小さな円板の中にもさまざまな文化の要素が見られる。
アイ・ハヌム出土品（アフガニスタン国立博物館蔵）

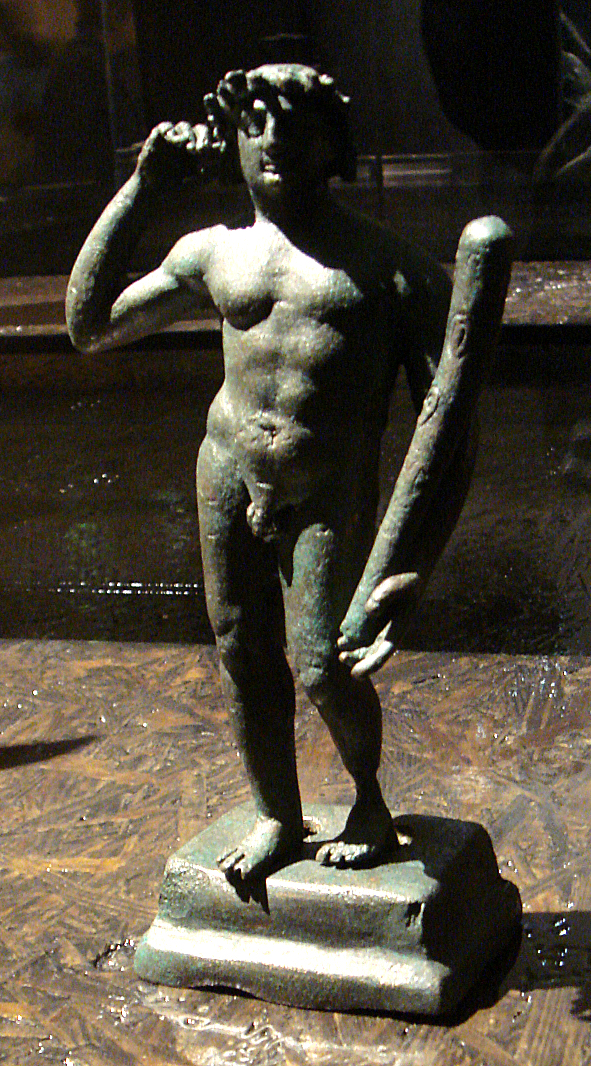
ヘラクレス像 銅製
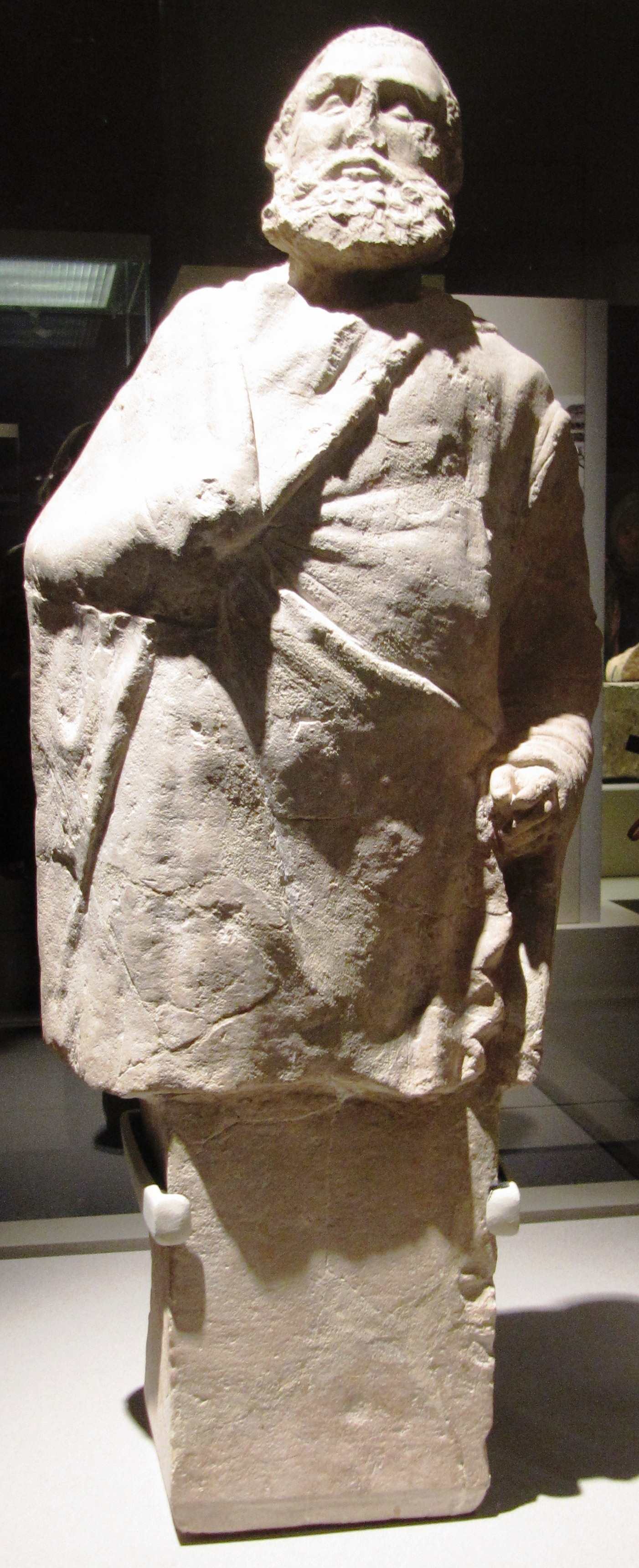
老人像（ヘルメス像）石灰岩製
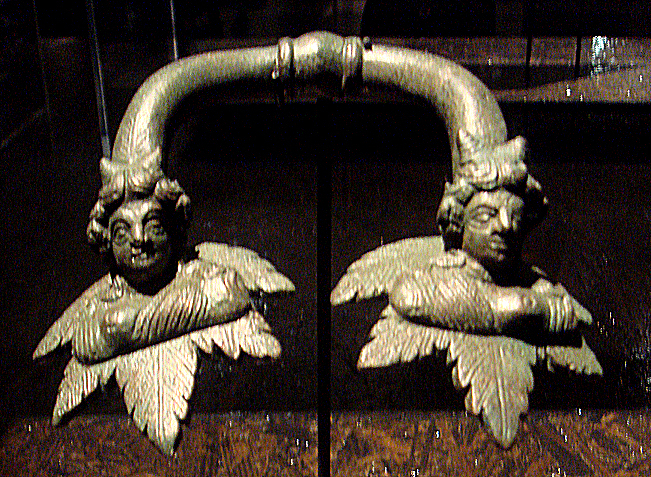
胸像付きの銅製把手
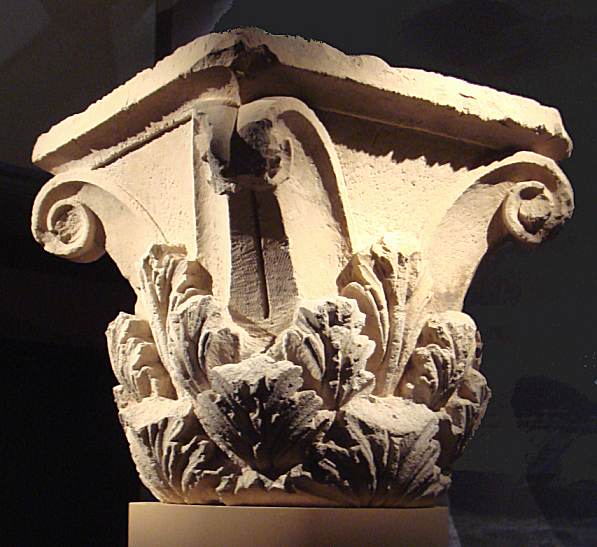
擬コリント式柱頭
アイ・ハヌムの都市プラン

### 大月氏とクシャーナ朝

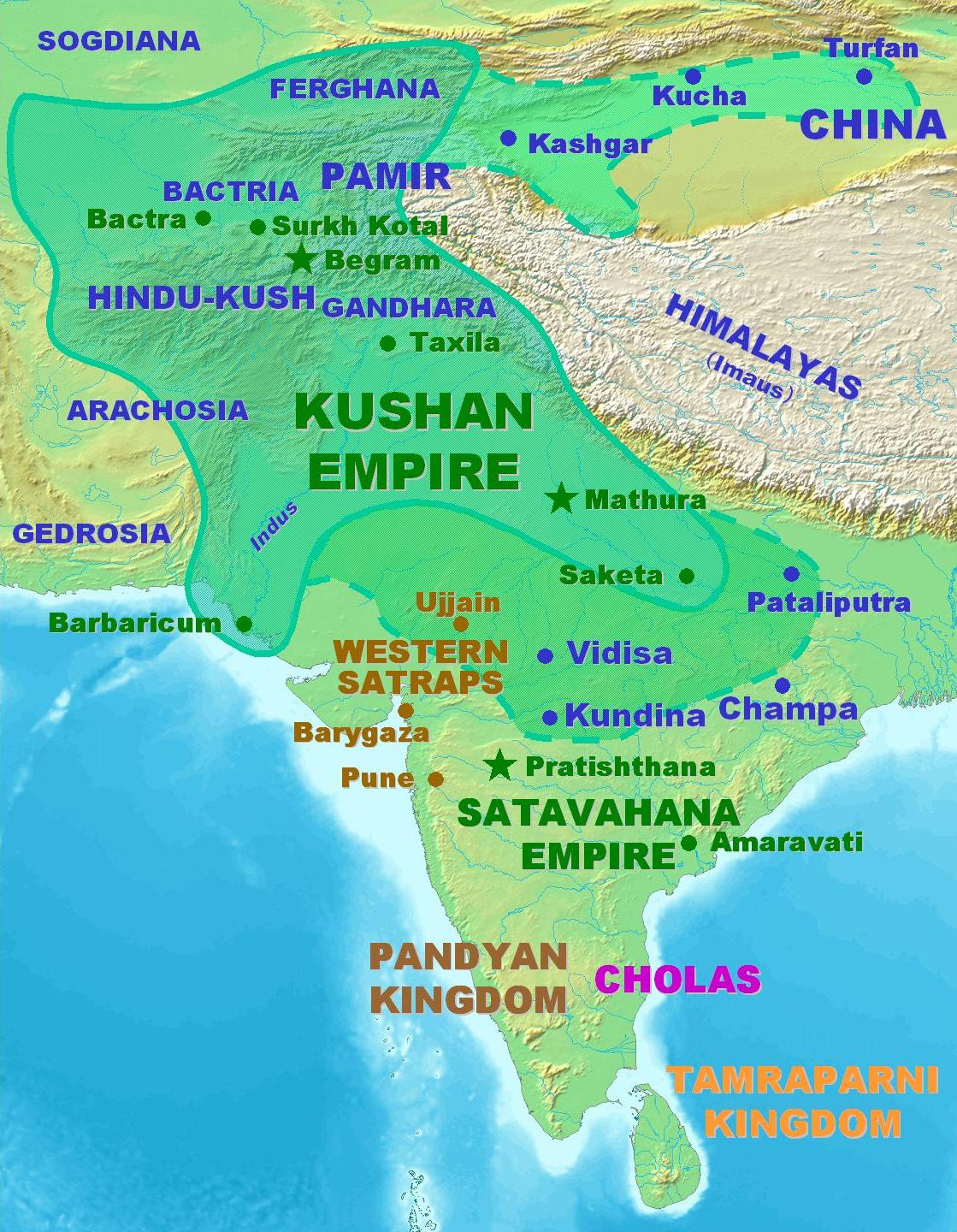
クシャーナ朝

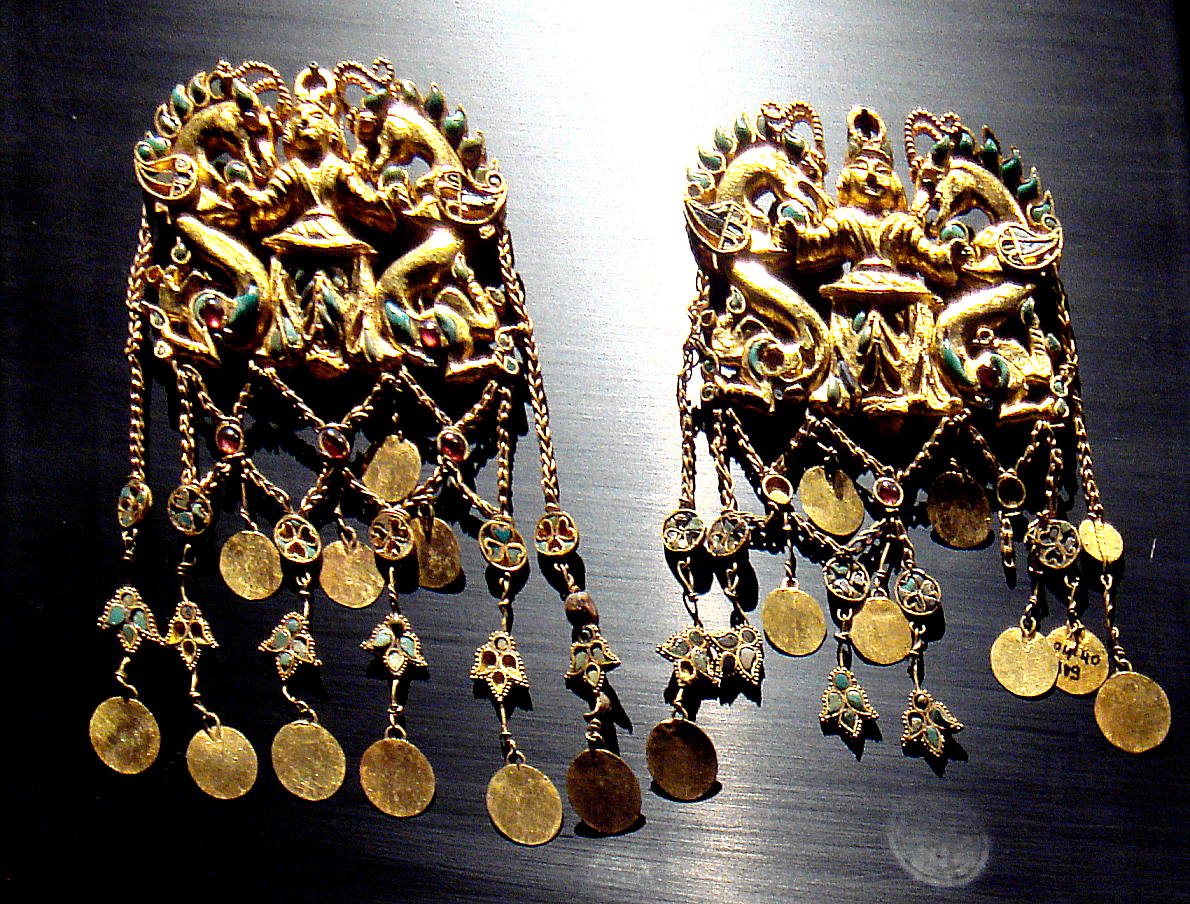
こめかみ飾り ティリヤ・テペ2号墓出土

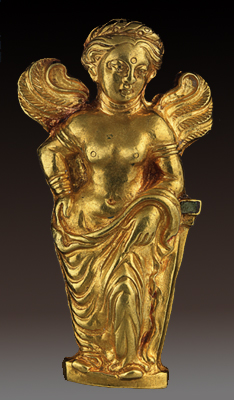
有翼の女神 ティリヤ・テペ出土

紀元後1世紀から3世紀にかけて存続したクシャーナ朝のもとでは仏教文化が栄えた。クシャーナ朝の成立には、モンゴル方面から移動してきた遊牧民の大月氏が関わっている。大月氏の出自については、イラン系と言われるが、テュルク系、チベット系などとする説もある。中国の史書に「月氏」と表記されるこの民族は、モンゴル高原において別系統の遊牧民である匈奴と勢力を争っていた。紀元前2世紀半ば、匈奴の冒頓単于（ぼくとつぜんう）は月氏を破り、モンゴル高原を統一。月氏は天山山脈北方のイリへ追いやられ、そこをさらに追われて西方の西トルキスタンへ移動した。中国の史書では、月氏のうち、チベット方面へ移ったものを小月氏、西方へ移動したものを大月氏と称している。中国の史書には大月氏はバクトリアに五翕侯（きゅうこう）を置いて支配したとある。翕侯とは部族あるいは諸侯の意であるが、五翕侯のうちの1つ、中国で言う貴霜翕侯が紀元後1世紀中頃に強大化し、統一王朝を建てたという。この王朝をインド史ではクシャーナ朝という。この国の歴史については不明な点が多く、貴霜についても、大月氏の一族とする説と、土着のイラン系民族であるとする説とがある。クシャーナ朝第3代のカニシカ王（紀元後2世紀頃）は仏教の庇護者として知られる。この王の時代にクシャーナ朝はヒンドゥークシュ山脈を越えて支配地域を北西インドからガンジス（ガンガー）川流域まで広げた。ガンダーラ（現在のパキスタン北部）の仏教美術もクシャーナ朝の産物である。クシャーナ朝の旧領は3世紀前半にはササン朝ペルシャの支配下に入ってクシャノ・ササン朝と呼ばれた。クシャーナ朝と同じ頃、その西方のカスピ海に至る地域は、紀元前247年頃に成立したアルサケス朝パルティアの領域であった。パルティアはクシャーナ朝と並行して紀元後3世紀前半まで存続したが、アルダシール1世（紀元後226年、ササン朝ペルシャを建国）に敗れて滅亡した。

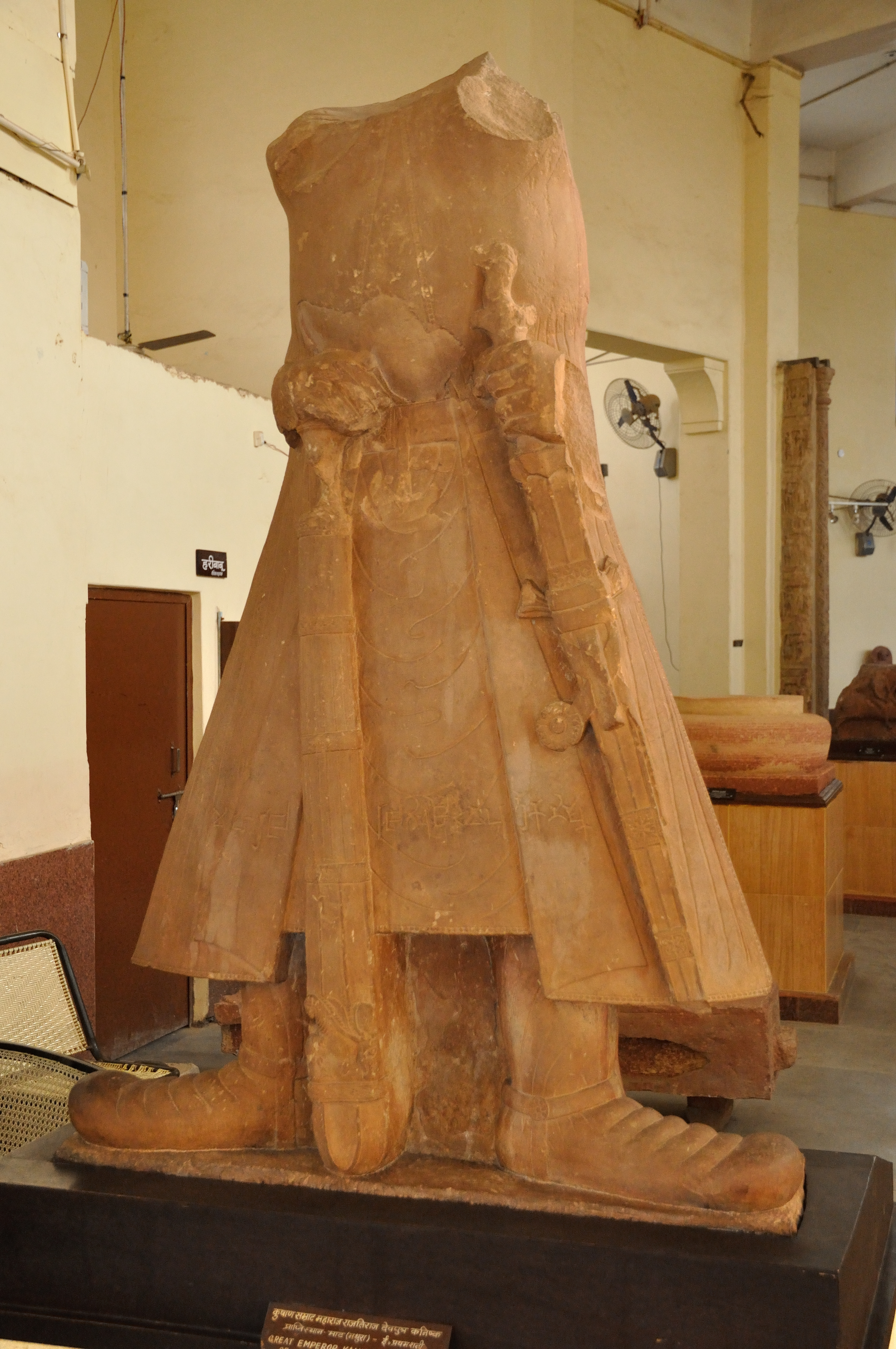
カニシカ王像 マトゥラー博物館
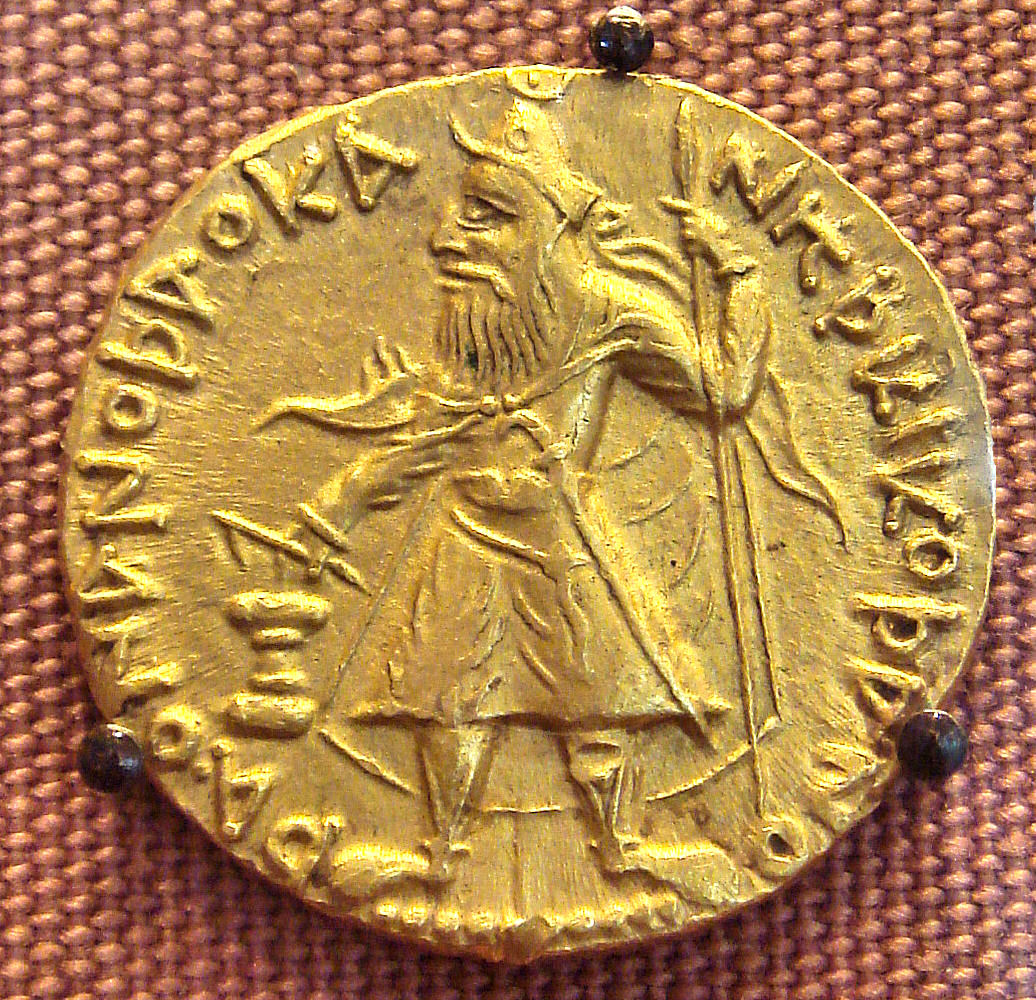
カニシカ王のコイン

### ティリヤ・テペ
アフガニスタン北部、シバルガンの北5キロメートルに位置するティリヤ・テペは、紀元後1世紀の古墓群である。「ティリヤ・テペ」は「黄金の丘」の意で、ここには大月氏国ないしクシャーナ朝初期に属する古墓6基が残る。1978年から旧ソ連によって行われた発掘により、これらの古墓からは約2万点の黄金製品が出土した。墓はいずれも土坑墓で遺体は木棺に納められていた。6基のうち第4号墓の被葬者は男子、他5基は女子である。墓の構造は単純だが、副葬品は黄金製品を中心とする豪華なもので、黄金製あるいは黄金にトルコ石を象嵌した冠、ネックレス、装飾品、留金具、短剣の柄と鞘などがある。副葬品のモティーフにはアフロディーテのような明らかなヘレニズム的要素のほか、パルティア、スキタイ、インドなどのアジア的要素も見られる。副葬品にはローマのティベリウス金貨や中国・前漢の銅鏡などもあった。
有翼女神像（画像参照）
ティリヤ・テペ出土、紀元前1世紀後半から紀元後1世紀前半、金製、高さ5センチメートル。ティリヤ・テペの6号墓の被葬者である女性の遺体の胸元にあった下げ飾りである。左肘を背後の柱にもたせかけ、右手を腰に当てて立つこの女神像は、豊穣と美の神アフロディーテと思われるが、翼をもつ表現はアジア的である。インド風の腕輪や眉間のウルナー（白毫相）なども非ヘレニズム的要素で、この小像のなかにも東西の造形要素の融合がみられる。
こめかみ飾り（画像参照）
ティリヤ・テペ出土、紀元前1世紀後半から紀元後1世紀前半、金、トルコ石、ラピスラズリ、ザクロ石。ティリヤ・テペの2号墓から出土したもので、用途は、女性が冠から左右のこめかみに垂らす飾りである。中央の人物が左右に怪獣を従える意匠は、紀元前3000年頃から西アジアに広く見られるものである。中央の人物が着用している、筒袖で丈の短い上着やベルトは、スキタイなど騎馬遊牧民のそれを思わせるが、下半身にズボンではなくスカート状のものを穿くのは非スキタイ的要素である。人物の両側の動物は、頭部は馬に似ているが、角と翼をもつ想像上の産物である。動物が体を180度ひねるのはサカ美術に見られる特色である。以上のように、この作品には西アジア的要素と北ユーラシア草原の要素が混在している。
ティリヤ・テペ出土の黄金の遺物（アフガニスタン国立博物館蔵）

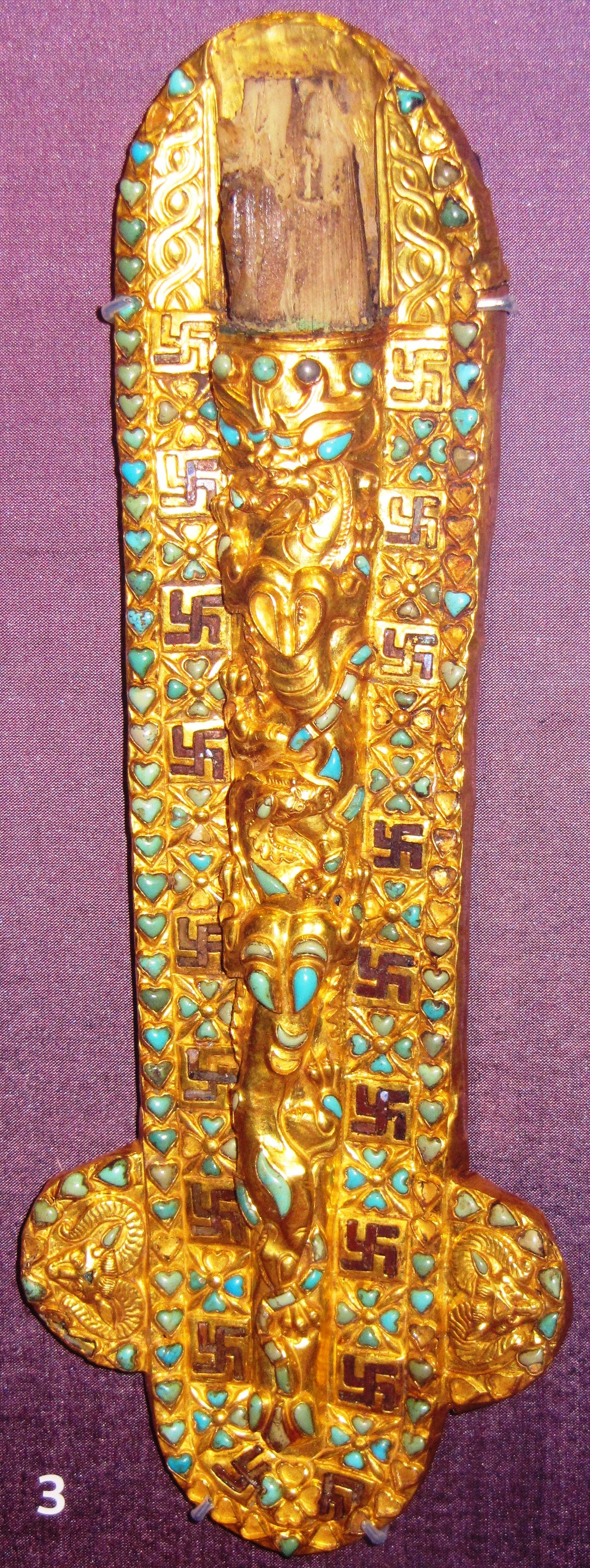
短剣の鞘 4号墓
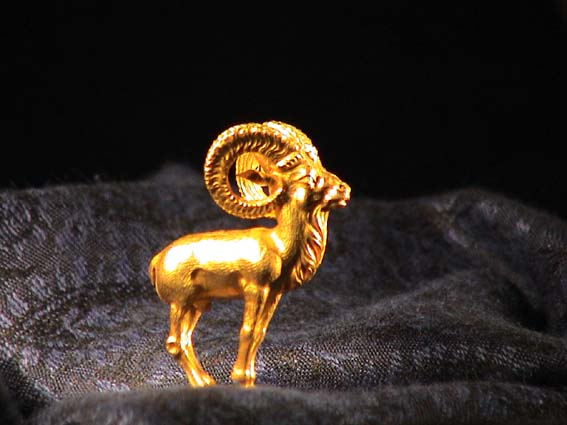
牡羊像 4号墓
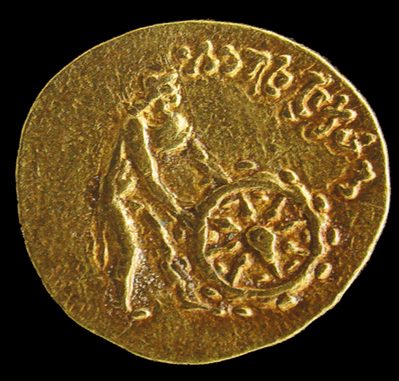
法輪を表したメダイヨン 4号墓
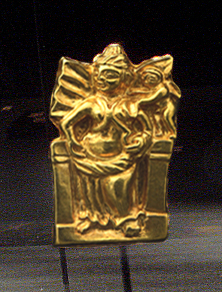
アフロディテとエロス 2号墓
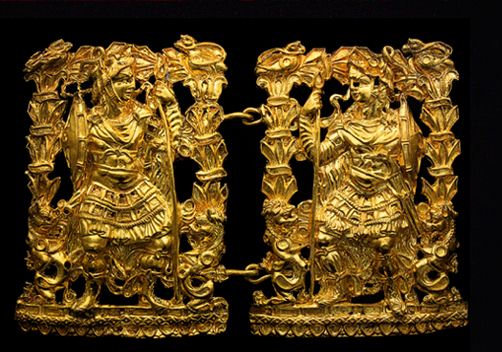
戦士像の留金具 3号墓
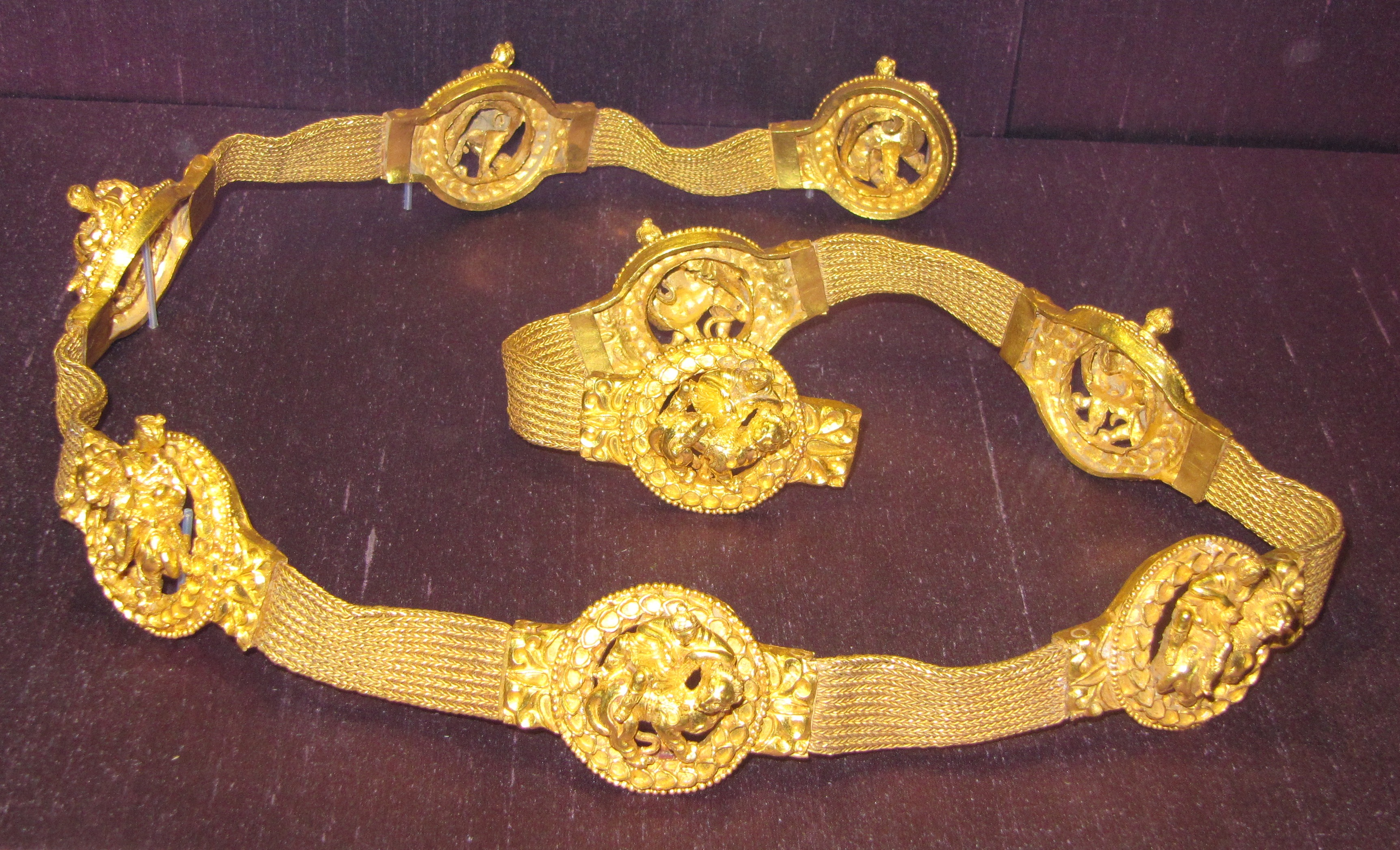
メダイヨン付き腰帯 4号墓

### ベグラムの遺宝
ベグラムはアフガニスタン東部、カーブルの北70キロメートルのヒンドゥークシュ南麓に位置する。ここはクシャーナ朝の夏の都であり、古代カーピシー国の首都でもあった。ベグラムの遺宝と呼ばれる遺物群は、1937年、フランス隊の調査によって発見されたものである。ベグラムには新旧2つの都城跡があるが、このうち新しい方の都城には宝庫と思われる2つの密閉された部屋があり、そこからクシャーナ朝とローマなどの異文化の交流を物語る数多くの遺品が出土した。中でも注目されるのは、ガラス製品、エジプトの青銅像、インドの象牙細工、中国の漆器の断片などである。出土品中にはローマないしその属州で制作されたガラス製品、いわゆるローマン・グラスの優品が多い。技法的には吹きガラス、カット・グラス、ミルフィオリ・グラス、エナメル彩絵付けなどが見られる。インドの象牙細工は化粧箱や椅子などの装飾板として制作されたもので、インド美術特有の肉感的、官能的な人物表現が特色である。中国漢代の盤、耳杯などの漆器の破片も見られる。
ベグラムの遺宝

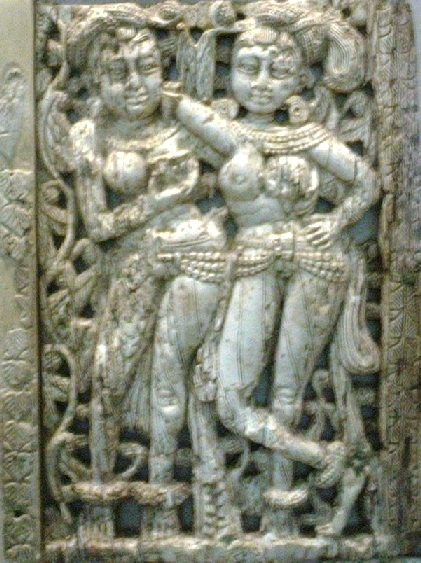
女性像を表した象牙板（インド製）ギメ美術館
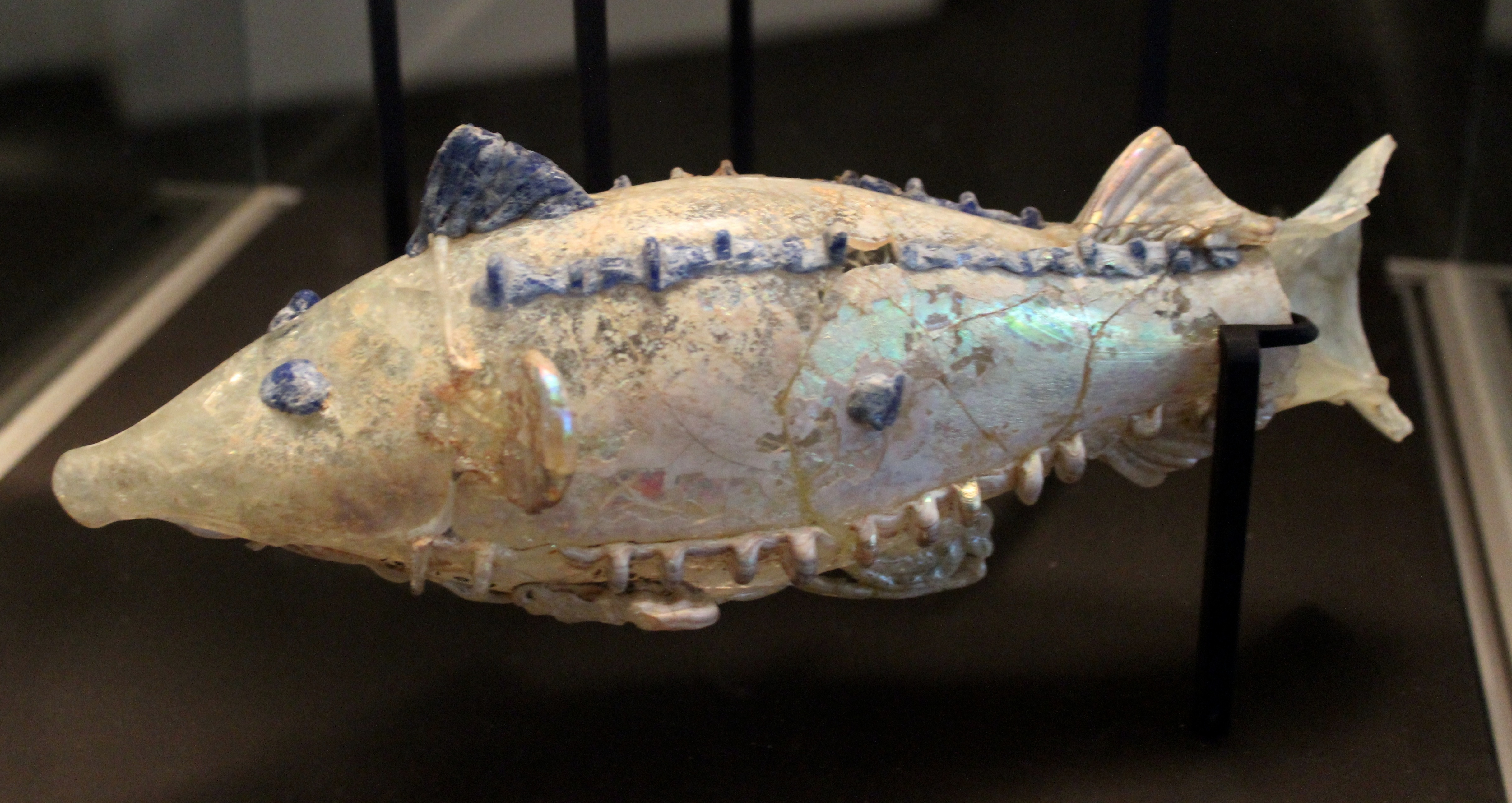
魚形ガラス容器（ローマン・グラス、香油入れ）ギメ美術館
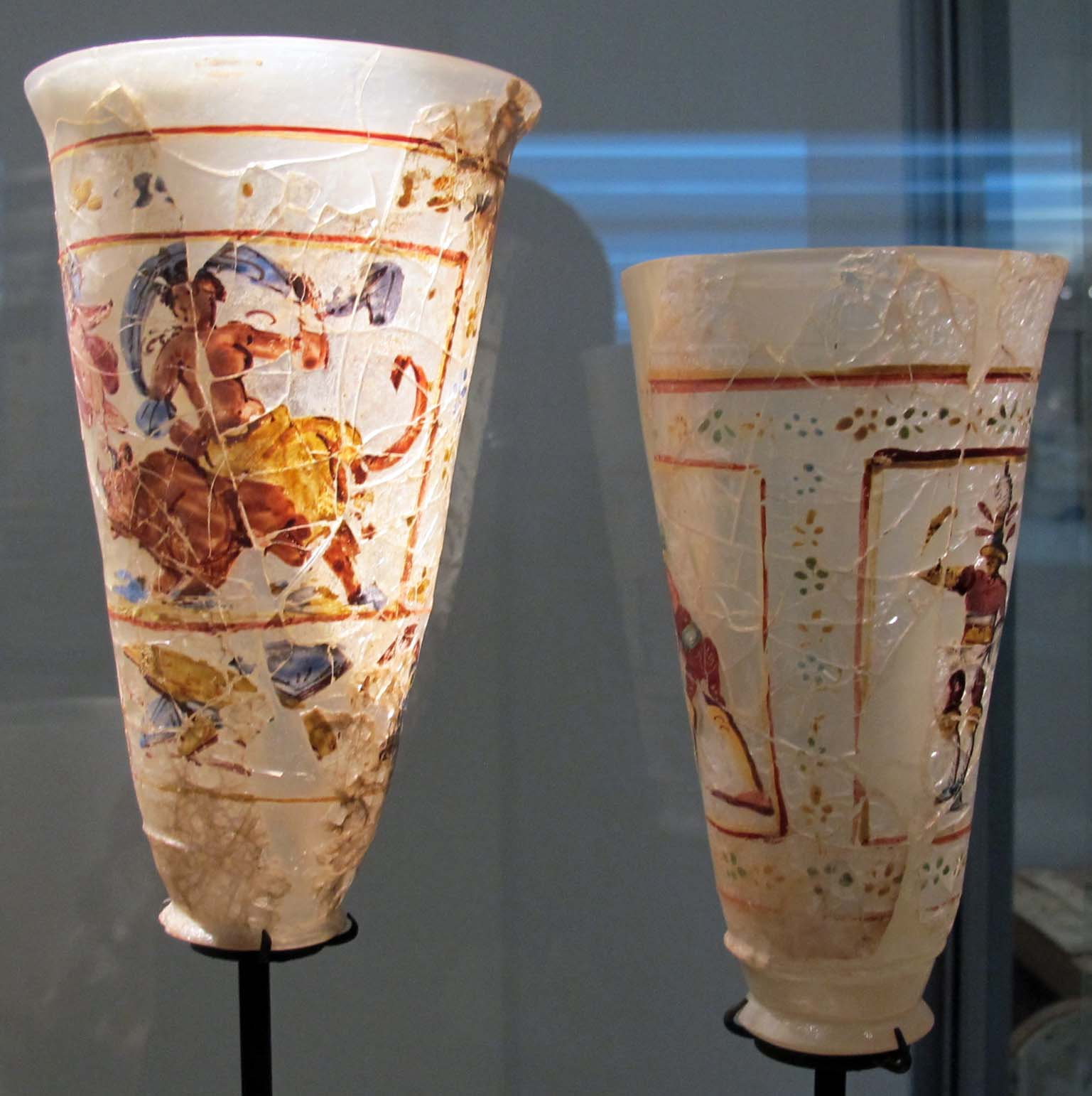
「エウロパの略奪」を表した彩絵ガラス杯（ローマン・グラス）ギメ美術館
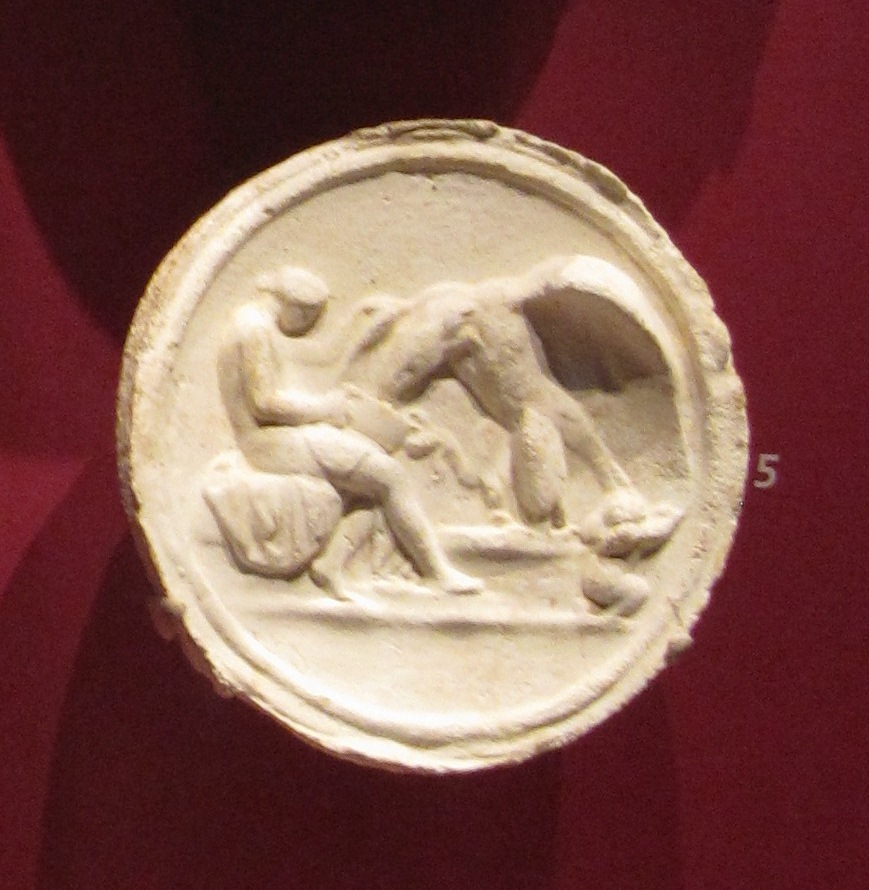
ガニュメデスと鷲（ゼウス）を表した石膏板 アフガニスタン国立博物館
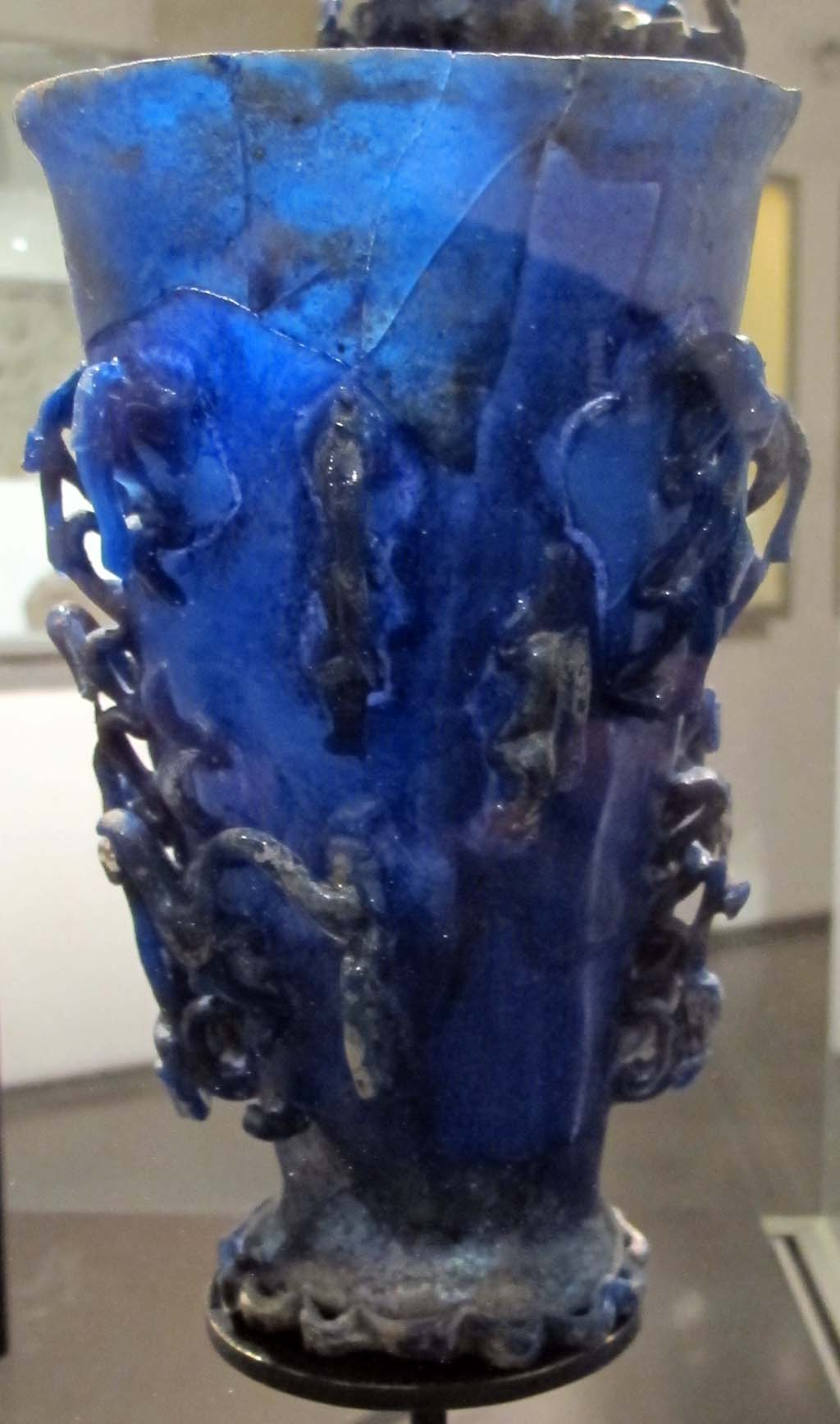
吹きガラス杯（ローマン・グラス）ギメ美術館
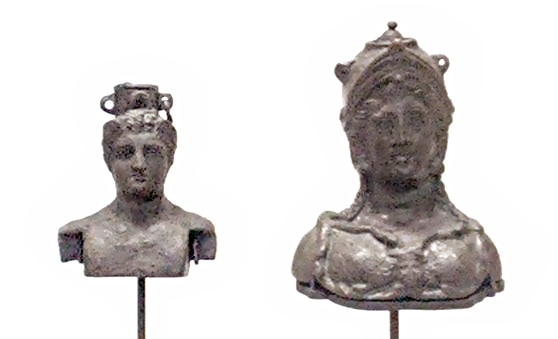
アテナ神を表した銅製錘（おもり）ギメ美術館
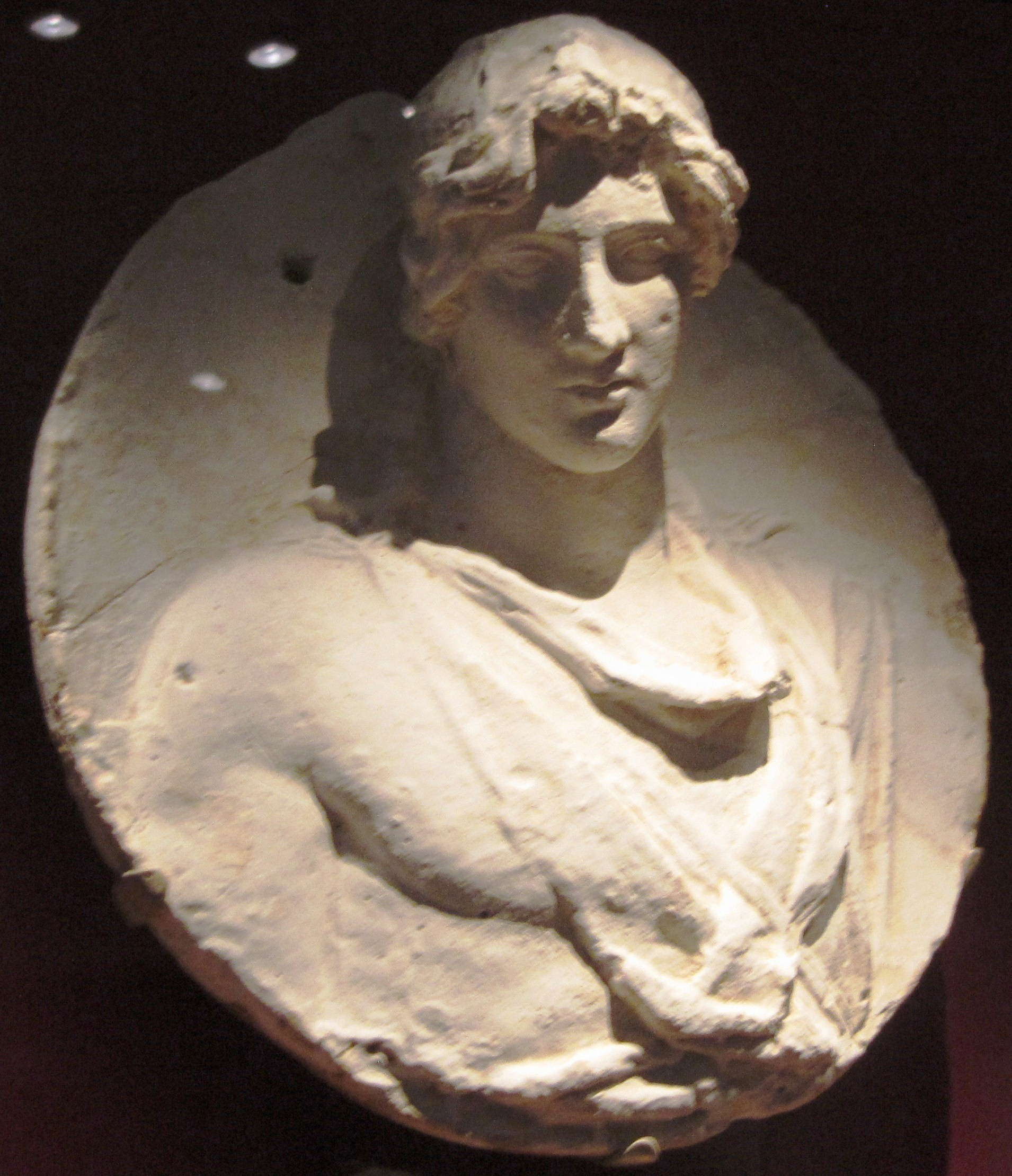
青年像を表した石膏製メダイヨン アフガニスタン国立博物館
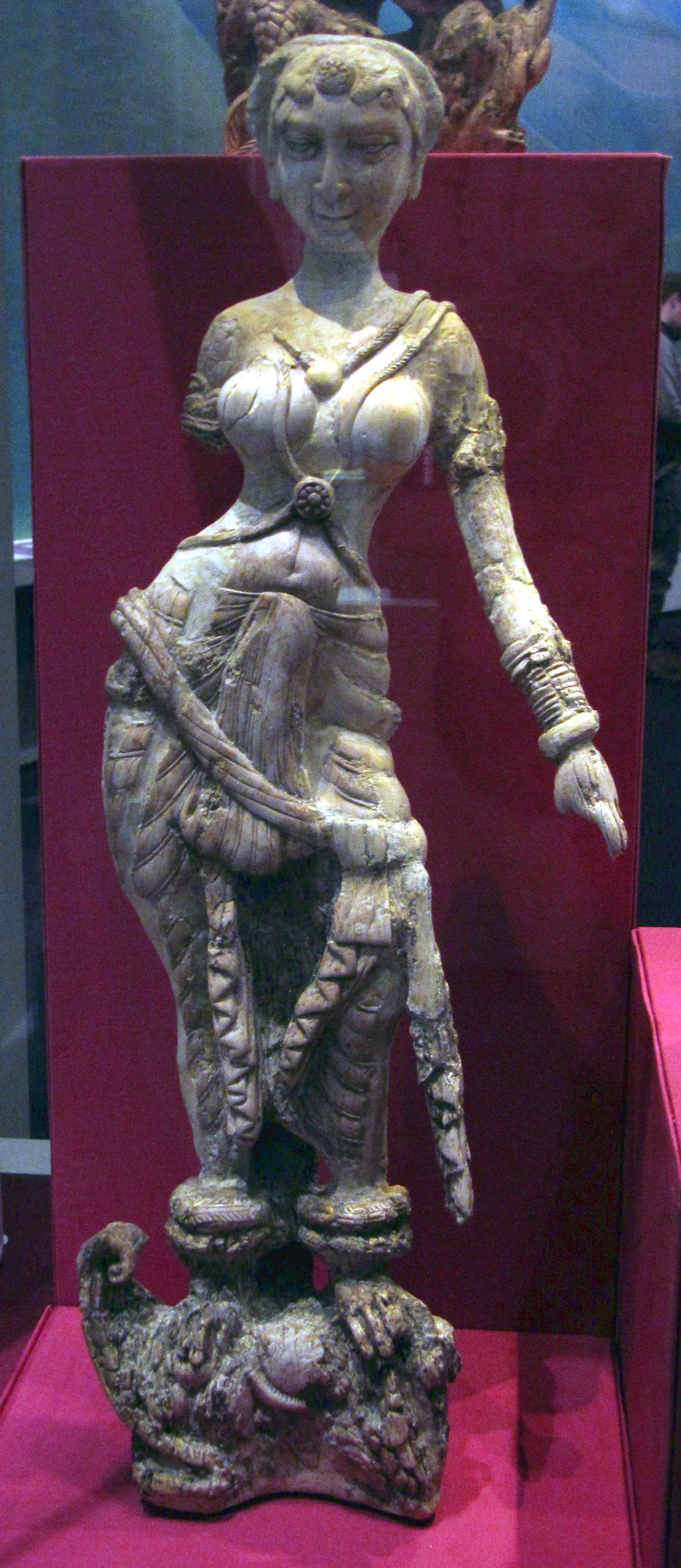
マカラの上に立つ河の女神像 象牙製（インド製）アフガニスタン国立博物館

## ガンダーラとバーミヤーン

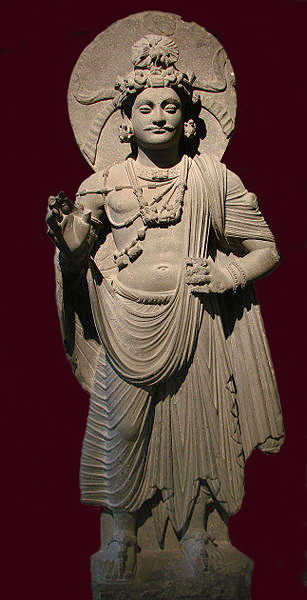
菩薩立像 片岩 ガンダーラ、メーハ・サンダ出土 高120cm ギメ美術館

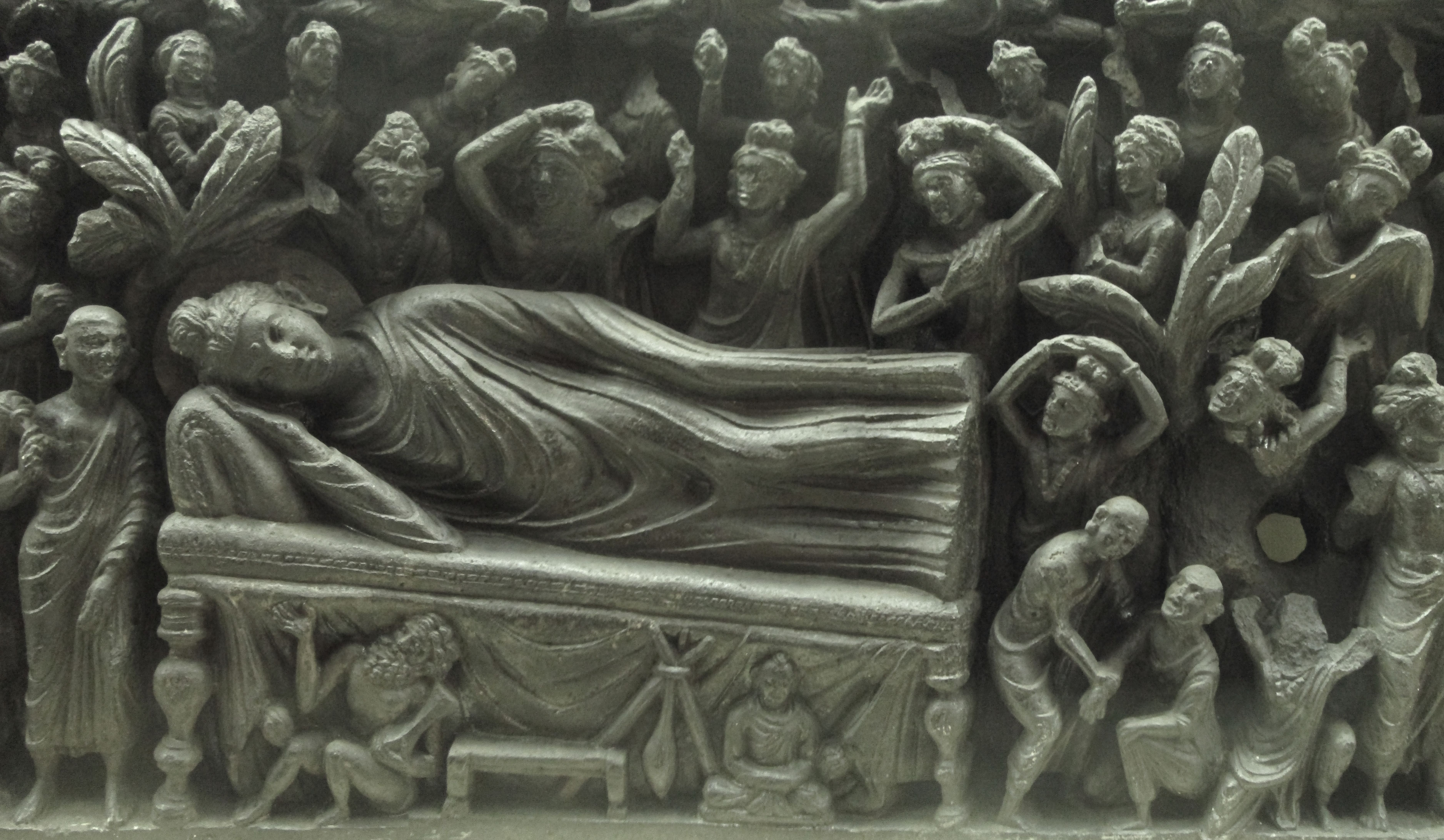
仏涅槃浮彫 ロリヤン・タンガイ出土 2 - 3世紀 コルカタ・インド博物館

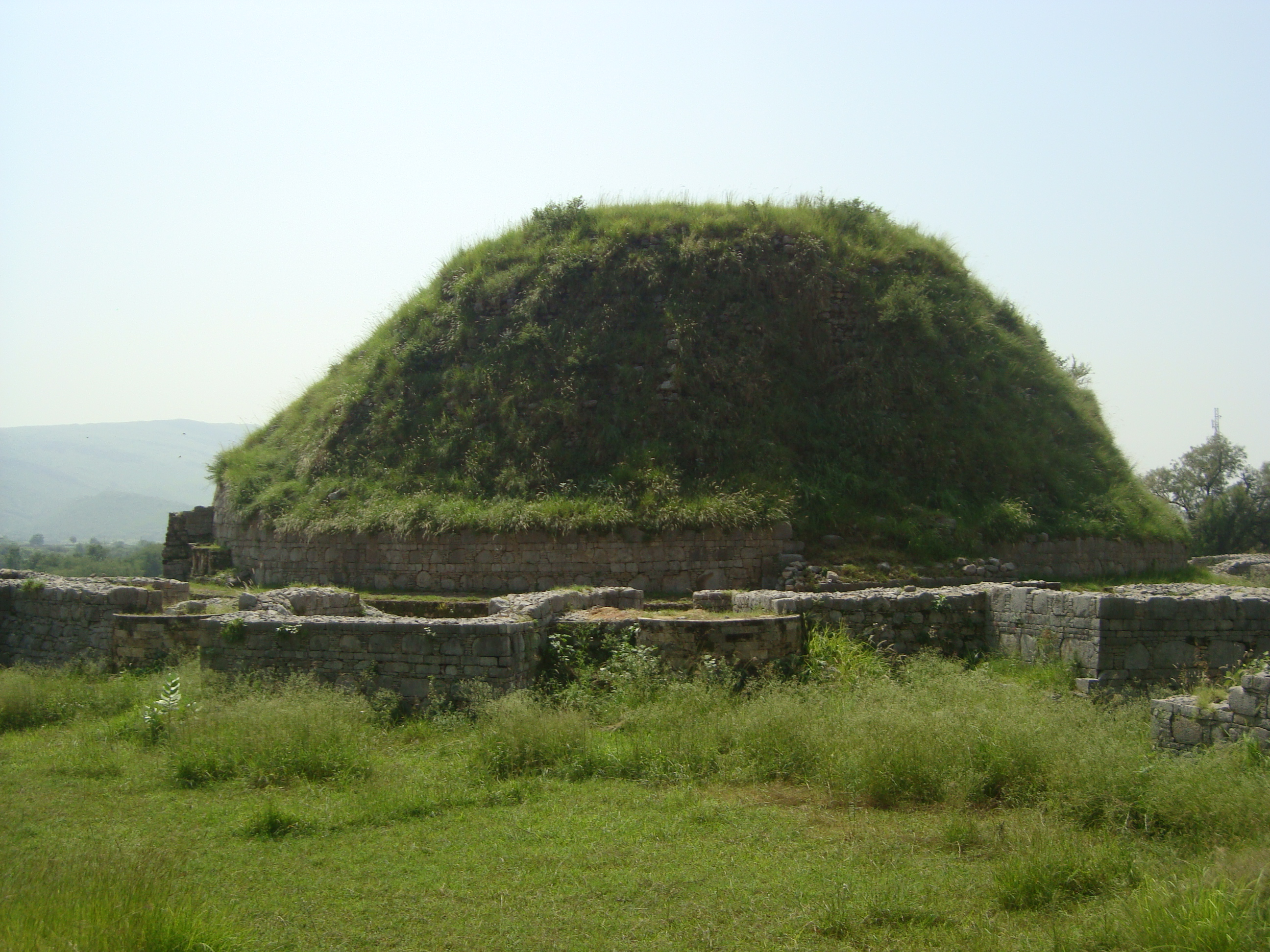
タキシラ、ダルマラージカーのストゥーパ遺跡

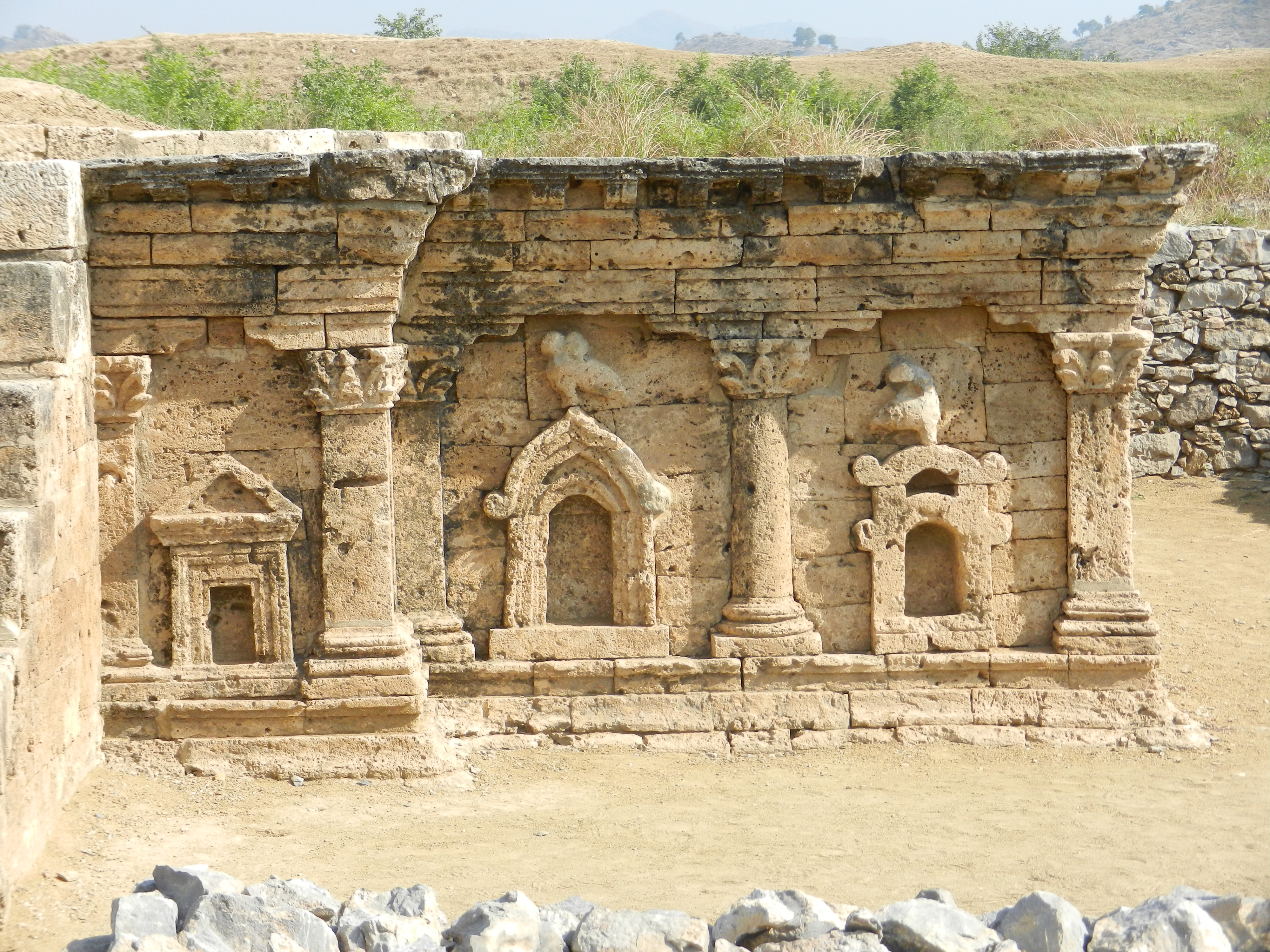
タキシラ、シルカップ遺跡、双頭の鷲のストゥーパ

### ガンダーラ
ヘレニズム的要素の強い仏教美術を生み出したことで知られるガンダーラは、現代のパキスタン北部、ペシャーワル地方を指す古代地名である。ガンダーラの仏教美術はインド、中央アジア、中国などの仏教美術に影響を与えたという点で重要である。通常「ガンダーラ美術」とは、狭義のガンダーラのほか、北方のスワート、東方のタキシラ、西方のアフガニスタン北部地方（古代のカーピシー国）などを含む文化圏の美術を指す。ガンダーラの美術については、これをインド美術の枠内で論じる場合もあるが、『世界美術大全集東洋編』（小学館）、『東洋美術史』（美術出版社）などは「中央アジア美術」の項目にガンダーラを含めている。『世界美術大全集東洋編』は、ガンダーラ美術にはインド的要素よりもヘレニズムなど西方の影響が顕著であるとしたうえで、ガンダーラ美術をインド美術の枠内に含めるのは、近現代の国境線にとらわれた考え方にすぎないとしている。
ガンダーラの地名は、紀元前6世紀のアケメネス朝ペルシャのベヒストゥン碑文に、同王朝の属州として見える。以降この地はマウリヤ朝、インド・グリーク朝、インド・スキタイ朝、インド・パルティア朝などの支配下におかれたが、当地方で仏教美術が栄えたのは紀元後1世紀から3世紀、クシャーナ朝の時代にあたる。前述のように、クシャーナ朝の出自はイラン系と推定される遊牧民族であった。同じく遊牧国家であったパルティアが文明の発達という面ではあまり貢献しなかったのに対し、クシャーナ朝が文化面で果たした役割は大きかった。中央アジアの大部分に版図を広げたこの帝国は、ヘレニズムやインドなど東西の文化と土着の文化が融合した複雑な状況下で約4世紀にわたって安定した支配を続け、この地域の文化の発展に貢献した。インドに発祥した仏教の他地域への伝播にも大きな役割を果たし、その影響は中国を経て朝鮮半島、日本にまで及んだ。ガンダーラの地においてヘレニズム的要素の強い仏教美術が生み出された背景には、こうしたクシャーナ朝の特性とともに、この地にはすでに紀元前2世紀頃にインド・グリーク朝が進出し、西方の文化を受け入れる下地ができていたこともある。
ガンダーラはまた、仏像の制作、すなわち仏陀を可視的な人間像として表すことが最初に行われた地としても知られる。中インドでは、長らく仏陀の像は作られず、浮彫彫刻などの造形作品においては、人間像としての仏陀を直接表す代わりに、台座、足跡、菩提樹、法輪などによって象徴的に仏陀の存在を表現していた。もっとも早い時期に仏像が作られはじめた地域はガンダーラと中インドのマトゥラーである。ガンダーラ、マトゥラーのどちらで先に仏像が作られたか、またその時期はいつであったかについては、さまざまな説がある。一般的には、仏像の制作が始まったのはガンダーラの方がやや先行し、その時期は紀元後1世紀とする説が受入れられている。クシャーナ朝では、第3代の王・カニシカ（紀元後2世紀頃）が仏教を保護奨励し、同王の時代に仏教が隆盛したとされている。ただし、クシャーナ朝の歴史自体に不明な点が多く、カニシカの在位年代についても諸説あって判然としない。
ガンダーラの仏教美術の遺品は多数残っており、インド、パキスタンをはじめとする各国の博物館に所蔵されている。しかし、これらの個々の作品の制作年代を特定したり、様式による編年を行うことは困難である。これは、作品自体に年代を銘記したものが乏しいことに加え、学術的な発掘によって出土した作品が少ないことによる。ガンダーラの仏教美術は、前述のように、紀元後1世紀にはじまり、最盛期は2 - 3世紀であったが、その後も制作は続けられ、エフタルが侵入した5世紀あるいはそれ以降までは継続したものとみられる。彫刻の素材の点では、おおむね前期は石像、後期は塑像が主体であった。キダラ・クシャーノ期（390 - 460年頃）にはタキシラやハッダで塑像が盛んに制作されている。石造彫刻は片岩製のものが多いが、地域によって材質に変化があり、ハッダやタキシラでは石灰岩、スワートでは緑片岩が使用されている。
各地の美術館に収蔵されるガンダーラの彫像は、もとはストゥーパや寺院の壁面を飾っていたものである。正面からは丸彫のように見える彫像も背面を造形していないことが多く、こうした像は丸彫に近い高浮彫であったとみられる。ガンダーラの仏陀像は、両脚を開きぎみに堂々と立つポーズのものが多く、この点はクシャーナの王侯像を思わせる。一方、顔貌表現はギリシャ風であり、聖性を表す円光（光背）はイラン系のものである。このように、ガンダーラ彫刻にはヘレニズム、西アジア、インドなどの外来要素が混淆している。仏陀像のほかに菩薩像も制作された。菩薩像は、豪華な装身具を身に付け、サンダルを履くなどの点で仏陀像と区別される。また、仏教説話の場面を表す浮彫も多数制作された。ガンダーラでは、本生図（釈迦の前世の物語）よりも仏伝図（釈迦の生涯の物語）の主題が好まれ、特に仏陀の生涯の四大事（生誕、成道、初説法、涅槃）にかかわるものが多い。
カーブルの北方117キロメートルにあるフォンドゥキスタンは、7世紀後半の仏教寺院址である。ここからはテラコッタ製の仏・菩薩像や壁画が出土している。菩薩などの人体表現は細身で官能的であり、インド・グプタ朝の様式を反映している。
ビーマラーン舎利容器
アフガニスタン、ジェララバード西方のビーマラーンから19世紀に出土したもの。黄金製で高さ7センチメートル。大英博物館蔵。蓋は出土時から欠けていた。側面を柱形とアーチで八等分し、そこに仏陀とブラフマー（梵天）・インドラ（帝釈天）からなる三尊像を2組、および合掌する人物を2体表す。この舎利容器とともに、紀元前1世紀に在位したアゼズ1世のコインが出土したことから、仏陀像の制作が紀元前にさかのぼるかという点で注目された。現在では、伴出のコインは舎利容器制作時期の上限を示すにすぎず、舎利容器自体の制作はクシャーナ朝の2世紀頃のものと考えられている。
カニシカ舎利容器
パキスタン、ペシャーワル郊外のシャー・ジー・キー・デリー出土。青銅製。高さ18センチメートル、径12.7センチメートル。ペシャーワル博物館蔵。蓋上には結跏趺坐する仏陀を中心に、左右にブラフマー（梵天）・インドラ（帝釈天）を配した三尊像を表す。身の側面は上部にハンサ鳥の連続文を表す。その下には、花綱をかつぐ童子を表すが、これはローマ風の意匠で、葬送儀礼を表すものである。花綱の間にクシャーナの王侯像と太陽神ミイロ、月神マオを表す。銘記からカニシカ王の舎利容器と呼ばれるが、カニシカという名の王は複数おり、仏教の保護者として著名なカニシカ1世（紀元後2世紀頃）に該当するかどうかは確証がない。

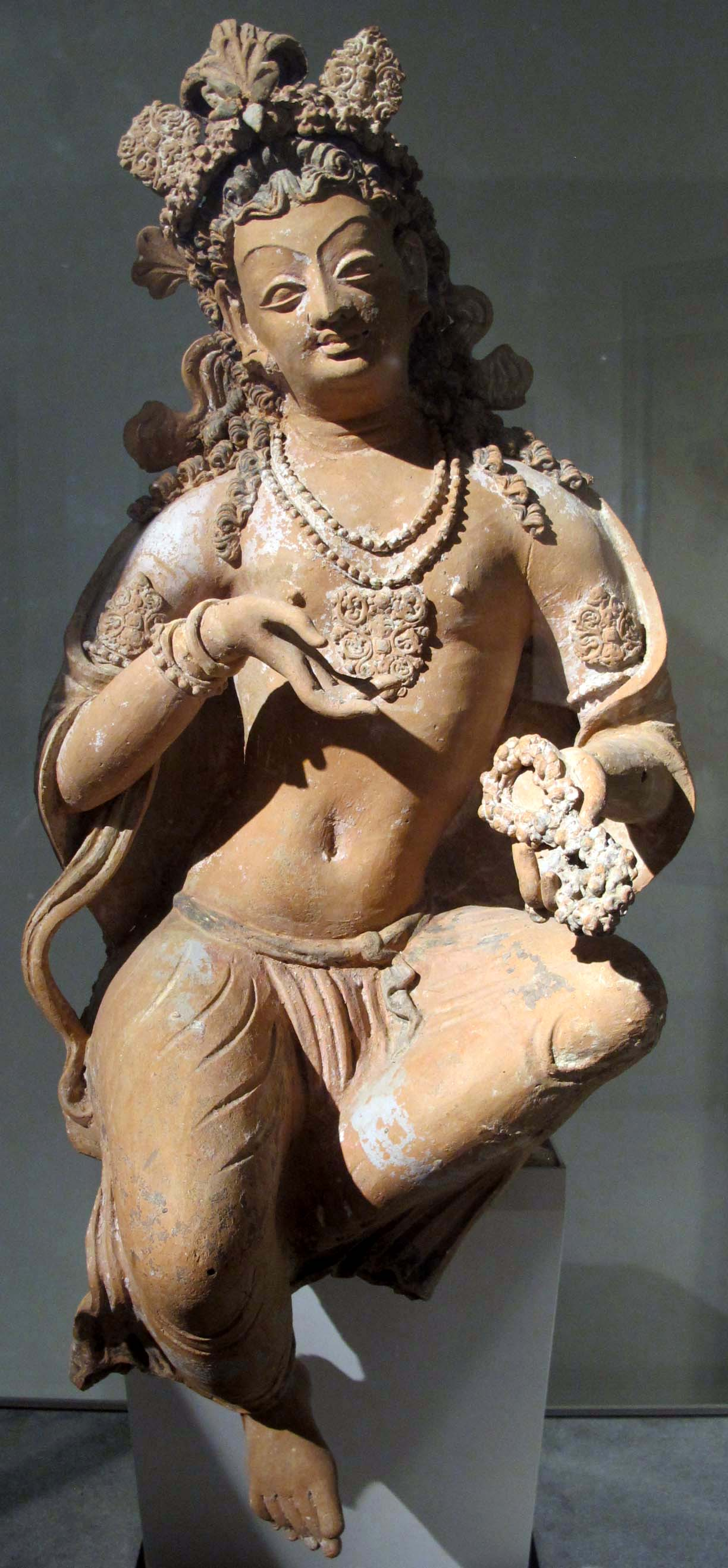
守護神像 粘土 7世紀 フォンドキスタン出土 高72cm ギメ美術館
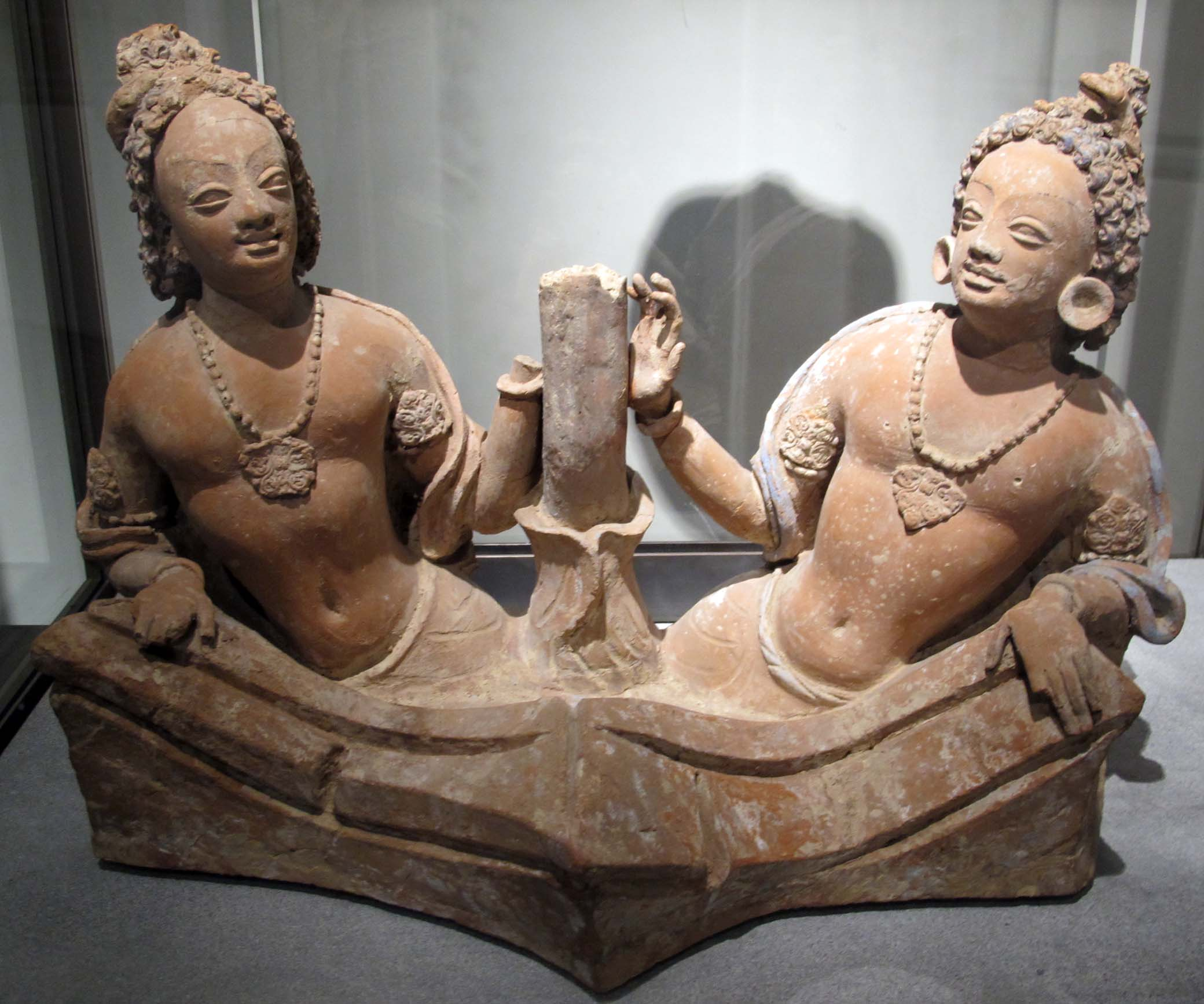
2人のナーガ王 フォンドキスタン出土
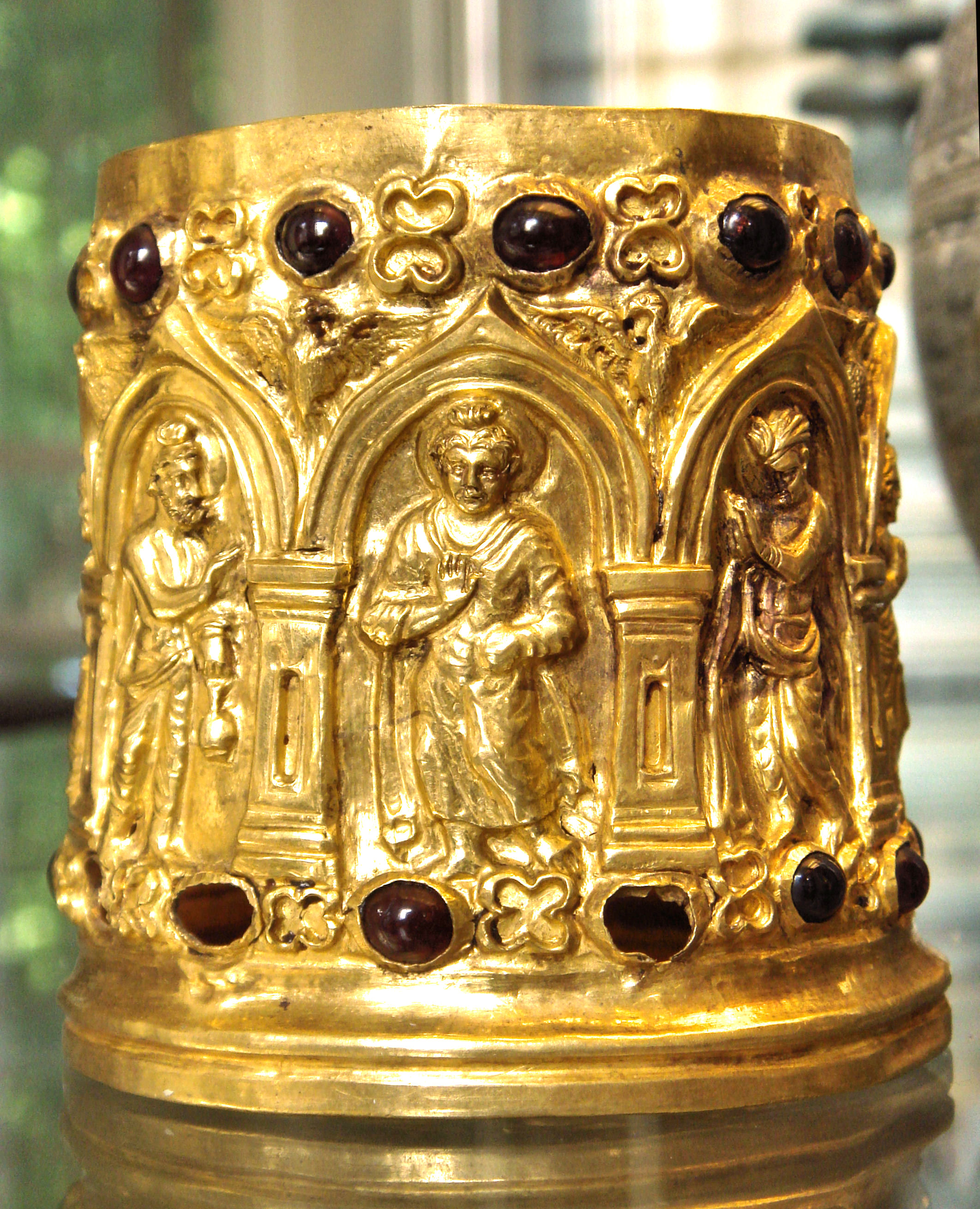
ビーマラーン舎利容器
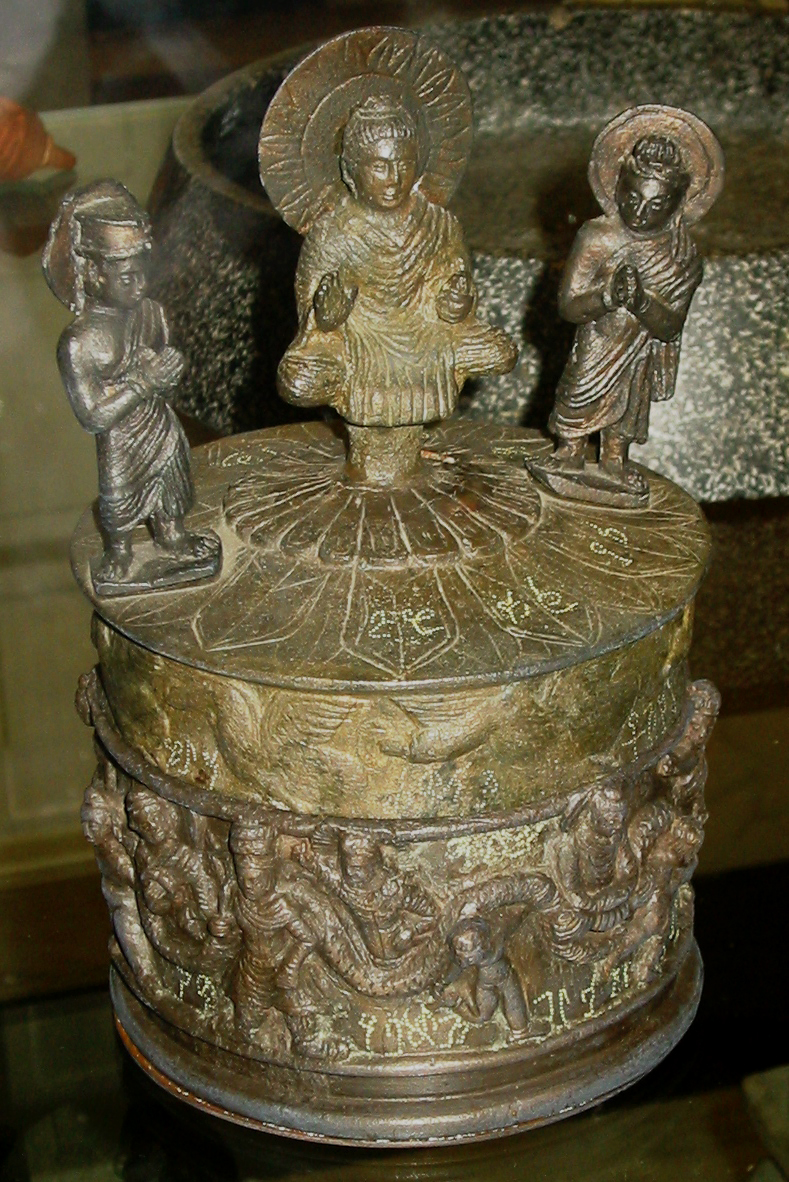
カニシカ王舎利容器（画像は大英博物館所蔵の模造、原品はペシャーワル博物館蔵）
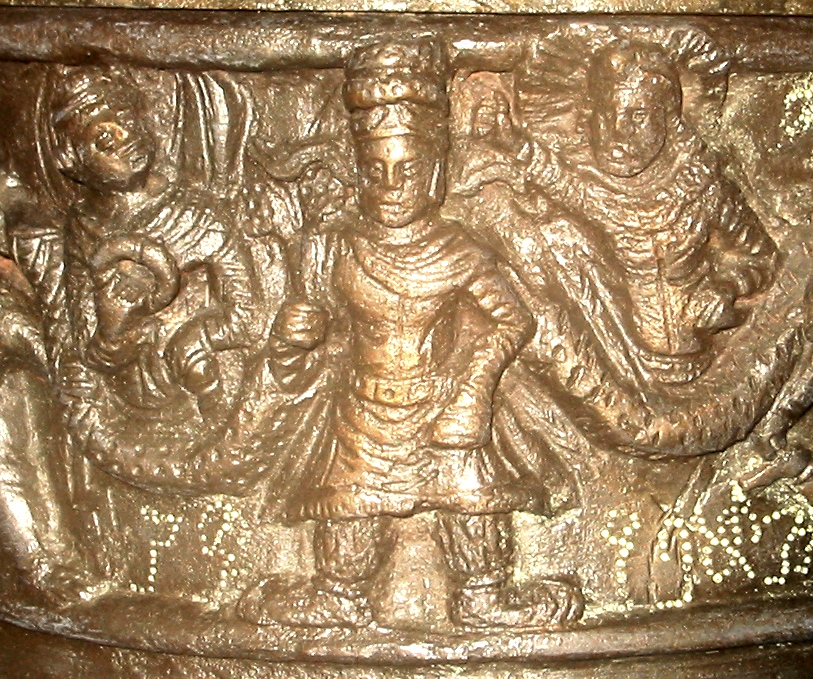
カニシカ舎利容器部分（王侯）
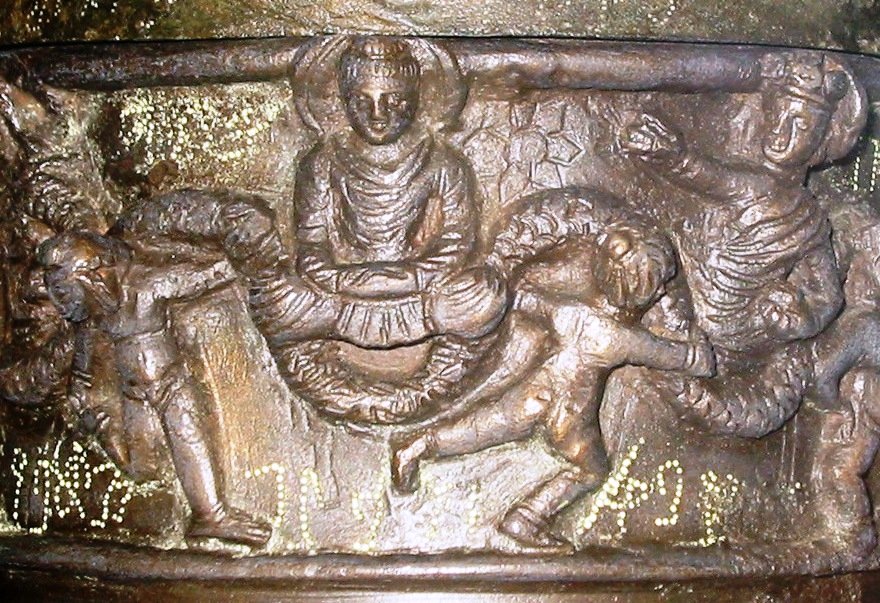
舎利容器部分（仏坐像）
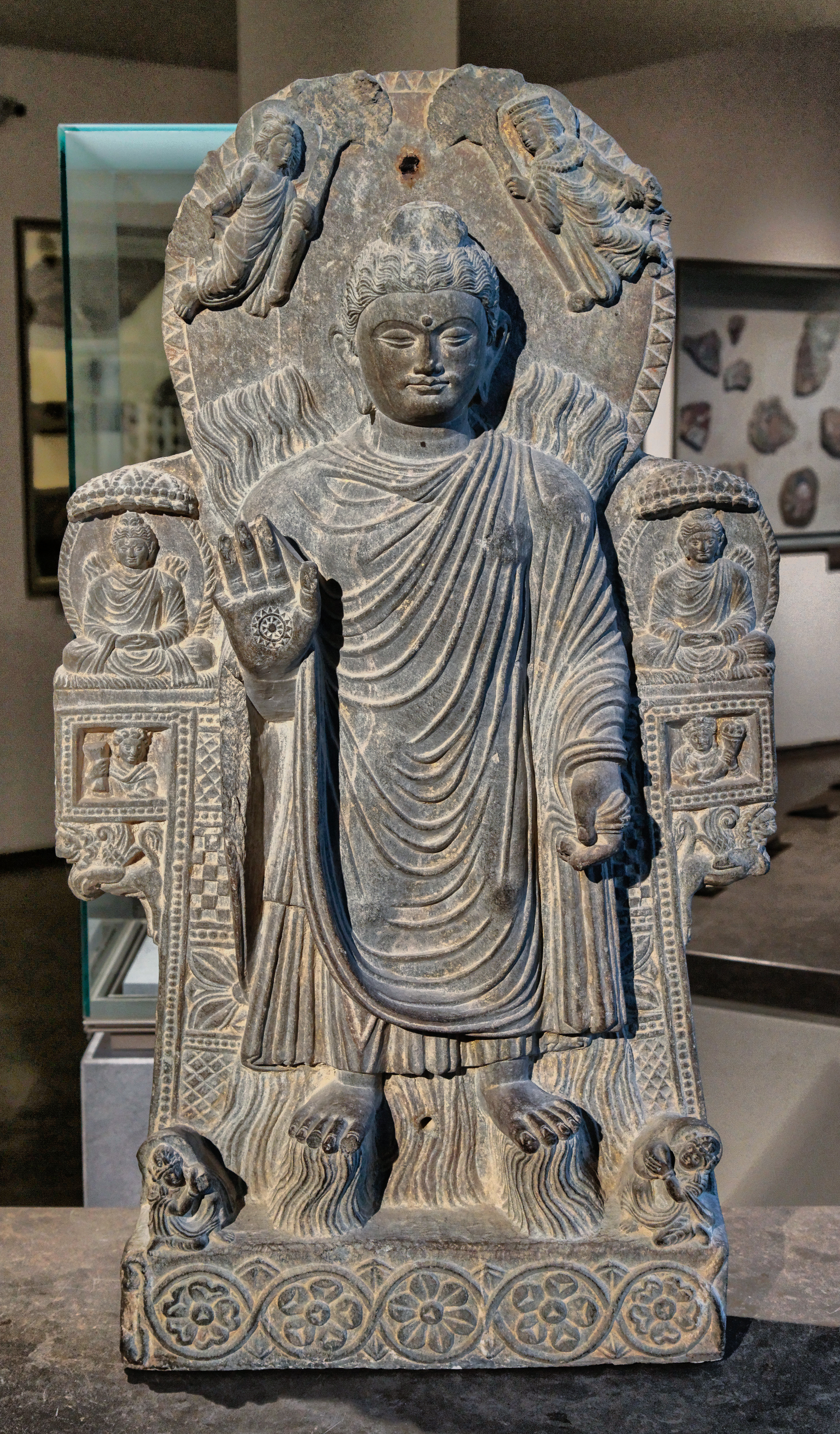
仏立像（双神変） カーピシー 後2 - 3世紀 パイターヴァ出土 ギメ美術館

### バーミヤン
アフガニスタン北東部、ヒンドゥークシュ山脈中の渓谷地帯であるバーミヤンには多数の仏教石窟が造られ、なかでも「東大仏」「西大仏」と呼ばれる2体の巨像が著名であったが、2001年にイスラム原理主義勢力のタリバンによって破壊されてしまった。両大仏のみならず、石窟内の壁画や、周辺の関連文化財もその多くが失われた。
バーミヤンはカーブルの西約230キロメートル、標高約2,500メートルに位置する、東西に長い盆地である。西から東へバーミヤン川が流れ、その北をカーブルとヘラートを結ぶ街道が通る。石窟群はこの街道の北にそびえる、礫岩の絶壁を穿って形成されている。石窟群は東西約1,300メートルにわたって約750窟があり、その東西端近くに東大仏と西大仏があった。このほか、盆地の東方にはカクラク川、西方にはフォラディ川がそれぞれ南から北に流れてバーミヤン川に合流しているが、これらの川沿いにも多数の石窟がある（カクラク川沿いに約100窟、フォラディ川沿いに約50窟）。バーミヤンの石窟群の造営時期については記録がないため確かなことはわからないが、おおむね5世紀頃に造営が開始され、7 - 8世紀に造営がもっとも盛んになったと考えられている。西暦400年頃に西域を経てインドへ旅した法顕の『仏国記』にはバーミヤンを訪れた記録はない。一方、629年に当地を訪れた玄奘は『大唐西域記』にバーミヤンについての詳細な記録を残しており、東西の大仏についても言及している。722年には新羅の僧慧超がバーミヤンを訪れており、少なくともこの頃までは当地で仏教が信仰されていたことがわかる。
かつて存在した東大仏は高さ38メートル、西大仏は高さ55メートルであった。両大仏は礫岩の断崖を光背形に彫り窪めた中に立ち、表面は土と漆喰で造形されていた。衣文は、像表面に多数の杭を打ち、杭と杭の間に縄を張りめぐらした上を漆喰で塗り固めたものであった。両大仏の顔面はタリバンによる破壊以前から失われていた。7世紀にバーミヤンを訪れた玄奘は、『大唐西域記』に、伽藍の西には「高さ百四、五十尺の金色の立仏の石像」、伽藍の東には「高さ百余尺の鍮石の釈迦立像」があったと記しており、それぞれ西大仏、東大仏を指すとみられる。鍮石とは真鍮の別称である。この記述については、玄奘が石造の東大仏を金属製と誤認したとする解釈もあるが、そのような誤認はありえないとする意見もあり、真相は不明である。約50の石窟には壁画が描かれていたが、それらの正確な制作年代は不明である。東西大仏の石窟の天井から側壁にかけても壁画があった。西大仏窟の壁画は剥落が激しいが、多数の菩薩像や楽人、飛天などの像を並べたものであった。一方、東大仏窟の壁画は天井中央部に四頭立ての馬車に乗る太陽神スールヤを表し、周囲に仏や供養者を表すものであった。

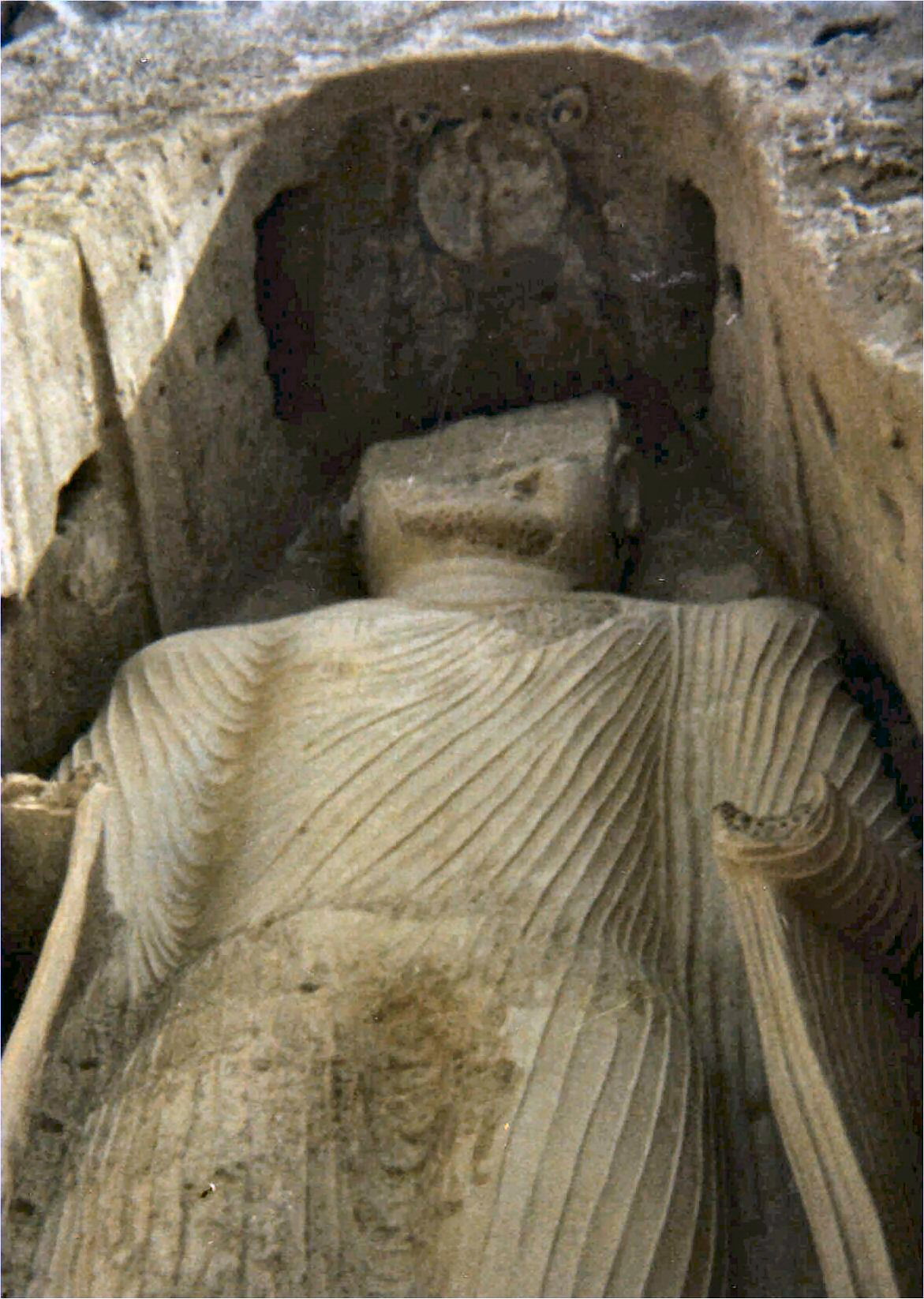
バーミヤン東大仏（破壊前）
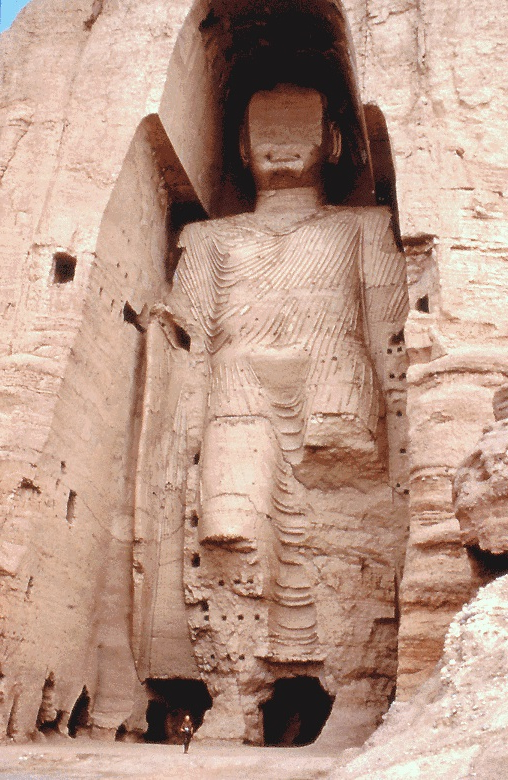
バーミヤン西大仏（破壊前）
バーミヤン大仏（破壊後）
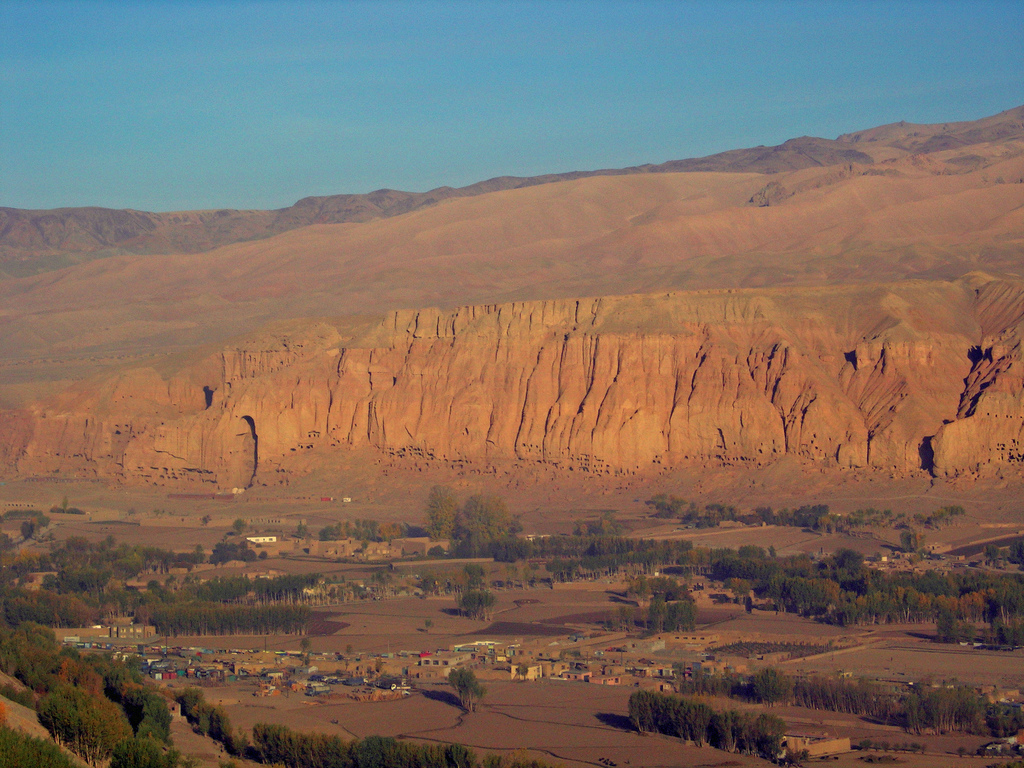
バーミヤン渓谷
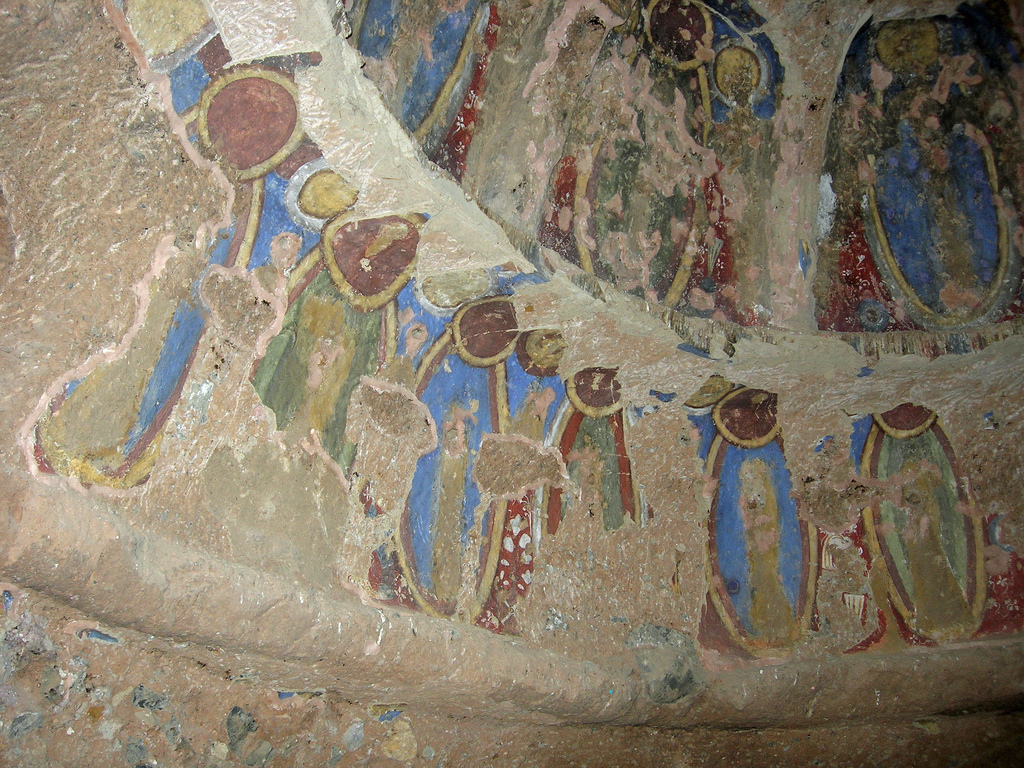
164窟ドーム天井

## 東トルキスタン

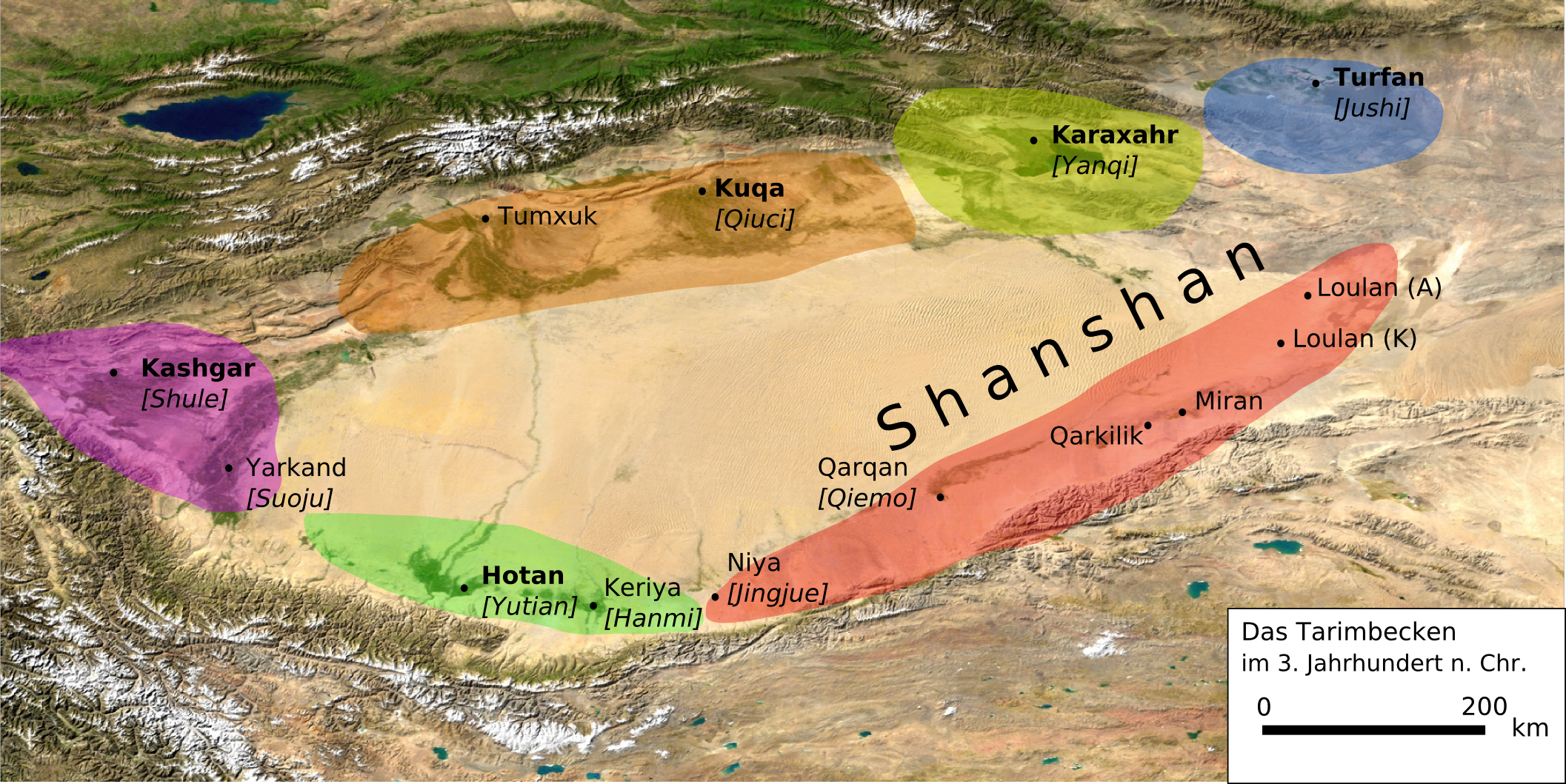
タリム盆地

### 概要
東トルキスタンは、東北はアルタイ山脈を境にモンゴル高原に接し、東方は河西回廊を経て中国へつながり、南方は崑崙山脈を境として、その先はチベット高原である。アルタイ・崑崙両山脈の中間あたりに天山山脈が東西に伸び、その北はジュンガル盆地、南はタリム盆地となる。天山・崑崙の両山脈に囲まれたタリム盆地には広大なタクラマカン砂漠が広がり、その周囲にカシュガル、クチャ、トルファン、ホータンなどのオアシス都市が点在する。中国人はこの地域を西域と呼んだ。西域とは読んで字のごとく、中国から見て西方の地域を指す用語であるが、狭義にはパミール高原（中国人は葱嶺と呼んだ）までの土地、すなわちタリム盆地を指した。タリム盆地には古くから多くのオアシス国家が存在し、その支配者は長い歴史の中でしばしば交替した。すなわち、匈奴、月氏、エフタル、突厥などの遊牧国家が支配した時期と、中国（漢、唐）の支配下となった時期とがあった。

### シルクロード

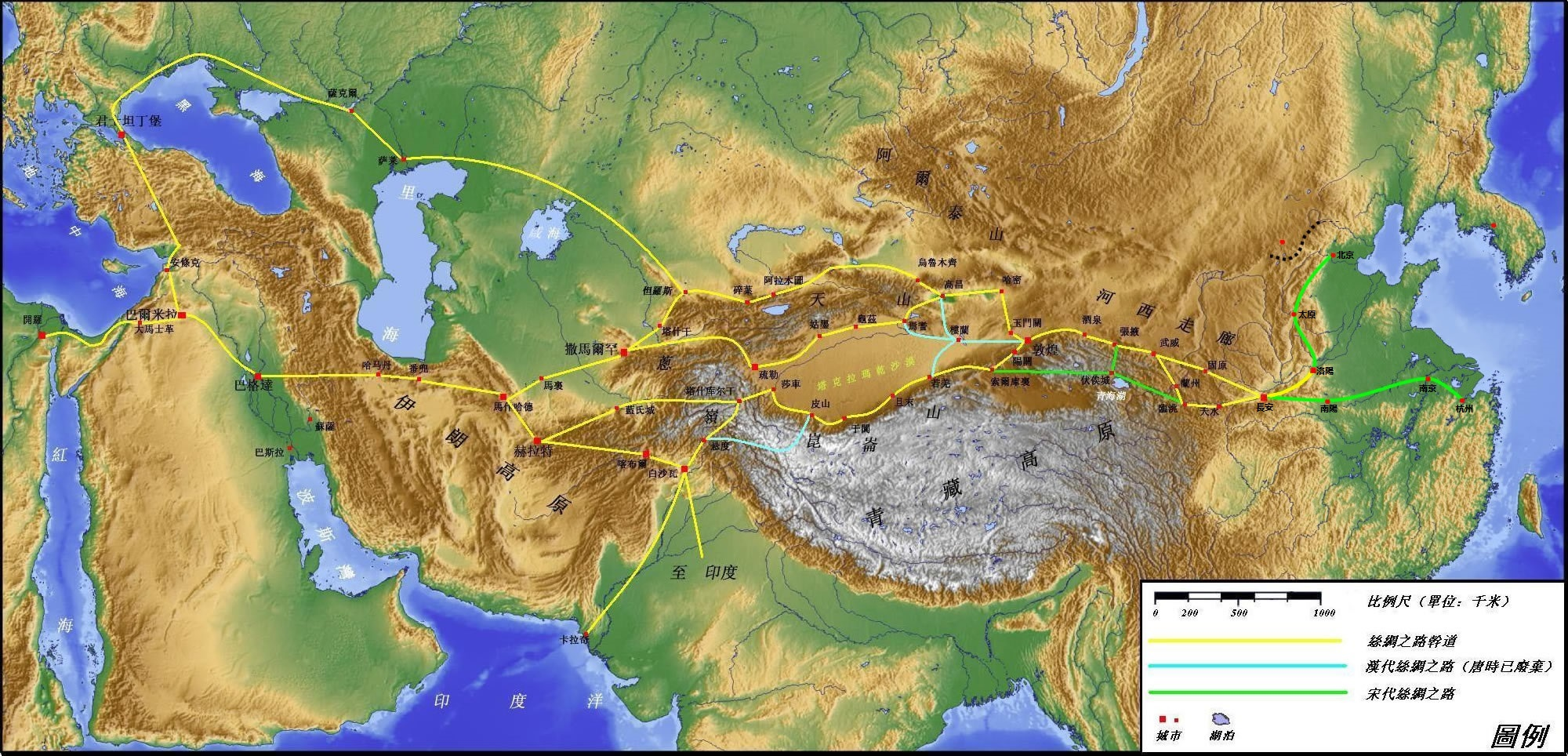
シルクロードの主要交通路

中央アジアを東西に貫通する交易路をシルクロードと称し、その一部が世界遺産に登録されている。シルクロードの名称は古くからのものではなく、19世紀ドイツの地理学者リヒトホーフェンが1877年に刊行した著書で用いたのが最初である（ドイツ語では「ザイデンシュトラーセン」）。リヒトホーフェンや弟子のヘディンが用いた「シルクロード」は、東トルキスタンを東西に走る交易路を指したが、今日の「シルクロード」はより広く、中国から地中海東岸まで、ユーラシア大陸の東西を結ぶ交易路を指している。この交易路には、北方草原地帯を通る、いわゆる「草原の道」と、南の砂漠地帯を通るいわゆる「オアシスの道」とがあった。「シルクロード」という語は、一般に後者を指す場合が多いが、歴史的には前者、すなわち草原の道の方が主たる交通路であったと指摘する研究者もいる。いわゆる「オアシスの道」には、天山山脈の北を通る天山北路と、南を通る天山南路があり、後者はさらにタクラマカン砂漠（タリム盆地）の北縁を通る西域北道と、南縁を通る西域南道に分かれる。天山北路は中国からハミ、トルファン、ウルムチを経て天山山脈の北を通り、イシク湖方面へと至る道である。西域北道はトルファンで天山北路と分かれ、カラシャール、クチャ、アクスを経て、カシュガルへ至る。一方の西域南道はホータン、ヤルカンドを経て、やはりカシュガルに至る。カシュガルからはパミール高原の北の地峡を通って西トルキスタンに至り、北西路と南西路に分かれる。北西の道をとればフェルガナ、ソグディアナを通って、アラル海、南ロシア方面へ通じていた。一方、南西に向かえばバクトリア、シリアを経てビザンティウム（コンステンティノープル、イスタンブール）へ、あるいはバクトリアを経て南のインド方面へ至る。インドに発祥した仏教は、北西インドを経て紀元前1世紀頃には西域南道の諸都市に伝来した。

### オアシス国家の盛衰

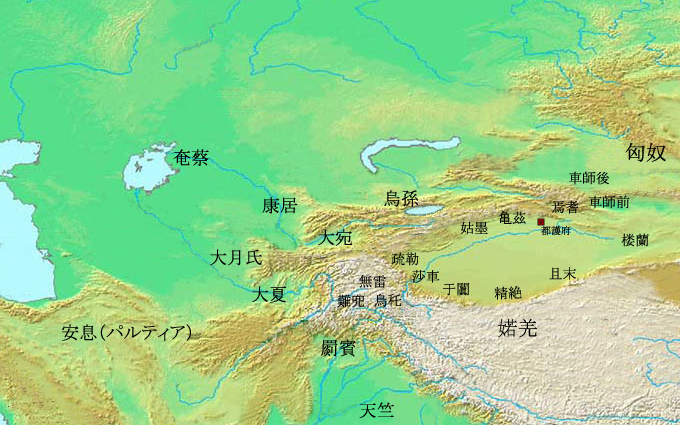
前1世紀の西域諸国

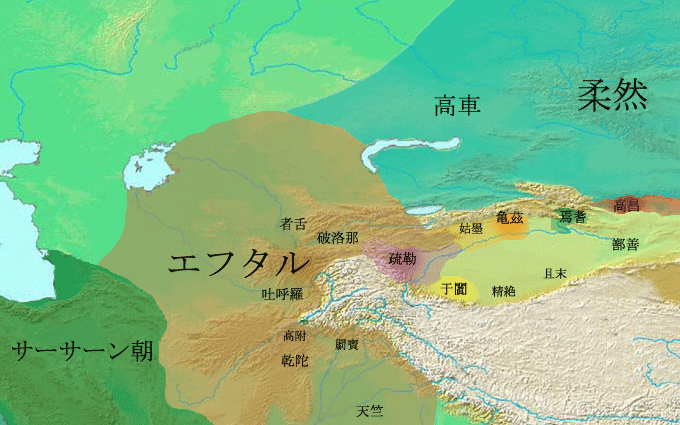
5世紀の西域諸国

タリム盆地のオアシス国家群の起源についてはよくわかっていない。中国側の記録によると、この地方には前漢の時代（紀元前2 - 1世紀）36か国、後漢の時代（紀元後1 - 2世紀）には55か国があったという。紀元前3世紀頃には遊牧民族の月氏がこの地に勢力を有していた。月氏は紀元前8世紀（中国の戦国時代）にはモンゴル高原を支配していたとされ、その民族系統はイラン系とされているが、モンゴル系、テュルク系などとする説もある。月氏の支配地の東方には、別系統の遊牧民の匈奴がおり、月氏と勢力を争うとともに、南の中国（漢）にとっても重大な脅威となっていた。前述のとおり、紀元前2世紀半ば頃、匈奴の冒頓単于は月氏を破り、モンゴル高原を統一。敗れた月氏は西方へ追いやられ、西トルキスタンに定住した。この西遷した月氏を、大月氏と称する。
紀元前2世紀後半、北方の遊牧民・匈奴の度重なる侵攻に悩まされていた漢の武帝は、匈奴と敵対していた大月氏と軍事同盟を結んで匈奴を挟撃しようと考え、大月氏への使者を募集した。この募集に応えたのが下級役人であった張騫（ちょうけん）である。張騫が使節団を率いて長安を出発したのは紀元前139年頃であるが、ほどなく匈奴に捕えられ、捕虜となってしまった。張騫は捕虜生活中に妻を与えられ、子ももうけたが、10年余の後に脱走。ようやく西方の大月氏の国にたどりついた。ところが、大月氏の王は、バクトリアの地は物産も豊かであり、今の暮らしに満足しているとして、漢と同盟して匈奴を討つ計画に加わる気はなかった。13年にわたる苦難の長旅の後、張騫が漢に帰ったのは紀元前126年のことであった。大月氏との同盟という当初の目的こそ果たせなかったものの、張騫は西域の地理、文化などに関する貴重な情報を漢にもたらし、これがその後の漢の西域経営や西方との交易に資するところ大であった。このことから張騫はシルクロードの開拓者といわれている。紀元前121年、武帝は河西四郡を設置し、タリム盆地のオアシス都市をも漢の管理下に置いた。紀元前59年、宣帝は西域都護府を置き、西域経営をさらに強固なものにした。しかし、前漢が滅び、短命王朝の新が成立すると、西域諸国はふたたび匈奴の側についた。後漢の将軍班超は西域を攻撃し、紀元後94年頃までには西域を平定。しかし、班超の死後には後漢の西域経営は弱体化した。5世紀後半には西方の遊牧民エフタルが西域を支配する。エフタルの実態は不明の部分が多く、イラン系とも鮮卑系ともいう。6世紀半ばにはエフタルが突厥（テュルク系の遊牧民）とササン朝に挟撃されて滅ぼされた。突厥はその後西域を支配するが、583年に東突厥と西突厥に分裂し、東突厥は630年、唐に服属した。唐は640年に安西都護府を置いて西域経営を強化するが、751年のタラス川の戦いでアッバース朝に敗れる。加えて755年には安史の乱が発生し、唐の西域における支配力は後退していった。その頃、モンゴル高原にはウイグル人の国家である遊牧ウイグル王国が栄えていたが、同国は840年、キルギスの侵入によって滅ぼされ、四散した亡命ウイグル人の一部は南下してタリム盆地に移動し、盆地の東に天山ウイグル王国を建てた。一方、盆地の西には別のテュルク系民族によってカラ・ハン朝が建てられた。カラ・ハン朝が10世紀半ばにイスラムに改宗するとともにこの地のイスラム化が進行した。その後のこの地域は、12世紀には契丹族の国であるカラ・キタイ（西遼、非イスラム）の支配するところとなり、モンゴル帝国、チャガタイ・ハン国、オイラト（遊牧民族）のジュンガル帝国を経て、1758年には乾隆帝治下の清朝の支配するところとなった。

### シルクロードの探検家たち

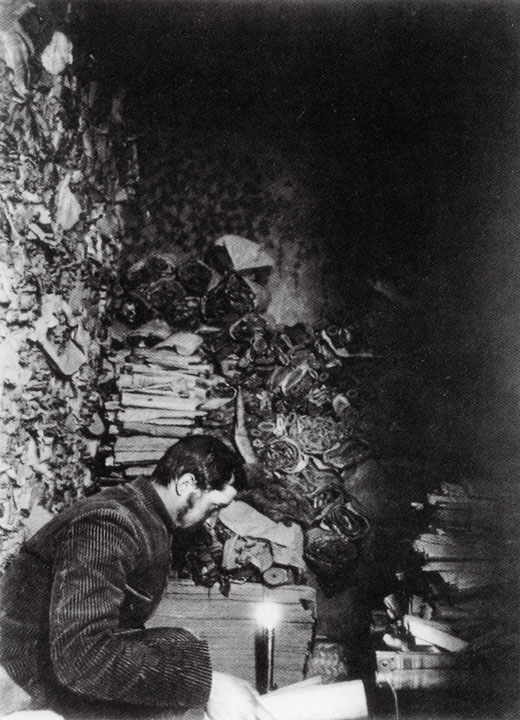
敦煌莫高窟の蔵経洞で調査中のペリオ

19世紀後半から20世紀前半にかけて、ロシア、ヨーロッパ諸国、日本などの地理学者や探検隊が相次いでタリム盆地への調査旅行を行った。こうした調査により、砂漠におおわれた不毛地帯、世界史の空白地帯と思われていたこの地の文化に光が当てられ、東洋学の発展に貢献することとなった。一方で、これらの調査隊が貴重な壁画や塑像を現地の石窟から自国へ持ち去ったことは、文化遺産の破壊・略奪行為であるとして非難する声もある。
早い時期から中央アジアの探査を開始したのは帝政ロシアであった。セミョーノフは1856年から翌年にかけて天山山脈方面を調査。ブルジェワルスキーは1870年以降1885年にかけて5次にわたり、天山南路、モンゴル、甘粛、北チベットなどの調査を行っている。楼蘭遺跡の発見者として著名なスウェーデン人地理学者のスヴェン・ヘディンはリヒトホーフェンの弟子であり、ベルリン大学で地理学を学んだ。ヘディンは1893年から1934年にかけて5次にわたりタリム盆地の調査を行っており、幻の湖とされていたロプ・ノール（ロプ湖）が「さまよえる湖」であるという説を提唱した。敦煌の調査で知られるオーレル・スタインはハンガリーの生まれで、後にイギリスに帰化した。スタインはウィーン、ライプツィヒ、オックスフォードなどで学び、インド（現パキスタン）のラホール東洋語学校の校長を務めた。彼は1900年から1916年にかけて3次にわたり、タリム盆地、特にホータンの調査に携わった。また、敦煌莫高窟の番人であった王道士と交渉して、莫高窟の第17窟（いわゆる蔵経洞）に秘蔵されていた写本や仏画を持ち出したことでも知られる。ドイツ隊は1902年から1914年にかけて4次にわたり、西域北道のクチャ、トルファン方面の調査を行った。ドイツ隊の中心人物はアルベルト・グリュンヴェーデルとアルベルト・フォン・ル・コックである。ル・コックがベゼクリク千仏洞やキジル石窟の壁画を大量に切り取ってドイツに持ち帰ったことについては、文化遺産の破壊・略奪であるとの批判がある。以上の人々にやや遅れて探査を開始したのはフランスのポール・ペリオである。彼は若くしてハノイのフランス極東学院の中国語教師を務め、1906年から1908年にかけてクチャ、トルファン、敦煌などの調査を行った。敦煌石窟の窟番号を付けたのは彼である。また、その天才的語学力を生かし、敦煌莫高窟の蔵経洞で写本の調査にあたり、多くの優品をフランスへ持ち帰った。ロシアのセルゲイ・オルデンブルグは1909年から1915年にかけて、2回にわたり、トルファン、カラシャール方面の調査を行った。日本からは、西本願寺の門主であった大谷光瑞を中心とする大谷探検隊が1902年から1914年にかけて3次にわたり西域の調査に出かけている。大谷の目的は大乗仏教東伝の軌跡を実地に調査することであった。
以上の調査隊の将来品は、大英博物館、ロシアのエルミタージュ美術館、ベルリンの国立アジア美術館、パリのギメ美術館とフランス国立図書館などに収蔵されている。大谷探検隊の将来品は、東京国立博物館、韓国国立中央博物館、旅順博物館に分蔵されている。

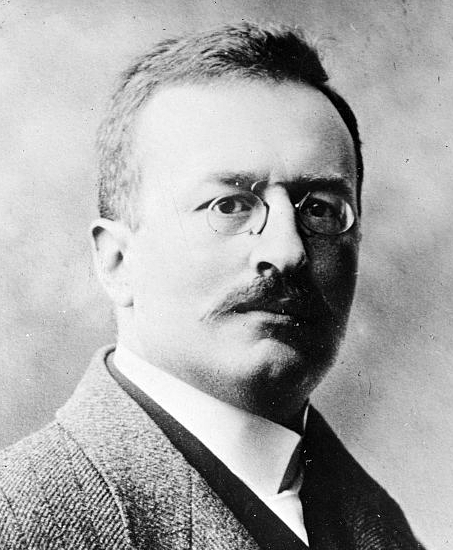
スヴェン・ヘディン
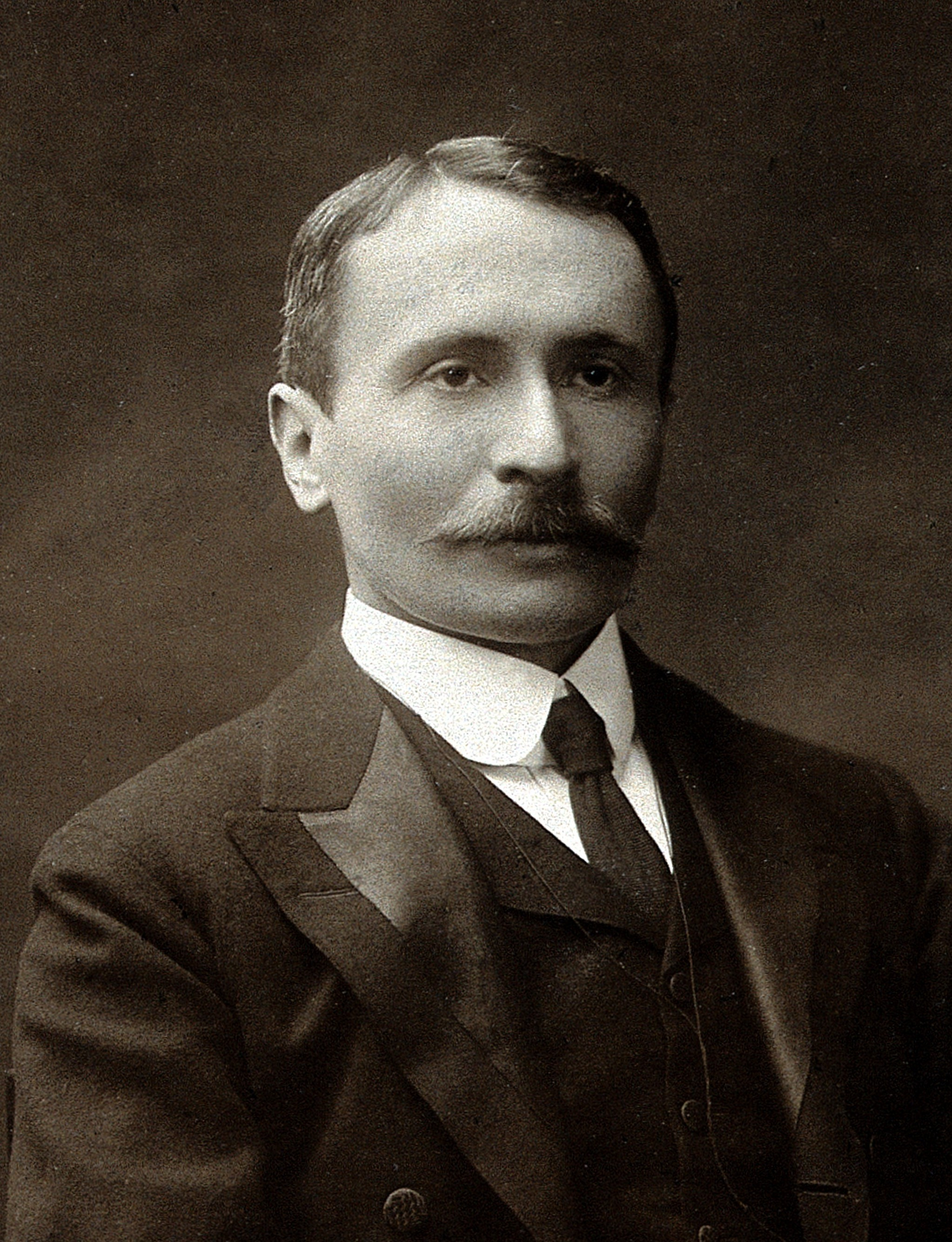
オーレル・スタイン
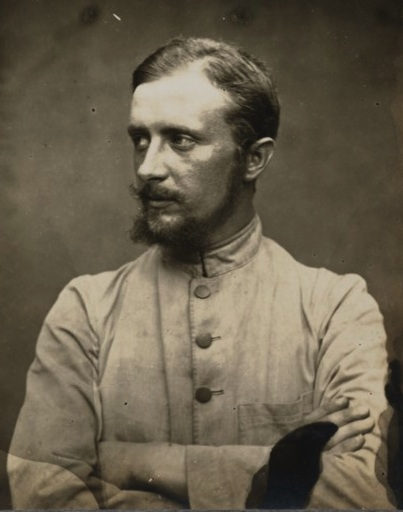
ポール・ペリオ

## 西域北道の美術

### トルファン

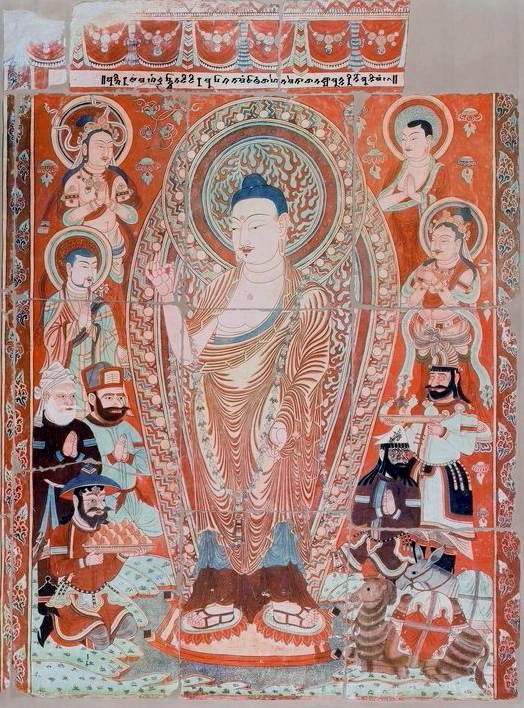
誓願図 ベゼクリク千仏洞第20号窟第9寺院

トルファンは、天山南道（西域北道）の東方に位置し、タリム盆地とは別に独立した盆地を形成している。漢語では吐魯番と書き、古代の車師国、高昌国にあたる。トルファン地方は標高が海抜ゼロメートルよりも低い特異な地形で、盆地底部のアイディン湖の水面の標高は海面下154メートルに達する。この地は降水量がきわめて少なく、風が強く、夏は酷暑で冬は寒いという、厳しい気象条件のもとにある。しかしながら、この地は天山北路と南路の分岐点にあたる東西交易路の要衝であることから、歴史上さまざまな民族や国家がこの地の支配権をめぐって争った。紀元前2世紀から紀元後5世紀まで、当地には車師（車師前国）というオアシス国家があり、交河城（ヤールホト遺跡）を本拠としていた。紀元前1世紀には前漢が当地に入植し、軍事要塞を築いた（後の高昌故城）。その後6世紀初頭からは甘粛出身の一族である麹氏が当地を支配した（麹氏高昌国）。この国は約140年間存続したが、640年唐によって滅ぼされた。唐は当地を西州と改称し、安西都護府を置いて西域経営を開始した。安西都護府はその後クチャに移ったが、トルファン地区の国際的重要性はその後も変わらなかった。9世紀にはウイグル族がこの地に移住し、高昌回鶻（天山ウイグル王国）を建てる。
トルファン周辺にはカラホージョ（高昌故城）、交河故城、アスターナ古墓群、ベゼクリク千仏洞などの都城跡、古墓、石窟寺院が残されている。カラホージョ（高昌故城）は、内城が一辺約1キロメートル、外城が一辺約1.5キロメートルの方形プランの都城跡である。その起源は紀元前1世紀の前漢時代にさかのぼり、唐の支配下で西州と呼ばれた時期を経て、高昌回鶻の時代まで存続した。仏教寺院址のほか、景教（ネストリウス派キリスト教）の絵画、マニ教の経典など他宗教の遺物も出土している。アスターナは故城の北に位置する古代の埋葬の地で、3世紀から8世紀に至る古墓が見出されている。乾燥した気候のため、ここに埋葬された遺体はミイラ化し、出土品にも一般の遺跡では残りにくい絹製の染織品、紙に描かれた絵画などの有機性の遺物が多くみられる。日本の東京国立博物館とMOA美術館にある、樹下人物を描いた紙絵はアスターナ出土で、同じ墳墓から出土したものが別々のルートで日本にもたらされたものである。
この地区を代表する遺跡としてベゼクリク千仏洞がある。千仏洞はトルファンの東方50数キロメートルに位置し、ル・コックらのドイツ隊が調査した40窟のほか、上流に位置するものを含めると80窟以上を数える。これらの石窟は古くは6世紀から造営が始められているが、現存する壁画の多くは9 - 10世紀にウイグル人によって描かれたものであり、14世紀、元朝の頃に放棄されたものとみられる。窟は石窟のほか、一部に日干煉瓦で築いたもの、石窟と日干煉瓦窟を接合したものがある。ベゼクリクの仏教壁画は、ドイツ隊が「誓願図」と名付けた、この地特有の主題によるものが多いのが特色である。誓願図とは、仏が前世の修行の功徳によって、来世に仏となる約束を授かるという主題で、構図は中央に仏立像をひときわ大きく表し、その周囲に菩薩、天部、比丘、王、婆羅門などの像を表すものである。ウイグル時代の壁画には、寄進者であるウイグル人の貴人男女を表したものもある。なお、ベゼクリクの壁画は、ル・コック率いるドイツ隊によって大量に持ち出され、現地にはほとんど残っていない。

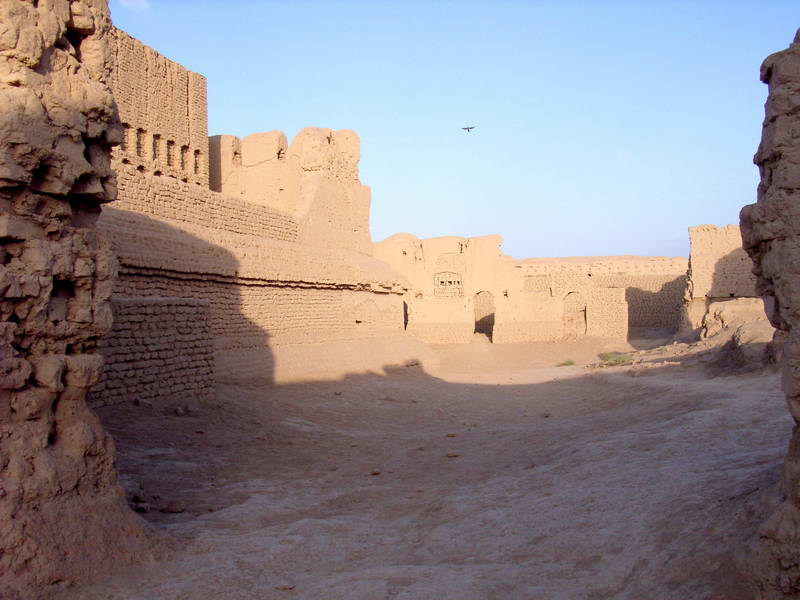
高昌故城
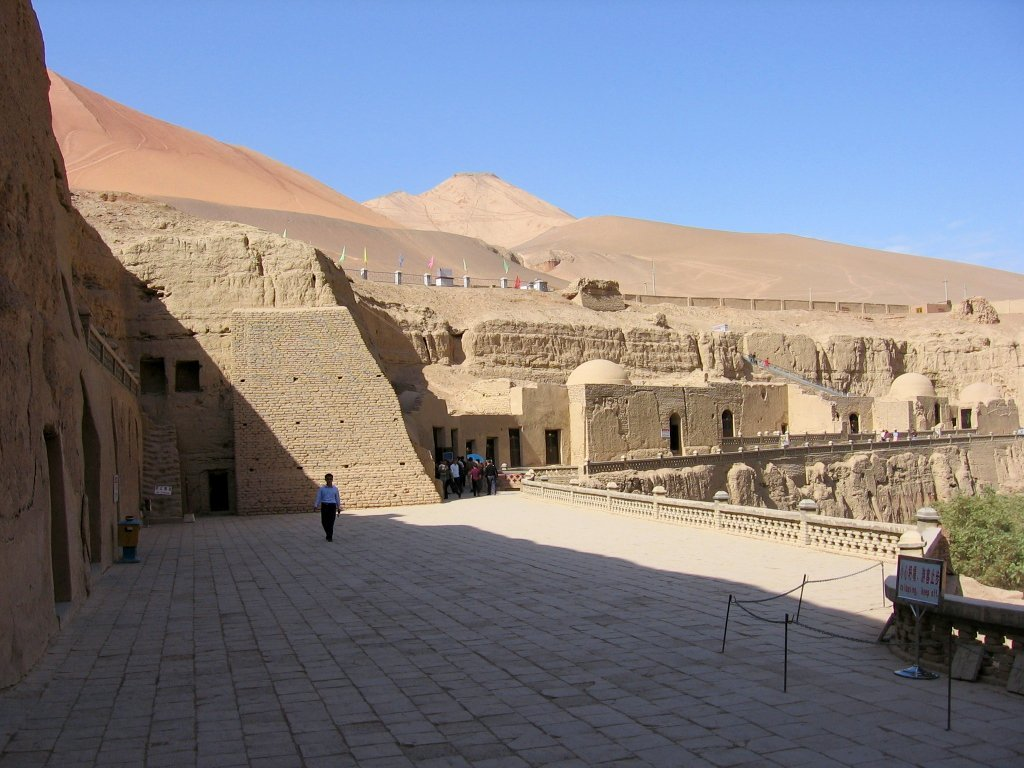
ベゼクリク千仏洞
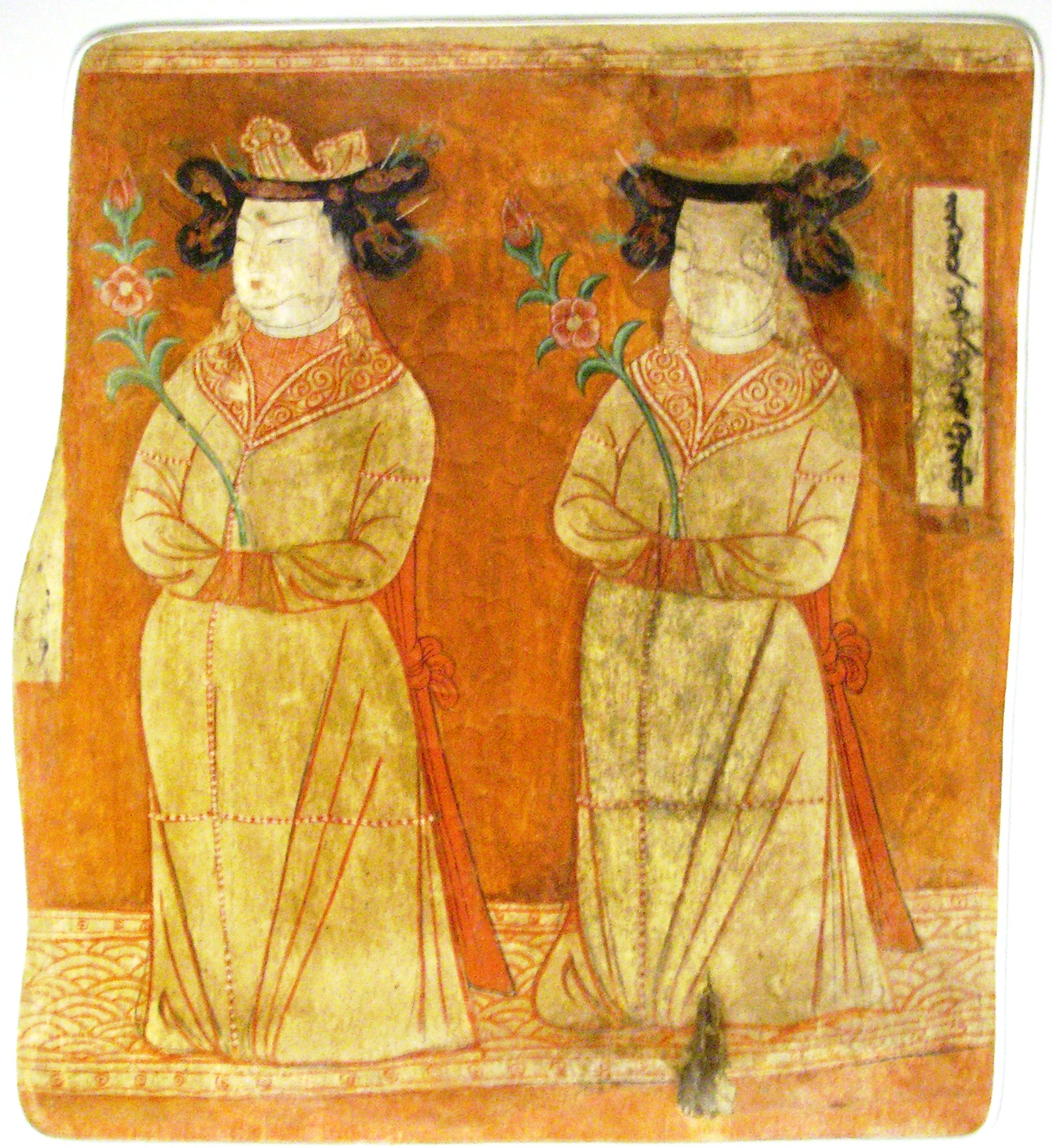
ウイグル貴人女子 ベゼクリク千仏洞
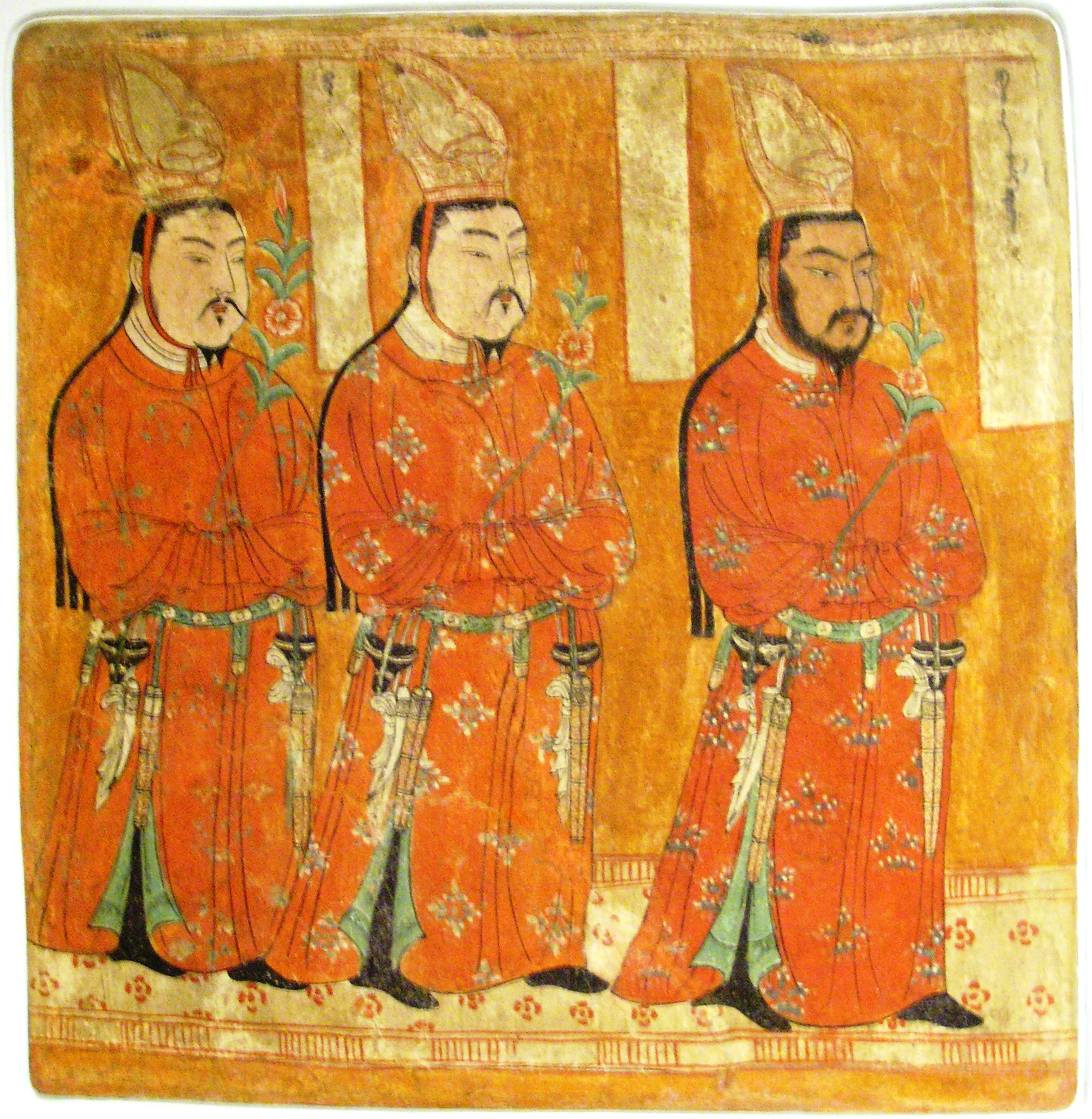
ウイグル人貴人男子ベゼクリク千仏洞
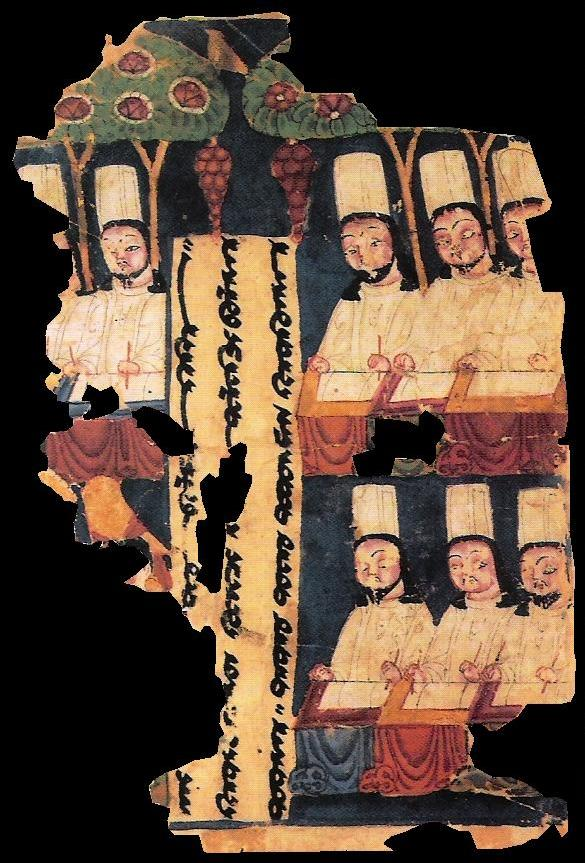
マニ教経典 カラホージョ出土
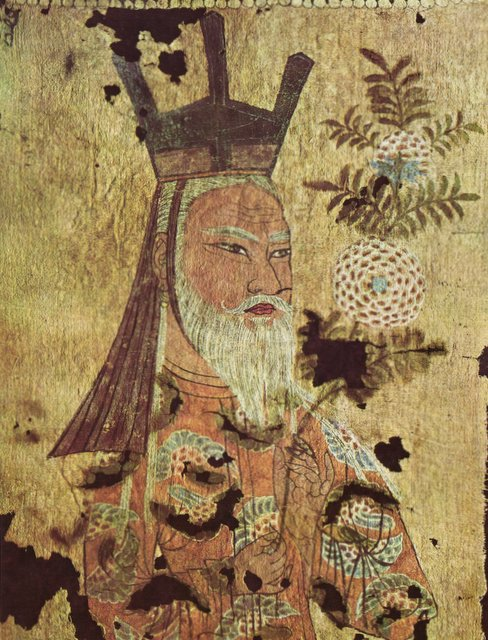
ウイグル貴人絵幡 カラホージョ出土
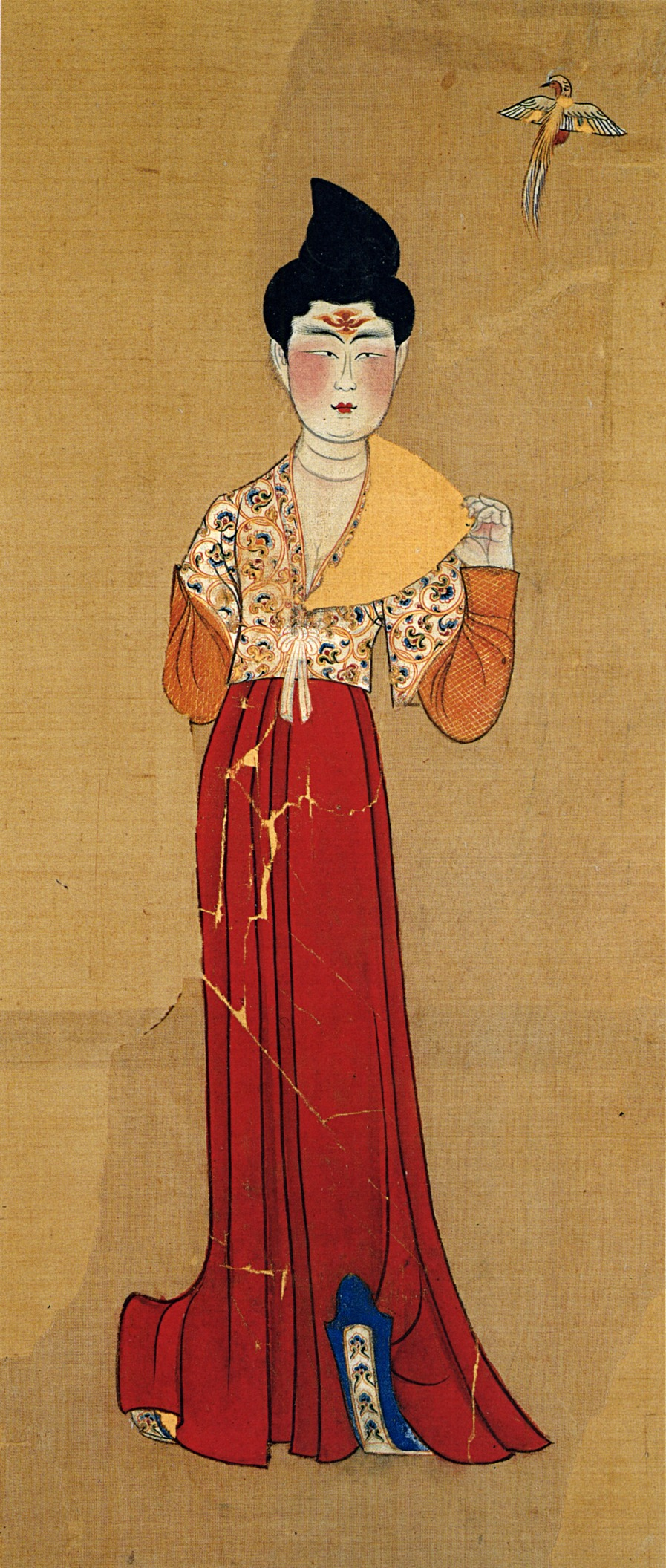
胡服美人図 アスターナ出土 新疆ウイグル自治区博物院
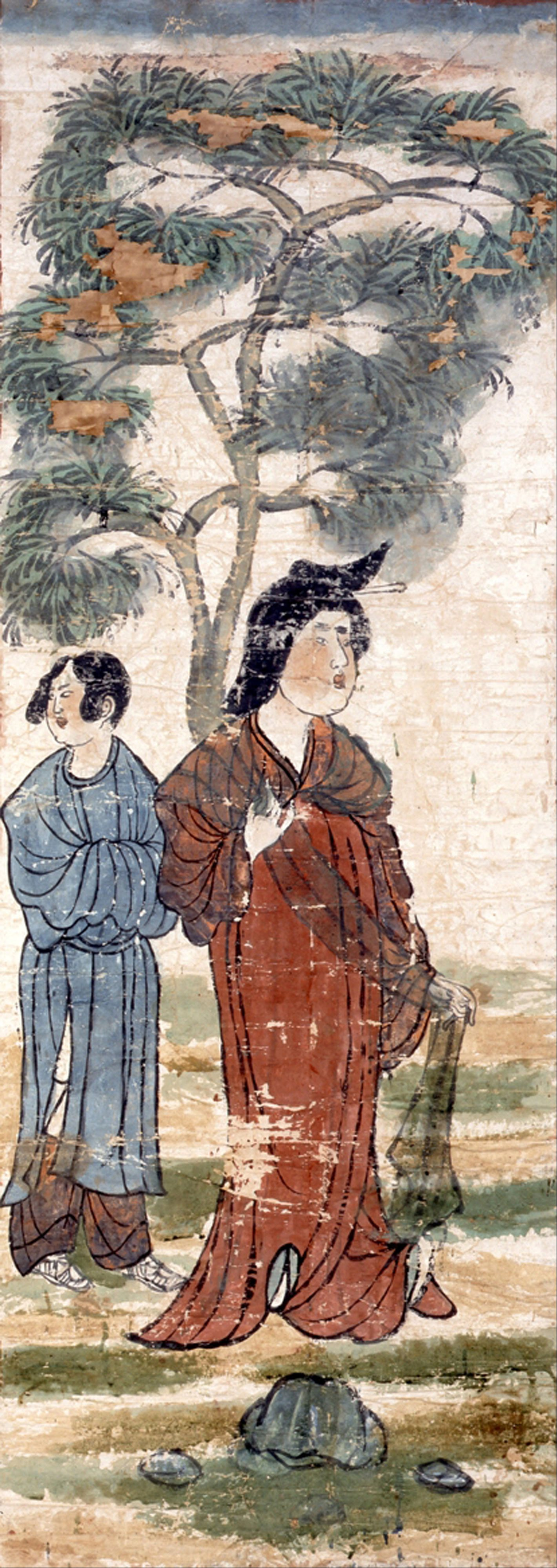
樹下美人図 アスターナ出土 MOA美術館

### クチャ

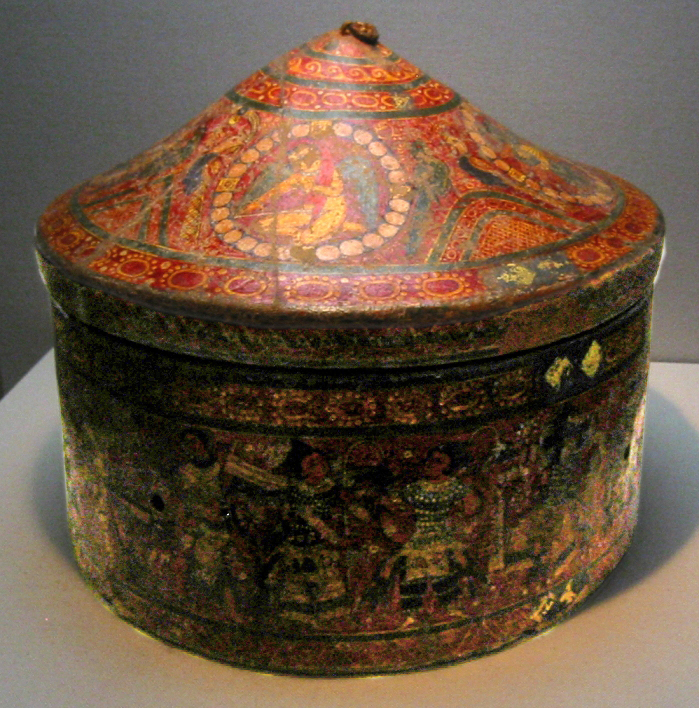
木製舎利容器 大谷探検隊将来 スバシ出土（推定） 東京国立博物館蔵

クチャ（庫車）は古代の亀茲国にあたり、タリム盆地の北部、西域北道の中ほどに位置するオアシス都市である。前漢はこの地に西域都護を置き、唐は安西都護府を置いて、西域経営の拠点とした。仏典を漢語に翻訳した訳経僧として名高い鳩摩羅什（4世紀後半）はクチャの出身で、父はインド人、母はクチャ国王の妹であった。7世紀に亀茲を訪れた玄奘は、『大唐西域記』に当地の様子をくわしく記している。それによると、当時のクチャには百余か所の伽藍があり、五千余人の僧徒がいて、説一切有部（部派仏教の一派）を修学していたという。クチャ地区の美術活動を代表する遺跡として、キジル石窟、クムトラ石窟などがある。
キジル石窟はクチャの西約70キロメートル、ムザルト川に面した断崖にある仏教石窟群で、約1キロメートルの範囲に236窟を数え、うち80窟余に壁画がある。石窟は3世紀末ないし4世紀初頭に開かれ、8世紀初頭ないし半ば頃まで造営が続いた。壁画の主題は本生図（釈迦の前世の物語）が多い。1903年に日本の大谷隊、1905年以降ドイツ隊（ル・コックら）が当地の調査を行っている。ドイツのヴァルトシュミットは、キジル、クムトラなど、西域北道の石窟壁画の様式を次の2期に分けている。第1期（500年前後）はガンダーラの影響の強い古典的様式期であり、細筆を用いて肥痩のある線を描き、彩色は暖色が中心である。第2期（7世紀）は、インド・イラン様式で、筆線は肥痩の少ない鉄線描となり、彩色はラピスラズリの青色を含む寒色が目立つようになる。明暗、濃淡などの対比を強調する点、隈やハイライトで立体感を表している点、人物の表情が類型的になっている点なども特色である。クチャの西南約30キロメートルにあるクムトラ石窟には、キジルと同じ様式の壁画のほか。9世紀頃に属する、漢語の題記を伴う壁画も残されている。なお、壁画の制作時期については、放射性炭素年代測定の値を根拠に、全体に年代を引き上げるべきだとの意見もある。
クチャ地域からもたらされた遺品としては、石窟壁画のほかに、日本の大谷探検隊が将来した木製の舎利容器（東京国立博物館蔵）が著名である。
舎利容器（画像参照）
6世紀末から7世紀初。クチャ地方出土、高さ32.3センチメートル、径38.3センチメートル。東京国立博物館蔵。大谷探検隊将来品。木製布張の舎利容器で、円筒形の身に円錐形の蓋を被せる。表面は麻布を張った上に白下地を施し、彩絵を描いた上に油性塗料を塗布する。身の部分には21人からなる楽隊が描かれ、そのなかには幡を持つ先導者、太鼓、小鼓、ハープ（箜篌）、角笛などを奏する楽人たち、仮面を被った舞人などの姿がある。蓋の部分は連珠文で囲まれた4つの円形を画し、その内側には有翼の天使、外側には山岳文と花綱をくわえる鳥を描く。4体の有翼天使のうち2体は琵琶、残り2体はそれぞれ笛と箜篌を奏する。大谷探検隊が日本へもたらした遺品の一つで、正確な出土地は不明ながら、クチャ地方のスバシ出土と推定されている。

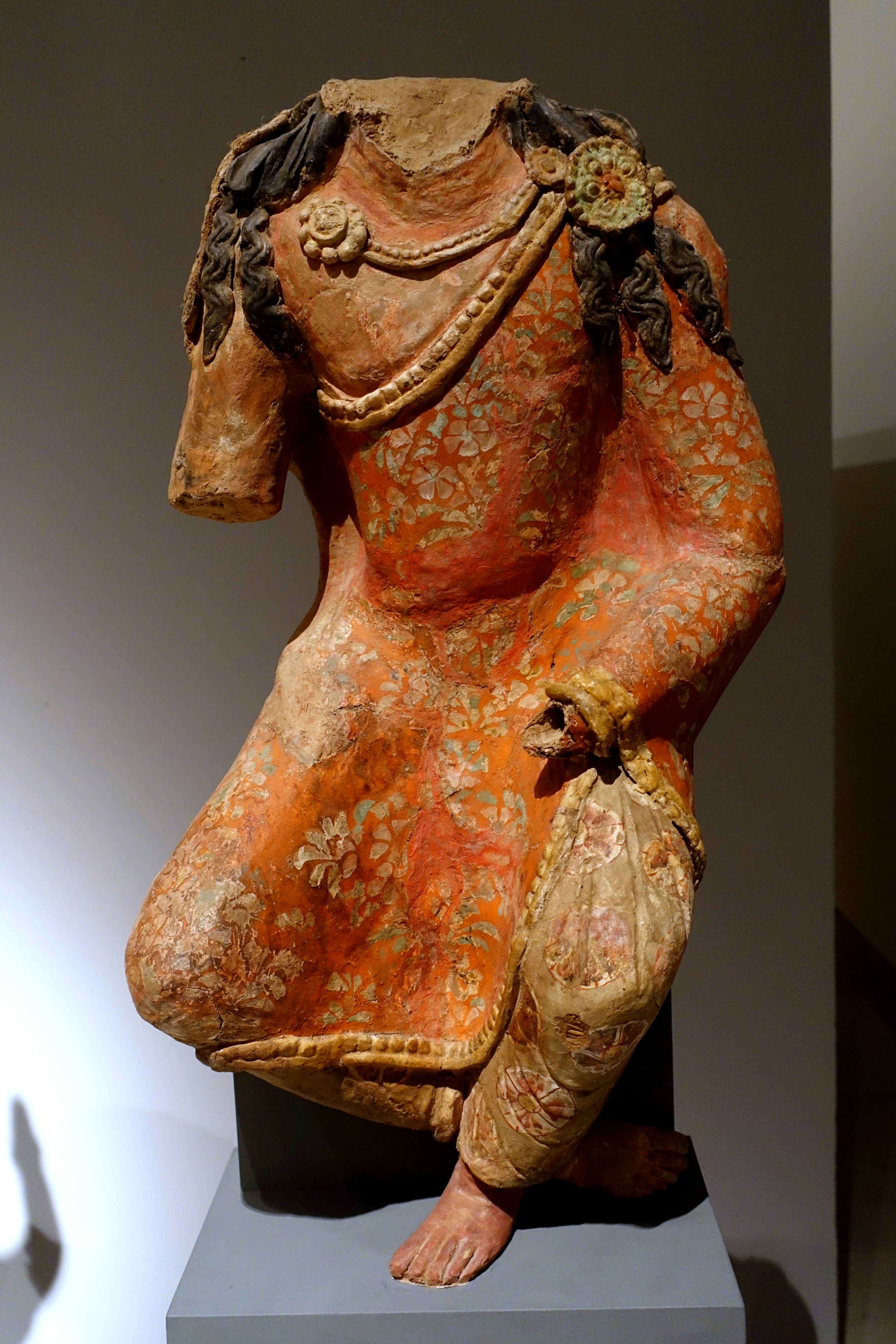
塑造交脚像 クムトラ石窟
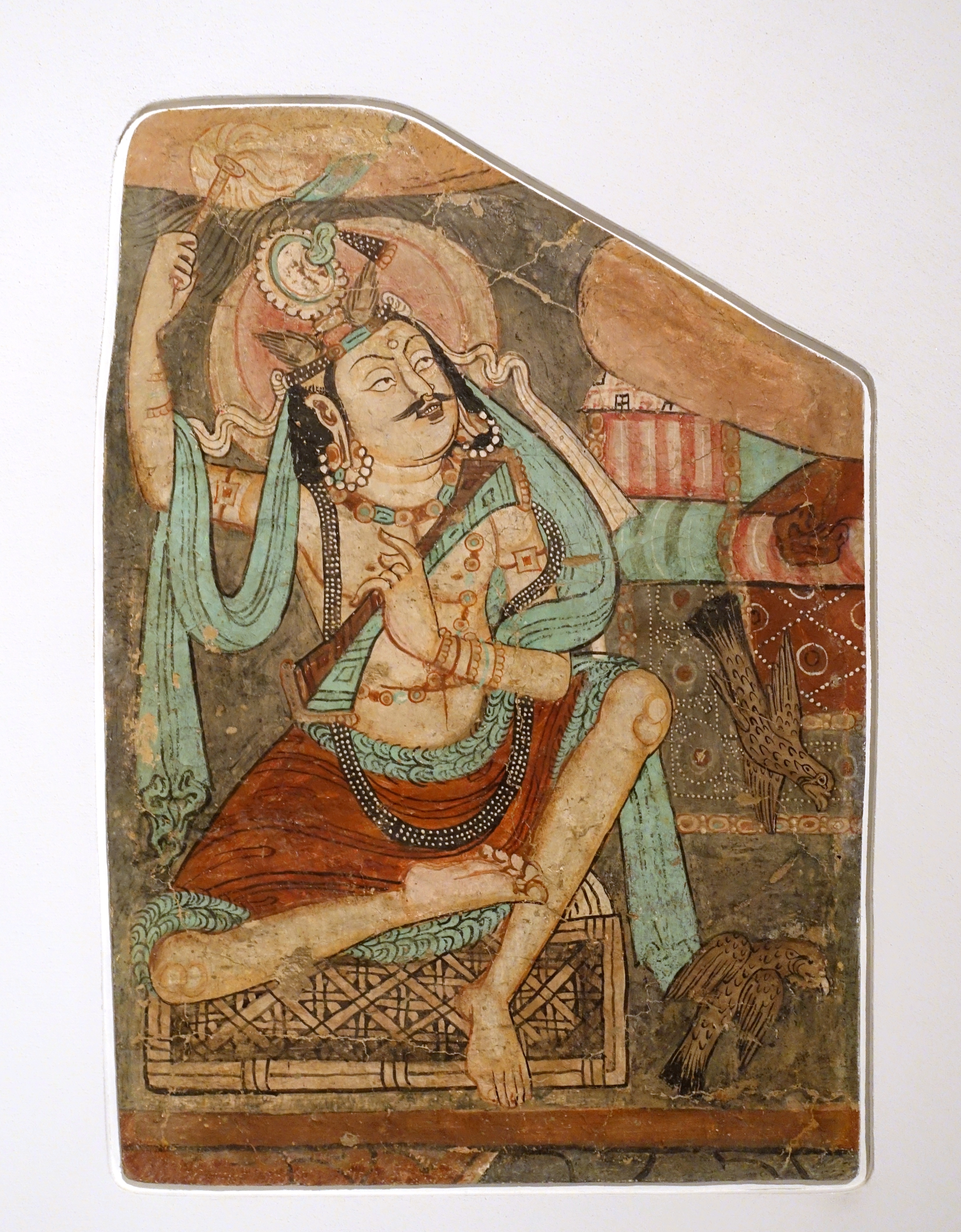
執金剛神像 キジル石窟

### 西域北道のその他の遺跡

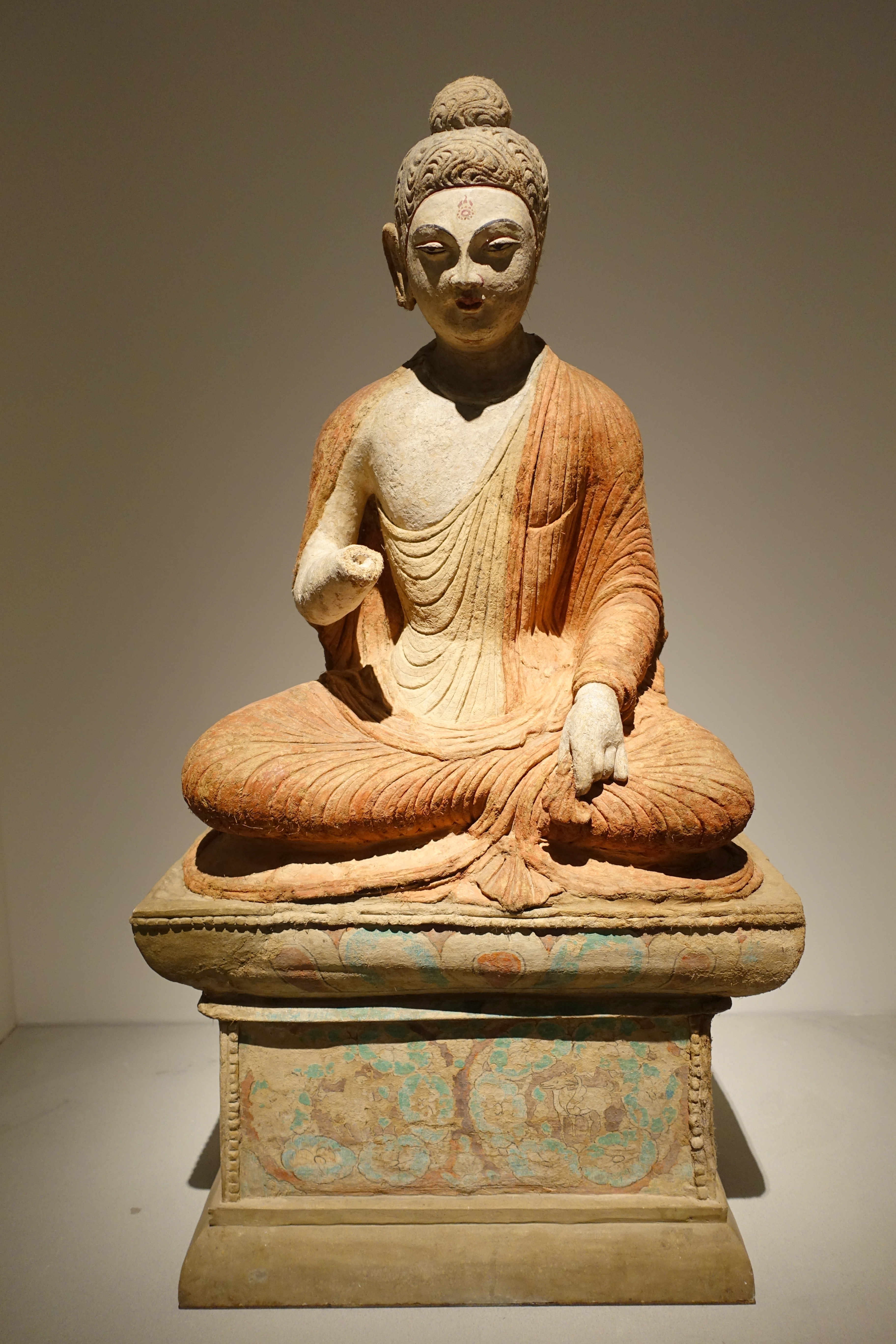
如来坐像 ショルチュク出土 ベルリン・アジア美術館

西域北道沿いの遺跡から出土した遺物として、カラシャール近くのショルチュクと、トゥムシュクのトックズ・サライ寺院址の出土品を紹介する。
如来坐像（画像参照）
カラシャール、ショルチュク、キリン窟、粘土製、高さ102.0センチメートル、ベルリン、インド美術館所蔵。ショルチュクはトルファンとクチャの間、カラシャール（焉耆）の南西に位置する。ここには多くの仏寺や石窟が営まれ、これらを飾った塑像や壁画が残っている。この如来像は、方座の上に反花を表した台座に坐す。黄色の下衣に朱色の大衣を着、頭髪は波状に表している。
仙人サンチャーリン本生図（画像参照）
トゥムシュク、トックズ・サライ大寺院址B出土。6 - 7世紀。粘土製、75×76センチメートル。トゥムシュクは西域北道の西方、現在のアクスとカシュガルの中間に位置するオアシスで、古代の地名は不明である。当地のトックズ・サライ（9軒の宿所の意）という地点には西域北道でもっとも西に位置する寺院址があり、ペリオやル・コックによって調査されている。本品は1906年ペリオが発見した作品。本生図とは、釈迦の前世における善行の物語を造形化したものである。釈迦の過去世の一つである仙人サンチャーリンは、大樹の根元で長い時間座禅をしていたところ、頭の上に鳥が巣を作って卵を産んでしまった。そのため、仙人は雛が巣立つ時まで座禅を続けたという話である。本作品は粘土で作った群像で、仙人の上には2羽の鳥と仙人を讃嘆する2体の飛天が表される。

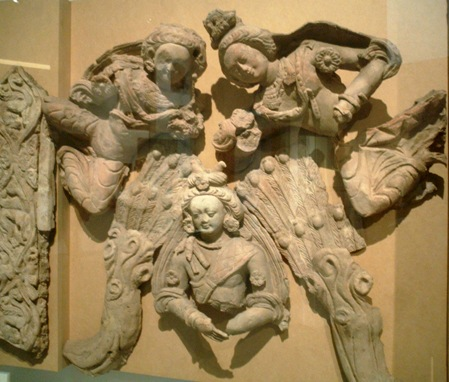
浮彫群像（仙人サンチャーリン本生図）トムシュク出土 ギメ美術館蔵
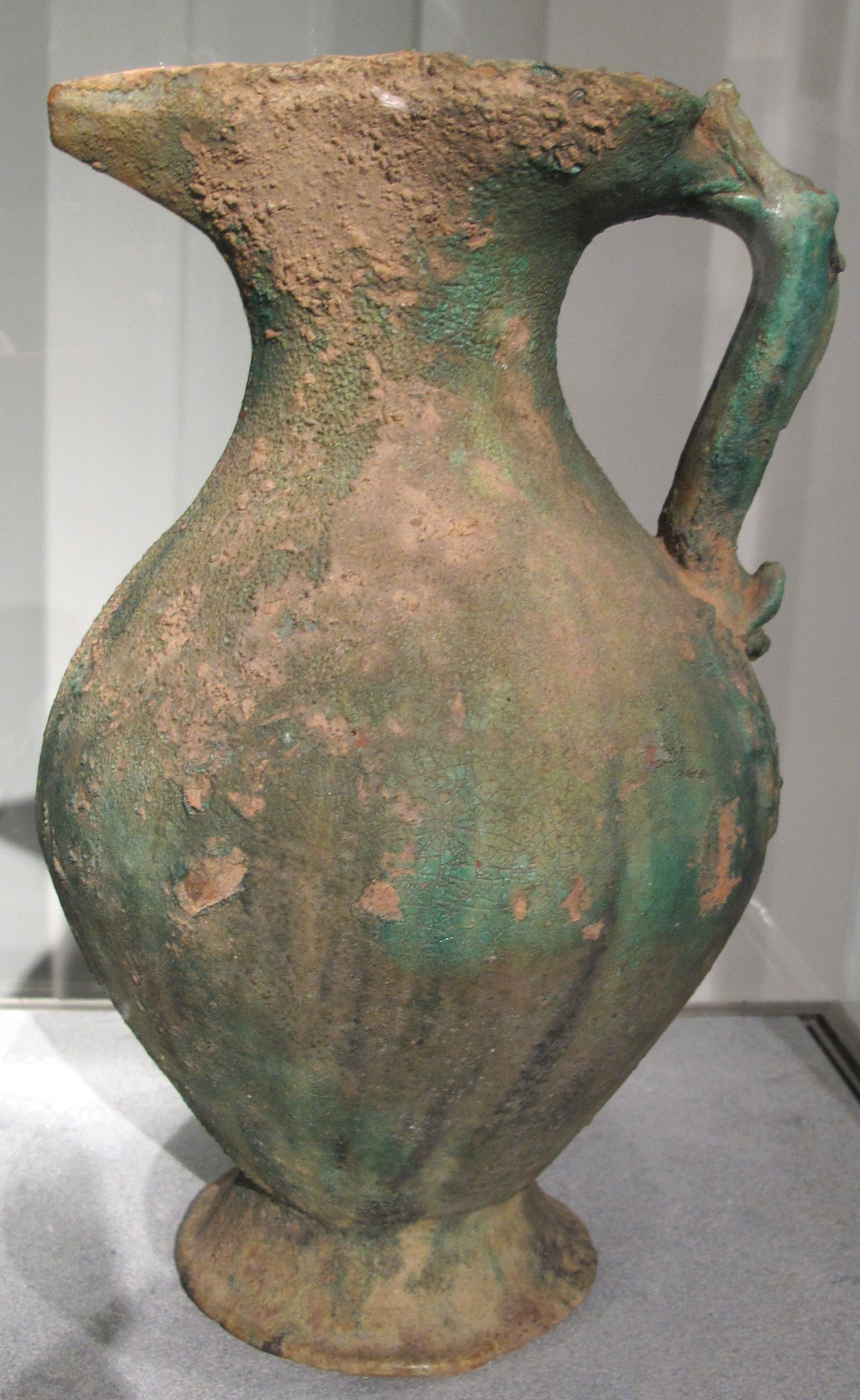
青釉把手付水注 トムシュク出土 ギメ美術館蔵

## 西域南道の美術

### ホータン

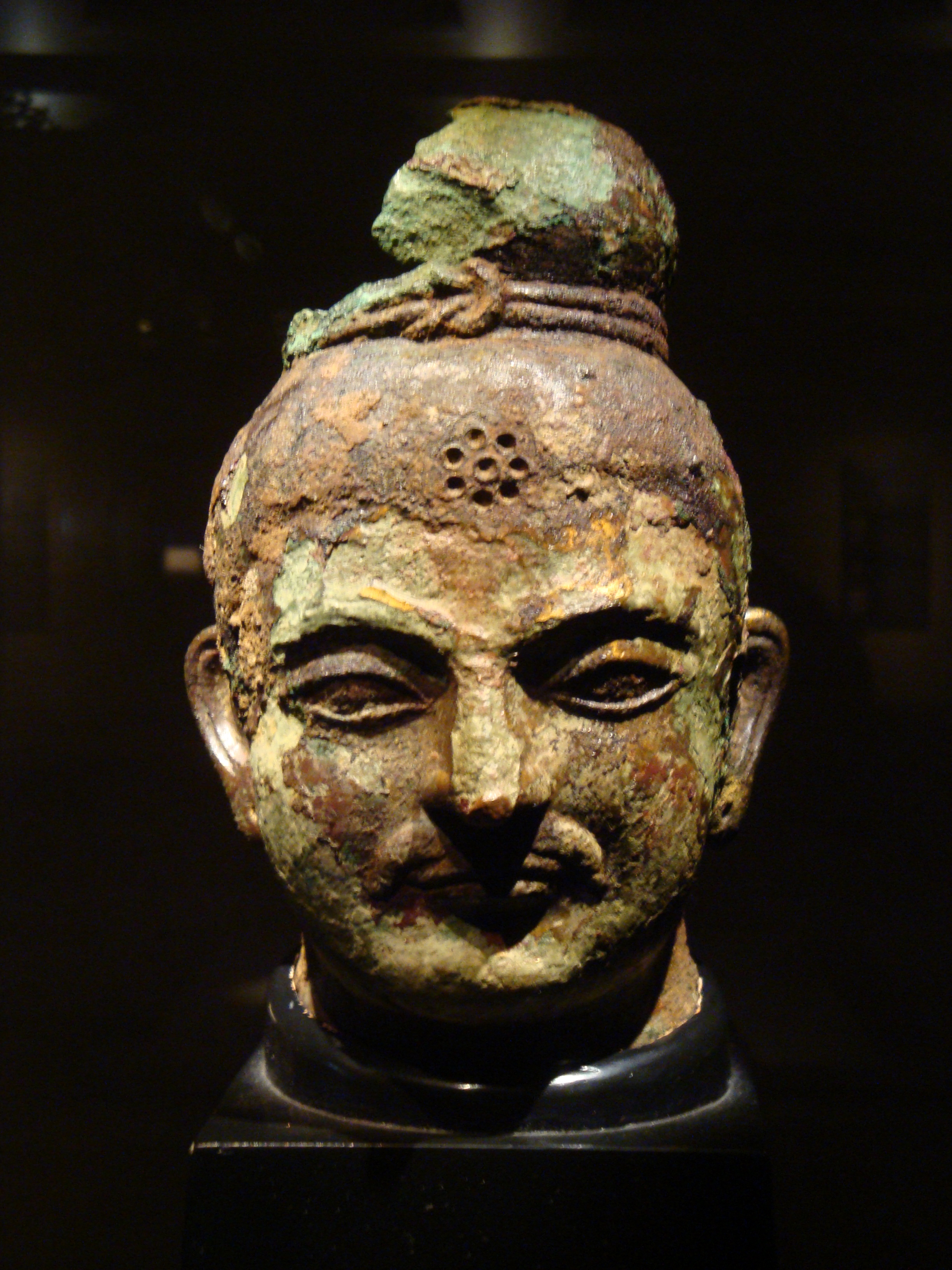
銅造仏頭

ホータン（和田）はタリム盆地の西南方に位置し、西域南道を代表するオアシス都市である。漢語では古くは于闐と書いた。当地は古くから玉（ぎょく）の産地として知られている。地理的に西北インドに近いこともあり、紀元後2世紀頃にはクシャーナ朝の支配がこの地にも及んでいた。『魏書』「西域列伝」からこの地では仏教が繁栄したことが知られ、5世紀の法顕、7世紀の玄奘の訪問記録から、この地では当時大乗仏教が栄えていたことがわかる。西域南道方面には北道のような石窟寺院はみられず、寺院や塔婆は煉瓦や木で造られた。遺品も塑像のほか木、金属、布などを素材とするものが多く、具体的には、木片に描かれた絵画、木製の家具、貨幣、印章、絹布、羊皮紙文書などが今日に伝えられている。唐朝に仕えた高名な画家・尉遅乙僧（うっち いっそう）はホータンの出身で、その画風は「屈鉄盤糸」と評された。「屈鉄盤糸」とは、鉄線を折り曲げたような明確な輪郭線をもつ画風を形容したものである。尉遅乙僧のオリジナル絵画は現存しないが、後述のダンダン・ウィリク出土の板絵は彼の画風を偲ばせるものである。
ホータンの北方にあるラワク遺跡は仏教寺院址で、スタインによって調査された。32.7メートル×38.9メートルの方形プランで、中心に径9.7メートルのストゥーパが立ち、その壁面には塑像が設置されていた。これらの像はガンダーラ仏とは異質で、むしろインドのマトゥラーの仏像に似たところがあるが、その様式の源流は不明である。ホータンの東北方には流砂に埋もれたダンダン・ウィリクの寺院址がある。ここではスタインの調査により、十数箇所の寺院址が発見され、壁画や板絵の断片が出土した。ダンダン・ウィリクの出土品では、第10寺址出土の蚕種伝説にかかわる板絵が著名である。
銅造仏頭（画像参照）
ホータン出土、3から4世紀、高さ17センチメートル。東京国立博物館蔵。大谷探検隊が日本へもたらした遺品の一つ。現存する中央アジアの仏像としては珍しい銅製で、一部に鍍金の跡が残る。口髭を生やし、頭髪は二重の紐で縛り、正面にいわゆるヘラクレス結びを見せる。額には花鈿状のものを表す。頭頂を肉髻状に表すところは仏像風であるが、大きく見開いた両眼、普通の長さに作られた耳などは常人と同じように表す。頂部に穴があり、もとはこの頭部を舎利容器に用いたものともいわれる。また、この仏頭の底面は塞がれており、別製の頭部を体部に嵌め込む構造であったとみられる。

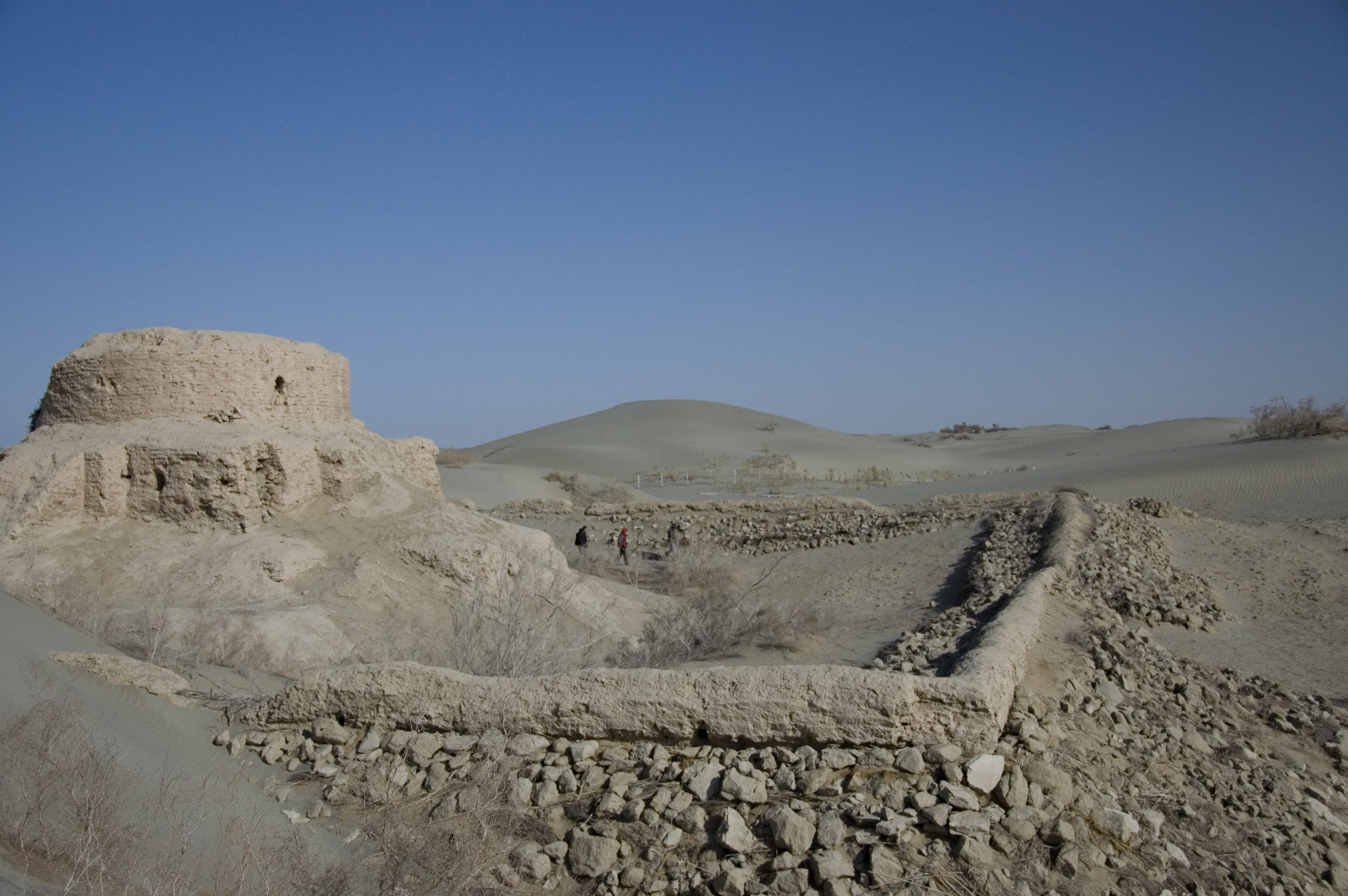
ラワク寺院址
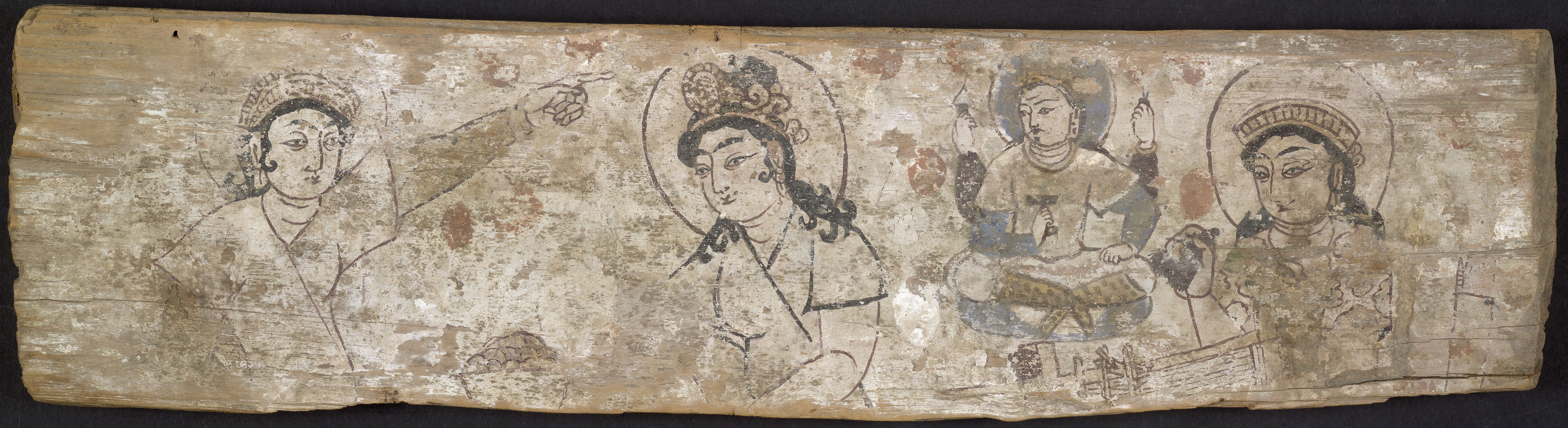
蚕種伝説図（板絵） ダンダン・ウィリク出土 大英博物館

### ミーラン
ミーラン（木蘭）は西域南道の東方に位置する仏教遺跡で、20世紀初頭、ヘディン、スタインらによって調査された。ロプノール（ロプ湖）の南西の砂漠の中に城塞と寺院の跡が見つかっている。スタインはこの遺跡を『漢書』に記載されている鄯善国（楼蘭）の都城・扜泥城（うでいじょう）にあたると推定した。鄯善という国名は中国側の呼称で、原語の国名はクロライナ（漢語標記で楼蘭）であったと推定されている。当地は東トルキスタンの中でもさらに東に位置するにもかかわらず、美術には西方の要素が顕著である。特に重要な遺物は3号寺院と5号寺院の壁画である。制作年代は前者が3世紀半ば、後者が300年頃と推定されている。これらの壁画は、ストゥーパをめぐる回廊の外壁に描かれていたもので、プリュギア帽を被る人物、花綱を担ぐ童子、これらを描く太い輪郭線、陰影表現など、モチーフ、技法の双方にローマ風が顕著である。

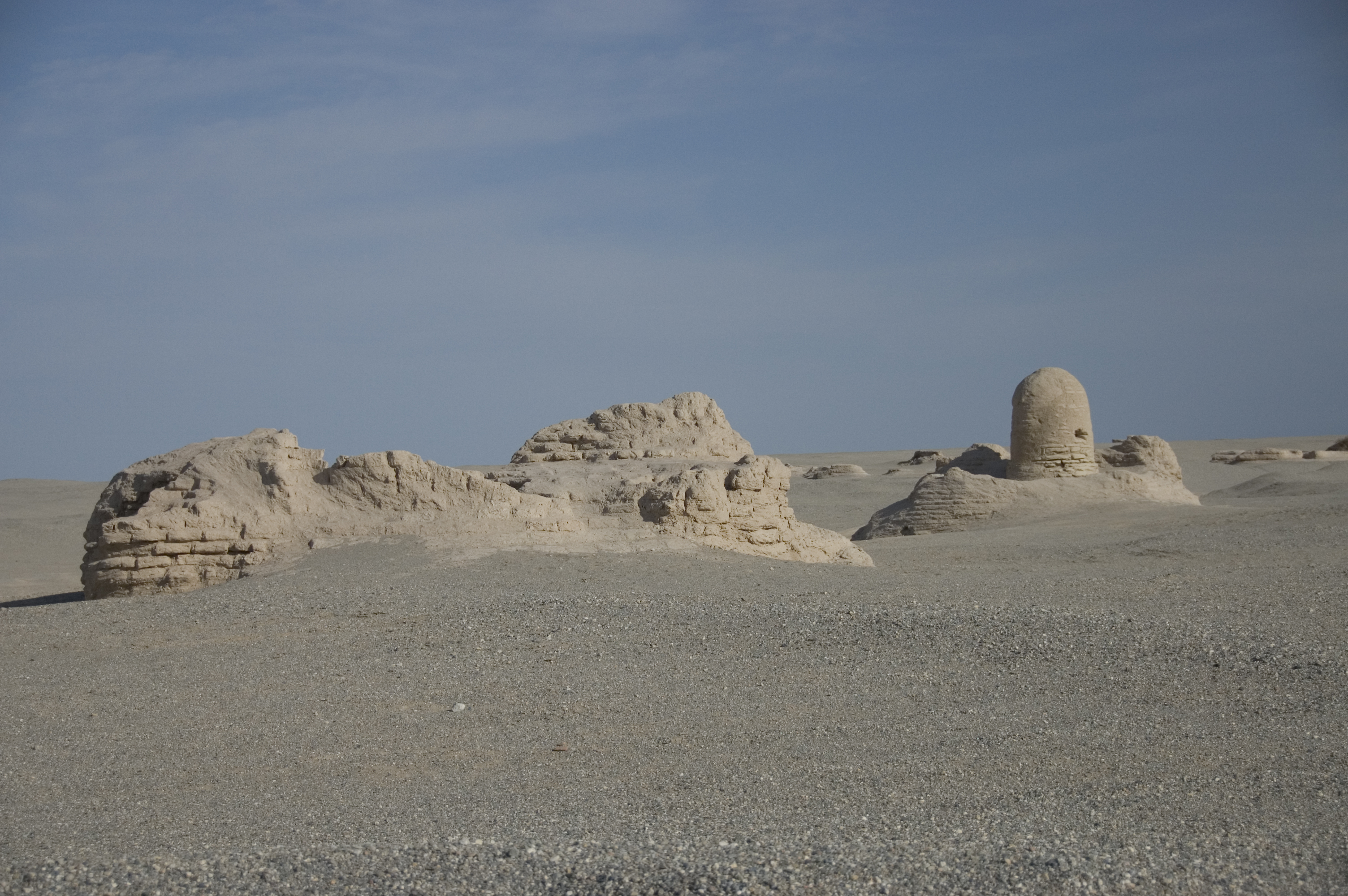
ミーラン遺跡
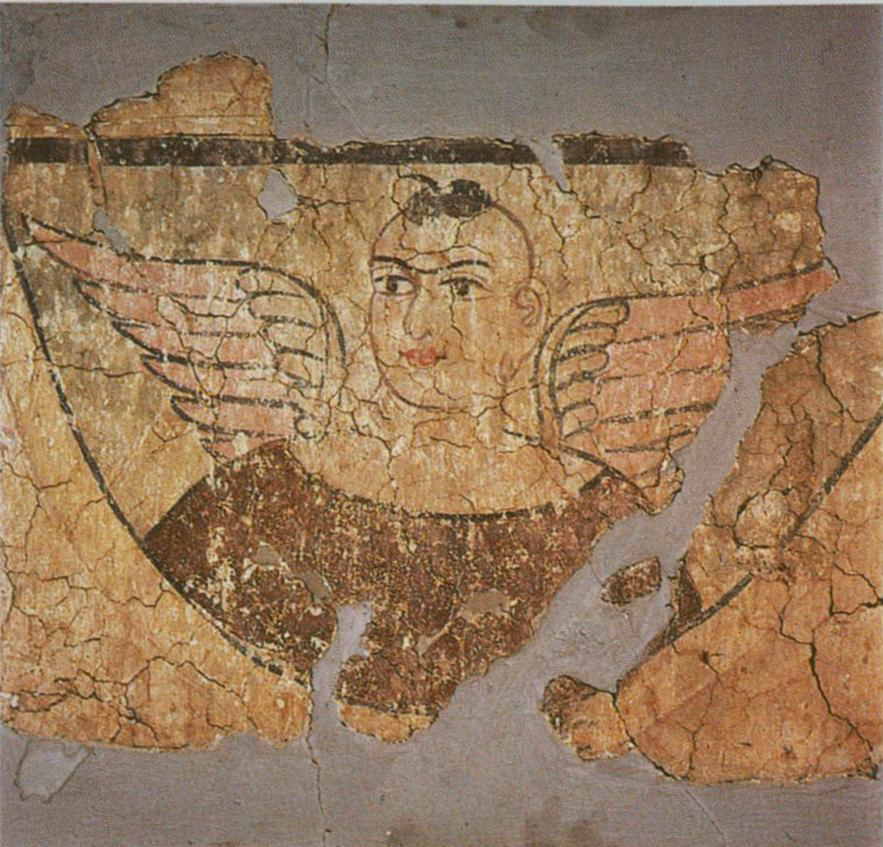
有翼天使 ミーラン出土